# Comunidad de Madrid
La Comunidad de Madrid es una comunidad autónoma española situada en el interior de la península ibérica, en la Submeseta Sur de la Meseta Central. Limita con las provincias de Ávila y Segovia en Castilla y León, así como con las de Toledo, Guadalajara y una pequeña parte de Cuenca en Castilla-La Mancha. La Comunidad de Madrid es uniprovincial, por lo que no existe diputación. Su capital, Madrid, es también la capital de España.
Tiene una superficie de 8022 kilómetros cuadrados, ocupando el decimosegundo puesto entre las comunidades autónomas más extensas del país. Con una población de 7 001 715 habitantes (INE 2024), es la tercera comunidad autónoma más poblada tras Andalucía y Cataluña, así como la más densamente poblada.
Madrid es uno de los grandes motores económicos de España. En 2018, su PIB representaba el 19,2 % del PIB nacional. Asimismo, cuenta con patrimonio artístico y natural, con cuatro bienes Patrimonio de la Humanidad: el Monasterio y Sitio de El Escorial, la Universidad y casco histórico de Alcalá de Henares, el Paisaje cultural de Aranjuez y el Paisaje de la Luz de Madrid. Su posición central juega un papel esencial en la red de medios de transportes de España. 
La conformación de la comunidad autónoma vino precedida de un intenso debate político, en el contexto preautonómico de finales de los años 1970. La provincia estaba convencionalmente incluida en la región de Castilla la Nueva desde el siglo xix, junto a las provincias de Cuenca, Guadalajara, Ciudad Real y Toledo. En un principio se planteó la posibilidad de que formara parte de una autonomía junto a estas provincias, hoy parte de Castilla-La Mancha, si bien con un estatuto especial, dadas sus especiales condiciones al albergar la capitalidad del Estado. En 1981 se resolvió que la provincia de Madrid no se incluiría en una comunidad multiprovincial y se acordó la creación de una comunidad autónoma uniprovincial, aprobándose por Ley Orgánica el 25 de febrero de 1983 su Estatuto de Autonomía,que entró en vigor el 1 de marzo de ese mismo año.

## Historia
La historia de la Comunidad de Madrid es muy reciente. La provincia se constituye administrativamente en el siglo XIX y, a finales del siglo XX, se configura como una comunidad autónoma uniprovincial. No obstante, existen algunos hitos históricos anteriores, decisivos para la definición del actual perfil de la comunidad autónoma:
- La presencia de asentamientos humanos, de gran importancia y extensión, en la historia;
- La aparición de Complutum (Alcalá de Henares) en la época romana;
- El carácter defensivo que adquiere el territorio madrileño en el periodo andalusí y el papel de Maŷrit («Madrid») en la defensa de Toledo;
- La constitución del concejo de la Tierra de Madrid durante la Reconquista, primer gran embrión de la posterior realidad administrativa;
- La designación de la villa de Madrid como capital durante el Renacimiento, en lo que constituye el segundo y más decisivo embrión;
- La expansión metropolitana del siglo XX, que resulta transcendental para la conformación de la actual comunidad autónoma.

Entre todos estos hitos, la capitalidad se destaca como el de mayor determinación histórica, ya que se encuentra en el origen de la provincia madrileña, constituida en el marco de la división provincial de España en el siglo XIX. A este hecho se le añade, en el siglo XX, la condición metropolitana de Madrid, aspecto clave para su segregación de la antigua región de Castilla la Nueva, en la que Madrid estaba integrada, dados los fuertes desequilibrios sociales, económicos y demográficos que la zona metropolitana de Madrid introducía, y su configuración como comunidad uniprovincial.

### Prehistoria, época romana y época visigótica

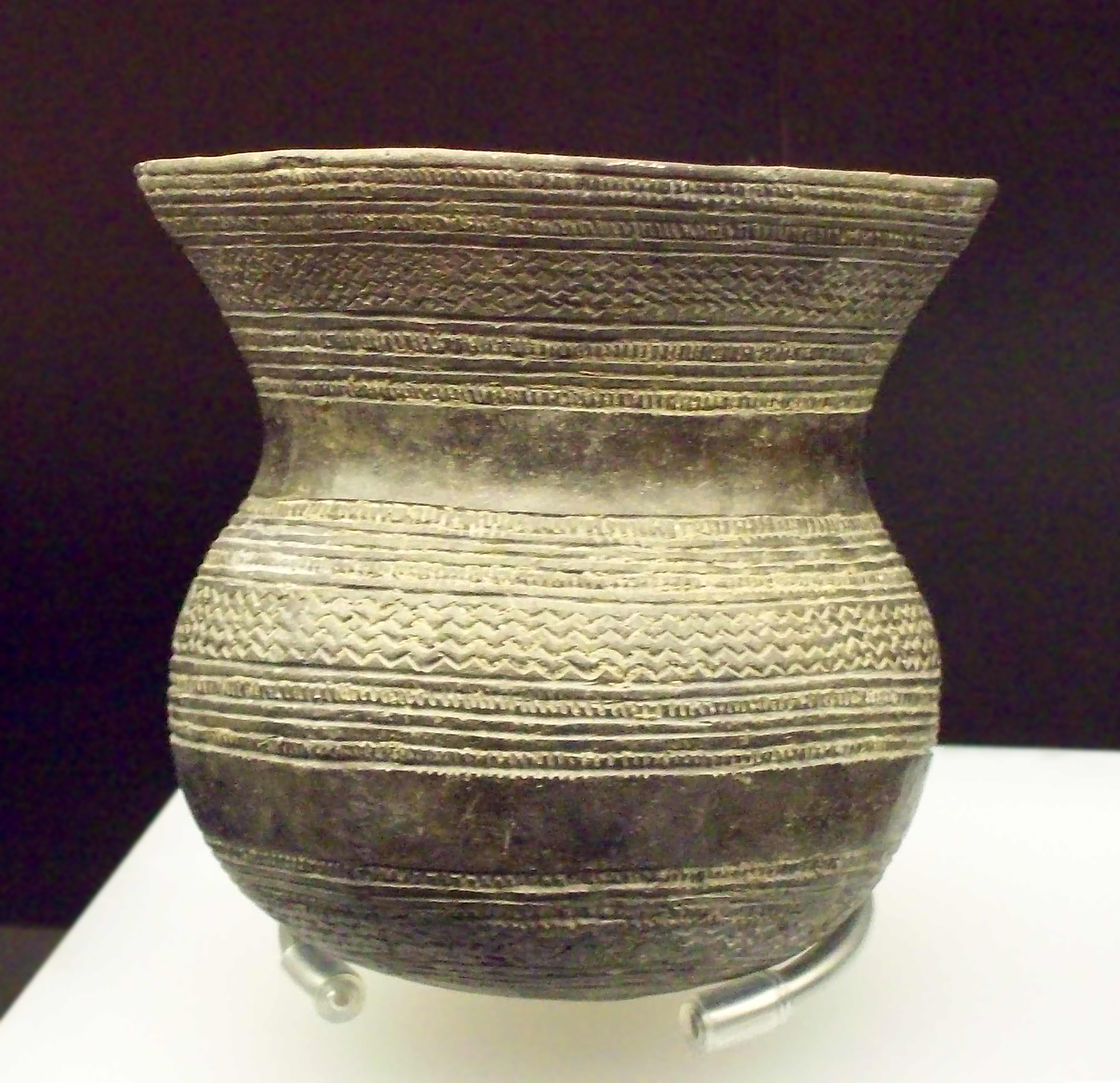
Vaso campaniforme de Ciempozuelos (MAN)

El territorio actual de la Comunidad de Madrid estuvo poblado desde el Paleolítico Inferior, principalmente en lo que respecta a los valles interfluviales de los ríos Manzanares, Jarama y Henares, donde se han hallado abundantes y ricos yacimientos arqueológicos. Entre los vestigios más importantes que se han encontrado, destaca especialmente el vaso campaniforme de Ciempozuelos, que ha dado nombre a un tipo especial de cerámica (data del Bronce Inicial, entre 1979 a. C. y 1970 a. C.). También se han descubierto pinturas y grabados rupestres en La Pedriza, en el término de Manzanares el Real, y en la cueva del Reguerillo, en Patones.
Durante el Imperio romano, la región quedó integrada en la provincia Citerior Tarraconense, excepto la parte suroccidental, en el Alberche, que pertenecía a la Lusitania. Estaba surcada por dos importantes calzadas romanas, la vía XXIV-XXIX (de Astorga a Laminium) y la XXV (de Augusta Emerita a Caesaraugusta), y contaba con algunas urbes de importancia. La ciudad de Complutum (Alcalá de Henares) alcanzó cierta relevancia hasta el Bajo Imperio, mientras que Titulcia y Miaccum, al pie de la sierra, destacaron como cruces de caminos.
En la época visigótica, la región perdió toda importancia. Su población se dispersó en pequeñas aldeas e, incluso, Complutum entró en decadencia. Alcalá de Henares fue designada sede episcopal en el siglo V, por orden de Asturio Serrano, arzobispo de Toledo, pero este hecho no fue suficiente para devolverle el esplendor perdido.

### Al-Ándalus
El centro peninsular fue una de las regiones más despobladas de al-Ándalus hasta el siglo XI, cuando empezó a despuntar como un enclave militar de gran importancia estratégica. Los musulmanes pusieron en pie un sistema defensivo de fortalezas y atalayas, con el que intentaron detener el avance de los reinos cristianos, a lo largo y ancho del territorio actual de la comunidad autónoma.
El territorio constituía un área sin personalidad propia dentro de la Marca Media con centro en Toledo, y en el cual se erigieron algunos castillos o fortificaciones andalusíes (ḥuṣūn), alrededor de alguno de los cuales, como Madrid, se acabó conformando una ciudad (madīna):
La fortaleza de Maŷrit («Madrid») se erigió en una fecha indeterminada entre los años 860 y 880, como un ribat, un recinto amurallado donde convivía una comunidad a la vez religiosa y militar, en lo que constituye el núcleo fundacional de la ciudad. Pronto se destacó como la fortificación de mayor valor estratégico en la defensa de Toledo, por encima de Talamanca de Jarama y de Qal‘at ‘Abd al-Salam (Alcalá de Henares), los otros dos enclaves militares más importantes de ese sistema defensivo.

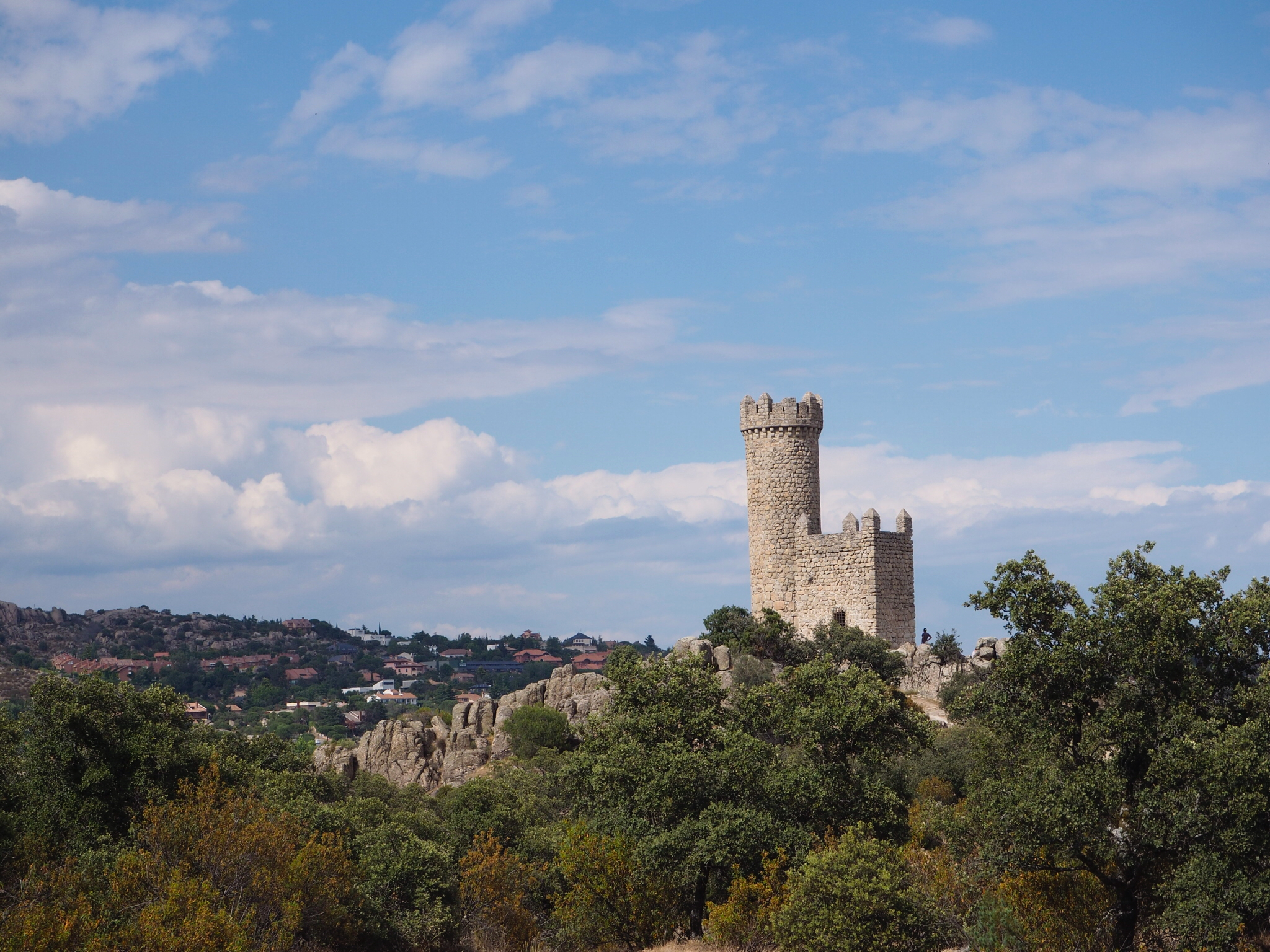
La atalaya de Torrelodones formaba parte de un sistema militar en la defensa de Toledo

Alrededor de las cabeceras principales, encargadas de defender los caminos fluviales del Manzanares, del Jarama y del Henares, respectivamente; se construyeron fortificaciones de carácter complementario como el caso de Qal‘at Jalifa (Villaviciosa de Odón, controlando la ruta del río Guadarrama).
También se erigió, probablemente en el siglo x bajo iniciativa omeya, una red de atalayas más septentrional que permitía la vigilancia de los pasos; de las cuales se conoce la existencia de las de Venturada, El Vellón y El Berrueco, en la zona del Jarama, y las de Torrelodones y Collado de la Torrecilla, en la zona de la sierra de Hoyo de Manzanares. Estas torres-vigía se comunicaban entre sí mediante señales de humo, cuando se producían situaciones de alerta.
En 1083, el rey Alfonso VI tomó la ciudad de Madrid y dos años después entró en Toledo. Por su parte, Alcalá de Henares sucumbió en 1118, en una nueva anexión del Reino de Castilla.

### La repoblación cristiana

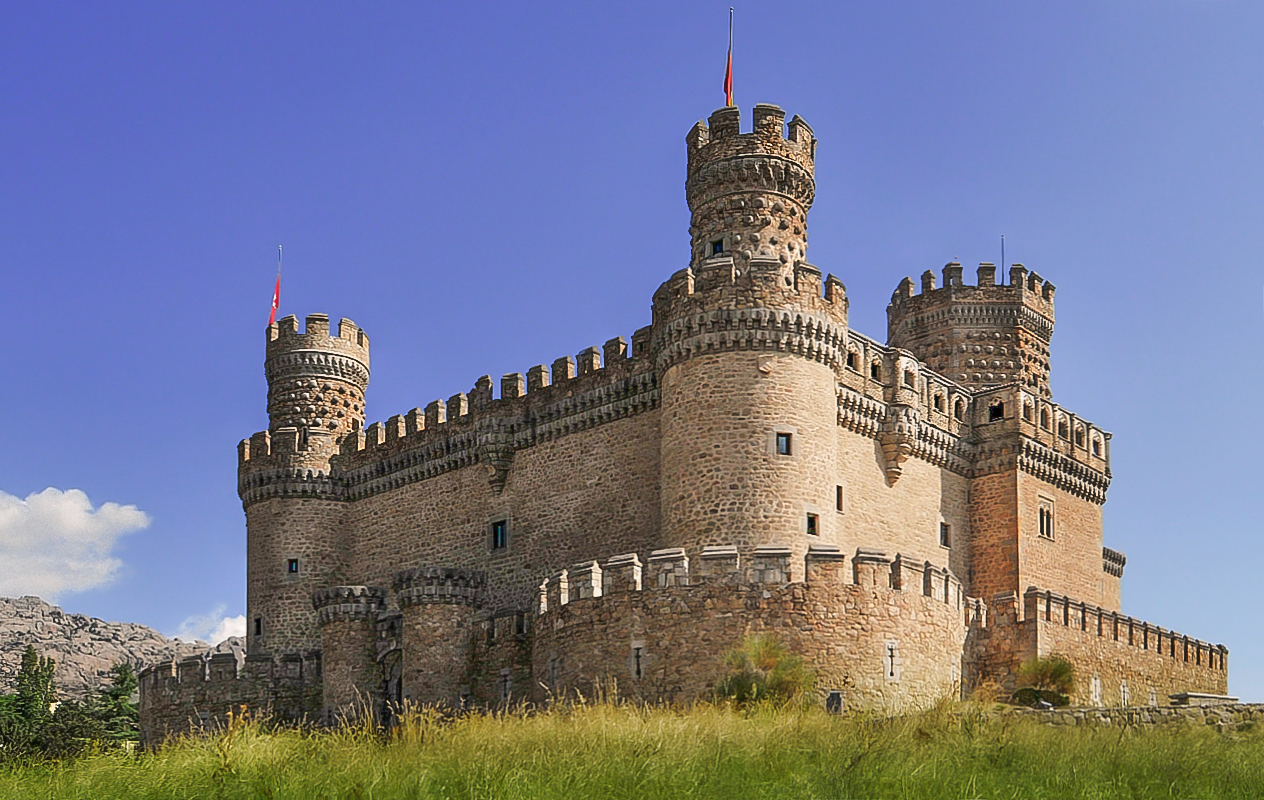
El castillo de la Casa de Mendoza, cuartel general del disputado territorio del Real de Manzanares

Las nuevas tierras conquistadas por los cristianos se disgregaron alrededor de varios dominios, como consecuencia de un largo proceso de repoblación (siglos XI a XV), en el que entraron en conflicto los señores feudales o eclesiásticos y los diferentes concejos con potestad real para repoblar.
En primer lugar, en 1118 será reconquistada Alcalá de Henares y toda su Comunidad de Villa y Tierra. En 1135 la Tierra Complutense recibirá un compendio de leyes o fueros, denominado Fuero Viejo. Esto compensará en parte la integración de la diócesis Complutense en el Arzobispado de Toledo en 1099. En 1223, el arzobispo Rodrigo Ximénez de Rada hará una modificación de estos fueros, en lo que se ha pasado a denominar Fuero Extenso. Será en 1509, cuando el cardenal Cisneros creará un nuevo y actualizado fuero, el Fuero Nuevo, que estará vigente hasta el final del Antiguo Régimen. Estas leyes daban una autonomía legal completa a la Tierra de Alcalá.
En el siglo XIII, Madrid conservará, al igual que Alcalá, una personalidad jurídica propia, en primer término con el Fuero viejo y posteriormente con el Fuero Real, concedido por Alfonso X en 1262 y ratificado por Alfonso XI en 1339. Buitrago del Lozoya, Alcalá de Henares y Talamanca de Jarama destacarán por su importante capacidad repobladora hasta ese siglo.

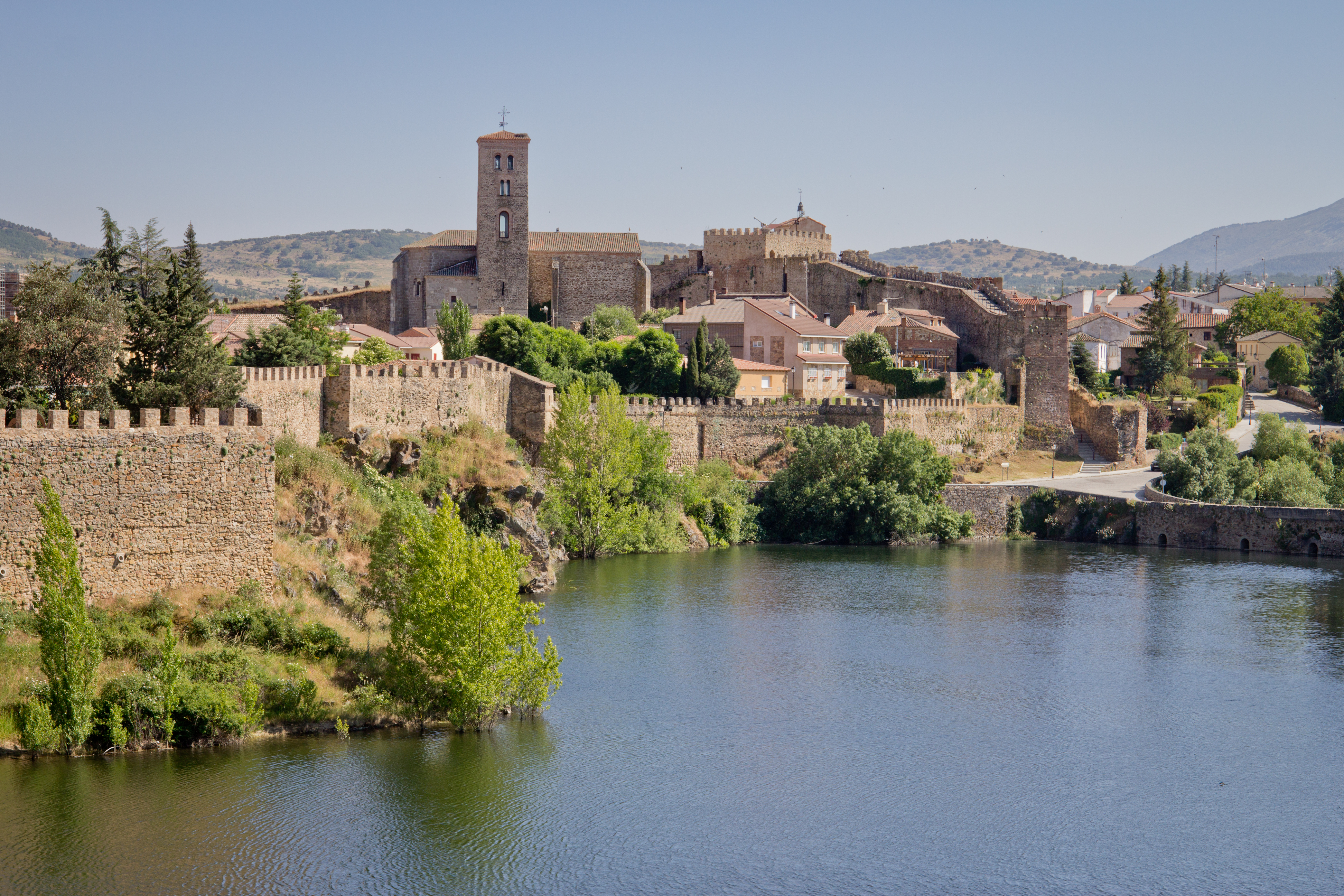
Vista de Buitrago del Lozoya

La Tierra de Alcalá, área administrativa donde rigieron los fueros anteriormente citados, estaba conformada en su última fase (Fuero Nuevo) por los siguientes municipios: Ajalvir, Camarma de Esteruelas, Daganzo de Abajo (o Daganzuelo, hoy despoblado), Torrejón de Ardoz, Valdemora, Arganda, Ambite, Anchuelo, Bilches o Vilches, Campo Real, Carabaña, Corpa, Los Hueros, Loeches, La Olmeda, Orusco, Perales de Tajuña, Pezuela de las Torres, Querencia, Santorcaz, Los Santos de la Humosa, Tielmes, Torres de la Alameda, Valtierra, Valmores, Valverde de Alcalá, Villar del Olmo, Valdilecha y Villalbilla.
Alrededor de la actual capital de la comunidad, se constituyó un territorio administrativo denominado Tierra de Madrid, el primer germen de la provincia, que se extendía, en sus extremos, hasta los actuales términos municipales de San Sebastián de los Reyes, Cobeña, Las Rozas de Madrid, Rivas-Vaciamadrid, Torrejón de Velasco, Alcorcón, San Fernando de Henares y Griñón.
Este concejo mantuvo numerosos litigios con Segovia, por entonces una de las ciudades más influyentes de Castilla, por el control del Real de Manzanares, una vasta comarca, que, finalmente, fue cedida a la Casa de Mendoza. La Comunidad de ciudad y tierra de Segovia había convertido en su sexmo de Casarrubios, en los valles de los ríos Guadarrama y Perales, el alfoz de la antigua medina islámica de Calatalifa (en el actual término de Villaviciosa de Odón).

### La capitalidad

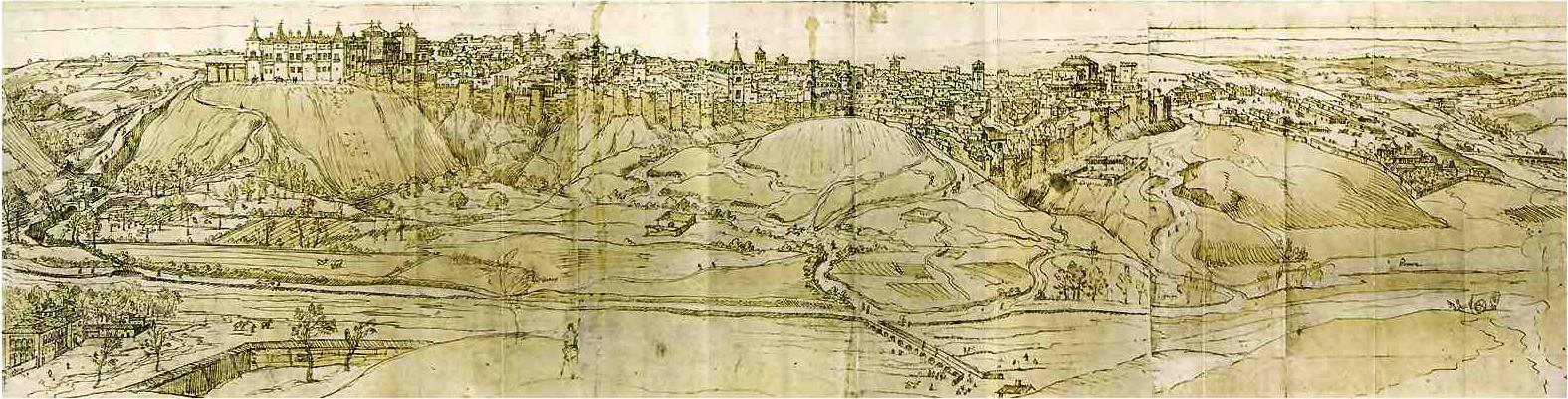
Panorama de la villa de Madrid obra de Anton van den Wyngaerde, encargado por Felipe II (siglo xvi)

La monarquía castellana empezó a mostrar una especial predilección por el centro peninsular, atraída por sus abundantes bosques y cotos de caza. El Pardo era un lugar muy frecuentado por los reyes, desde tiempos de Enrique III (siglo XIV). Asimismo, los Reyes Católicos impulsaron la construcción del Palacio Real de Aranjuez. En el siglo XVI, San Lorenzo de El Escorial se sumó a la lista de Reales Sitios de la actual provincia.
La propia villa de Madrid, que formaba parte del grupo de dieciocho ciudades con derecho a voto en las Cortes de Castilla, acogió en numerosas ocasiones las Cortes del Reino. Al mismo tiempo, sirvió de residencia a varios monarcas, entre ellos el emperador Carlos V, que reformó y amplió su alcázar. A la creciente influencia sociopolítica de la región, se le añadió, en el siglo XVI, el foco cultural de la Universidad de Alcalá de Henares, que abrió sus puertas en 1508, a instancias del cardenal Cisneros.

Provincia de Madrid (1590) según los votos en las Cortes de Castilla

En 1561, el rey Felipe II situó la capital de su imperio en Madrid, en lo que puede considerarse el segundo embrión —y tal vez más decisivo— para la configuración posterior de la provincia madrileña.
Con la capitalidad, se impuso un marco de subordinación económica a las tierras colindantes con la villa de Madrid, que incluso iba más allá de los actuales límites de la Comunidad de Madrid. También se promovió una extensión competencial de la Sala de Alcaldes de Casa y Corte (de cinco a diez leguas en su torno), en un intento por articular una región alrededor de la capital.
Pero aún se estaba muy lejos de una auténtica realidad administrativa, sobre todo teniendo en cuenta que el Estado del Antiguo Régimen convivía con la existencia de numerosas jurisdicciones señoriales, tanto laicas como eclesiásticas. Entre las primeras, se encontraban señoríos de gran extensión, como el Real de Manzanares —en manos de los Mendoza— y otros de pequeñas dimensiones, como el señorío de Valverde de Alcalá. Entre las segundas, había jurisdicciones monásticas (como la Cartuja de El Paular), del clero secular (como las extensas posesiones del Arzobispado de Toledo) y de órdenes militares (caso de la Encomienda Mayor de Castilla de la Orden de Santiago, que ocupaba Valdaracete, Villarejo de Salvanés y Fuentidueña de Tajo).

### La Ilustración

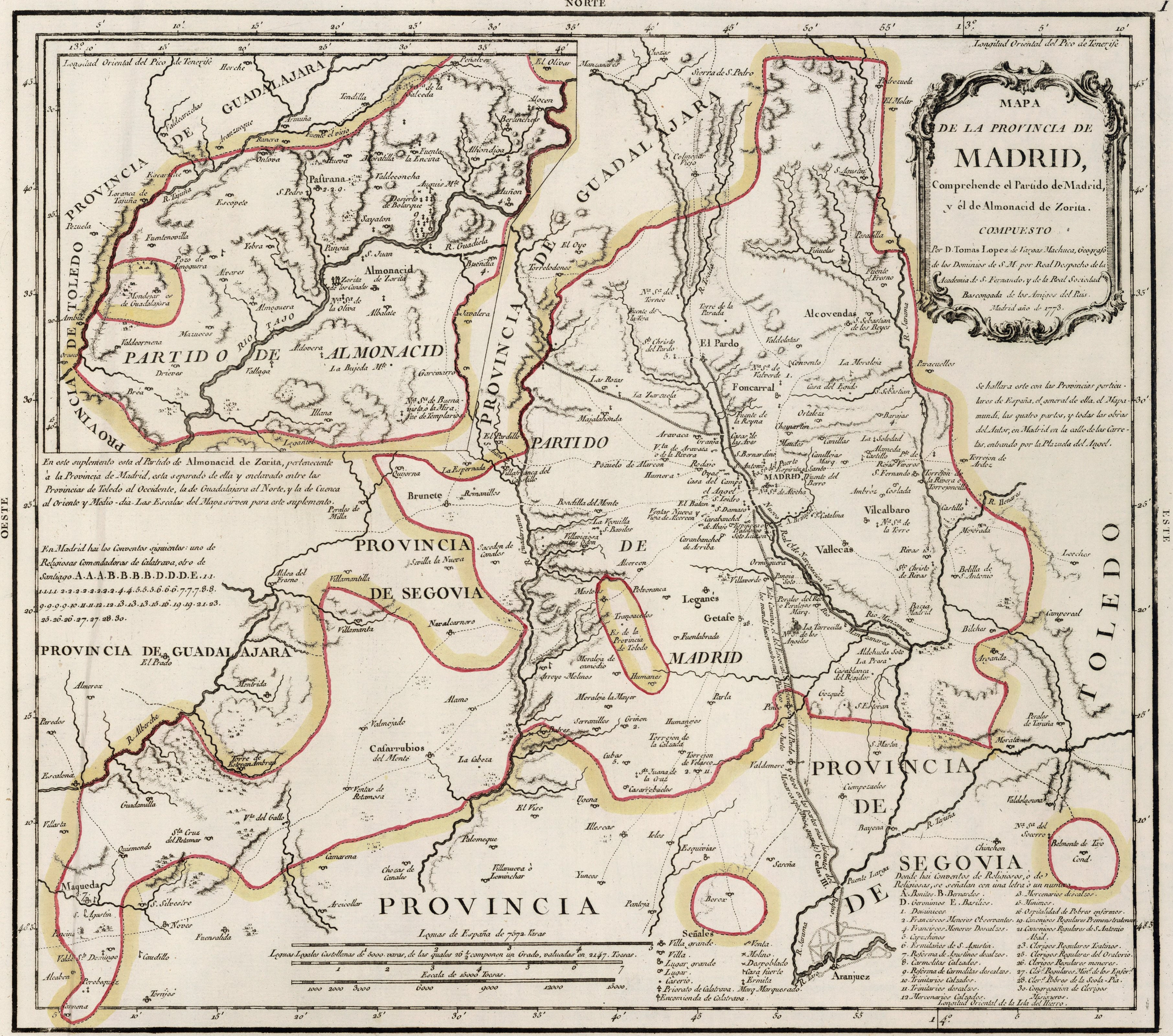
Mapa de la provincia de Madrid, realizado por Tomás López de Vargas en 1773. Puede observarse la desarticulación del territorio madrileño. Constreñida por Segovia, Guadalajara y Toledo, sin continuidad territorial, la provincia de Madrid invade, por su parte, a la de Guadalajara (el recuadro superior izquierda corresponde a Almonacid de Zorita) y a la de Toledo

En el siglo XVIII tampoco se corrigió la desarticulación administrativa de las tierras madrileñas, a pesar de algunos intentos. En la época de Felipe V, se creó, a escala nacional, la figura de las Intendencias, con poder político-administrativo. Sin embargo, la Intendencia de Madrid no resolvió el problema de raíz y la actual provincia continuó fragmentada en varios dominios, si bien se racionalizaron los procesos a la hora de ejecutar proyectos centralizados.
A Guadalajara le correspondían los partidos de Colmenar Viejo y Buitrago del Lozoya, así como el señorío del Real de Manzanares, coincidente en gran parte con la actual comarca de la sierra de Guadarrama. Segovia extendía sus dominios al Norte y Oeste de la actual provincia madrileña, mientras que Toledo ocupaba el este, con Alcalá de Henares y Chinchón como núcleos destacados. De Madrid dependían Casarrubios, en la actual provincia de Toledo, y Zorita de los Canes, en la de Guadalajara.
Esta dispersión territorial afectaba a procesos tan básicos como el abastecimiento de Madrid, que había disparado su población hasta convertirse en la ciudad más habitada de la monarquía. El efecto fue drástico: mientras que la villa de Madrid absorbía un mayor volumen de renta procedente de todo el país, su territorio colindante —en manos de casas nobiliarias y del poder eclesiástico o bajo el influjo real— tendía a empobrecerse, sin posibilidad alguna de desarrollarse un tejido socioeconómico acorde con las necesidades de la capitalidad.
Otro de los problemas que la capitalidad puso en evidencia fue la ausencia de infraestructuras. El entramado de caminos de la Submeseta Sur tenía su centro en Toledo y hubo que articular una red para garantizar el abastecimiento de la ciudad. Del siglo XVIII data la estructura radial de las comunicaciones españolas, que tiene su punto neurálgico en la ciudad de Madrid.
A lo largo del siglo XVIII, la villa de Madrid se transformó con grandes obras urbanísticas, al compás de las corrientes ilustradas. Destaca la labor de Carlos III, que dotó a la ciudad de algunos de sus más bellos edificios y monumentos, al tiempo que promovió la creación de instituciones sociales, económicas y culturales, que aún perviven.
La villa de Madrid cerró el siglo XVIII con 156 672 habitantes (antes de la capitalidad, se estimaba una población en torno a los 15 000 vecinos), según el censo realizado en 1787, el primero, con carácter oficial, que se realizó en la ciudad.

### De provincia a comunidad autónoma
El territorio de la Comunidad de Madrid alcanzó a grandes rasgos sus límites territoriales actuales en 1833 con la división de España en provincias, una de las cuales fue la de Madrid. En esta división, la provincia fue adscrita a la región de Castilla la Nueva, la cual, como el resto de regiones, constituía apenas una clasificación, al carecer de cualquier órgano o institución administrativa. Junto con la de Madrid, fueron incluidas en Castilla la Nueva las provincias de Ciudad Real, Cuenca, Guadalajara y Toledo. Un cambio en los límites de la provincia posterior a la división territorial de 1833 afectaría al pequeño municipio de Valdeavero, de 19 km², hasta entonces perteneciente a la provincia de Guadalajara, que pasó a pertenecer a la provincia de Madrid en 1850.
En el siglo XX, durante el proceso preautonómico de finales de la década de 1970, en la antigua región de Castilla la Nueva reapareció el temor a que las especiales condiciones económicas y demográficas de Madrid fueran un factor de desequilibrio, por lo que finalmente, la provincia de Madrid se configuró como comunidad autónoma uniprovincial. Fue la última comunidad en constituirse.
Por su parte, las provincias de Ciudad Real, Cuenca, Guadalajara y Toledo (que pertenecían a Castilla la Nueva), junto con la de Albacete (que estaba integrada en la Región de Murcia), constituyeron la comunidad autónoma de Castilla-La Mancha.
El Estatuto de Autonomía de la Comunidad de Madrid fue aprobado el 1 de marzo de 1983. La provincia de Madrid se conformó como comunidad autónoma bajo la Ley Orgánica 3/1983, del 25 de febrero (BOE 1-3-83). 
Madrid fue elegida capital de la comunidad, si bien han surgido diferentes iniciativas para que otras ciudades alberguen la capitalidad. Es el caso de Alcalá de Henares, que presentó oficialmente su candidatura en los primeros años 1980 y, más recientemente, de Getafe, que en 2006 anunció su aspiración de arrebatarle el título de capital a la villa de Madrid.
Desde su creación han sido elegidos ocho presidentes autonómicos: Joaquín Leguina (1983-1995), del PSOE; y el resto pertenecientes al PP, que son: Alberto Ruiz-Gallardón (1995-2003), Esperanza Aguirre (2003-2012), Ignacio González (2012-2015), Cristina Cifuentes (2015-2018), Ángel Garrido (2018-2019), Pedro Rollán (2019) e Isabel Díaz Ayuso (2019-presente).

## Símbolos
La Ley 2/1983, de 23 de diciembre, de la bandera, escudo e himno de la Comunidad de Madrid define y regula los símbolos de la Comunidad de Madrid:

### Bandera
|  |  |  |  |  |

La bandera madrileña toma el fondo rojo carmesí del pendón de Castilla. Las siete estrellas, que simbolizan la constelación de la Osa Menor, proceden del escudo de la Tierra de Madrid, concejo formado en tiempos de la Reconquista. Las cinco puntas de las estrellas representan a las cinco provincias limítrofes a Madrid (Ávila, Cuenca, Guadalajara, Segovia y Toledo). Las siete estrellas se alinean en dos filas: en la superior se sitúan cuatro y en la inferior las tres restantes. Diferentes municipios que formaron parte del antiguo concejo de la Tierra de Madrid las incorporan en sus escudos heráldicos. Es el caso de la Villa de Madrid y de Las Rozas de Madrid, que las integraba hasta 1995, cuando el consistorio roceño diseñó un nuevo escudo. Poblaciones situadas bajo la influencia de este concejo también incluyen en sus escudos las siete estrellas (Guadarrama, Valdemorillo o Fresno de Torote). El escudo de Tres Cantos igualmente las incorpora, aunque, en este caso, no como reflejo de su pertenencia al concejo de la Tierra de Madrid, sino en clara referencia a la simbología de la comunidad autónoma. Se trata del municipio más joven de la provincia, constituido en 1991 —cuando se segregó de Colmenar Viejo—, ocho años después de ser aprobada la bandera y el escudo de la Comunidad de Madrid. Popularmente, las siete estrellas se conocen como las siete puertas de entrada a Madrid.

Bandera de la región

En la Ley 2/1983, de 23 de diciembre, de la Bandera, Escudo e Himno de la Comunidad de Madrid del Estatuto de autonomía madrileño, se especifica sobre el motivo del rojo carmesí:

La bandera de la Comunidad es roja carmesí. Madrid indica con ello que es un pueblo castellano y que castellana ha sido su historia, aunque evidentemente el desarrollo económico y de población haya sido diverso. La Comunidad de Madrid, formada en muchos casos por pueblos y municipios que pertenecieron a Comunidades Castellanas limítrofes, expresa así uno de sus rasgos esenciales. La previsión contenida en el artículo 32.3 del Estatuto de Autonomía no era más que un reflejo de aquellos. La Ley incorpora este símbolo.
Las siete estrellas, procedentes del escudo de la villa de Madrid, se hacen también susceptibles de verse extendidas al resto de la Comunidad Autónoma, de atender sobre todo a las dos leyendas que les dan origen.(...)

### Escudo

Versión oficial principal, aunque simplificada, del escudo de armas, diseño de José María Cruz Novillo

El escudo de la Comunidad de Madrid es descrito heráldicamente en el Anexo 2 del Decreto 2/1984, en los siguientes términos: 

(...) de un solo cuartel de gules y en él, de oro, dos castillos pareados, almenados, donjonados, aclarados de azur y mampostados de sable, surmontados en el jefe por siete estrellas de plata, colocadas cuatro y tres. Al timbre, corona real, cerrada, que es un círculo de oro engastado de piedras preciosas, compuesto de ocho florones de hojas de acanto, visibles cinco, interpoladas de perlas y de cuyas hojas salen sendas diademas sumadas de perlas, que convergen en un mundo de azur, con el semimeridiano y el ecuador de oro, sumado de cruz de oro. La corona, forrada de gules.

Así mismo, se especifica también sobre el motivo de los castillos pareados: 

(...) Los castillos de oro sobre gules del escudo escogen, recogen también, el más característico símbolo castellano. Las dos comunidades limítrofes los lucen como emblemas. El hecho de estar pareados simboliza la pretensión de la Comunidad de Madrid de ser lazo entre las dos Castillas, fundiendo el símbolo fundamental de una y otra, al tiempo que viene a proyectar su propia complexión extensiva hasta los límites precisos de las cinco provincias que la abrazan: Toledo, Guadalajara y Cuenca, pertenecientes a Castilla-La Mancha; Segovia y Ávila, integrantes de Castilla-León.

### Himno
La letra es obra del filólogo y poeta Agustín García Calvo y la música del compositor Pablo Sorozábal Serrano los cuales lo hicieron por encargo personal de Joaquín Leguina, presidente de la Comunidad de Madrid,. La composición es el himno oficial de la Comunidad de Madrid desde el 24 de diciembre de 1983, fecha de su publicación en el Boletín Oficial de la Comunidad de Madrid.
El texto consta de tres estrofas:
| 1 Yo estaba en el medio: giraban las otras en corro y yo era el centro. Ya el corro se rompe, ya se hacen Estado los pueblos, y aquí de vacío girando sola me quedo. Cada cual quiere ser cada una; no voy a ser menos: ¡Madrid, uno, libre, redondo, autónomo, entero! Mire el sujeto las vueltas que da el mundo para estarse quieto. | 2 Yo tengo mi cuerpo: un triángulo roto en el mapa por ley o decreto, entre Ávila y Guadalajara, Segovia y Toledo: provincia de toda provincia, flor del desierto. Somosierra me guarda del norte y Guadarrama con Gredos; Jarama y Henares al Tajo se llevan el resto. Y a costa de esto, yo soy el ente autónomo último, el puro y sincero. ¡Viva mi dueño, que solo por ser algo soy madrileño! | 3 Y en medio del medio, capital de la esencia y potencia, garajes, museos, estadios, semáforos, bancos, y vivan los muertos: ¡Madrid, metropol ideal del dios del progreso! Lo que pasa por ahí todo pasa en mí, y por eso funcionarios en mí y proletarios y números, almas y masas caen por su peso; y yo soy todos y nadie, político ensueño. Y ese es mi anhelo, que por algo se dice: «De Madrid al cielo». |

## Geografía
| Noroeste: Segovia | Norte: Segovia | Nordeste: Guadalajara |
| Oeste: Ávila      |                | Este: Guadalajara     |
| Suroeste: Toledo  | Sur: Toledo    | Sureste: Cuenca       |

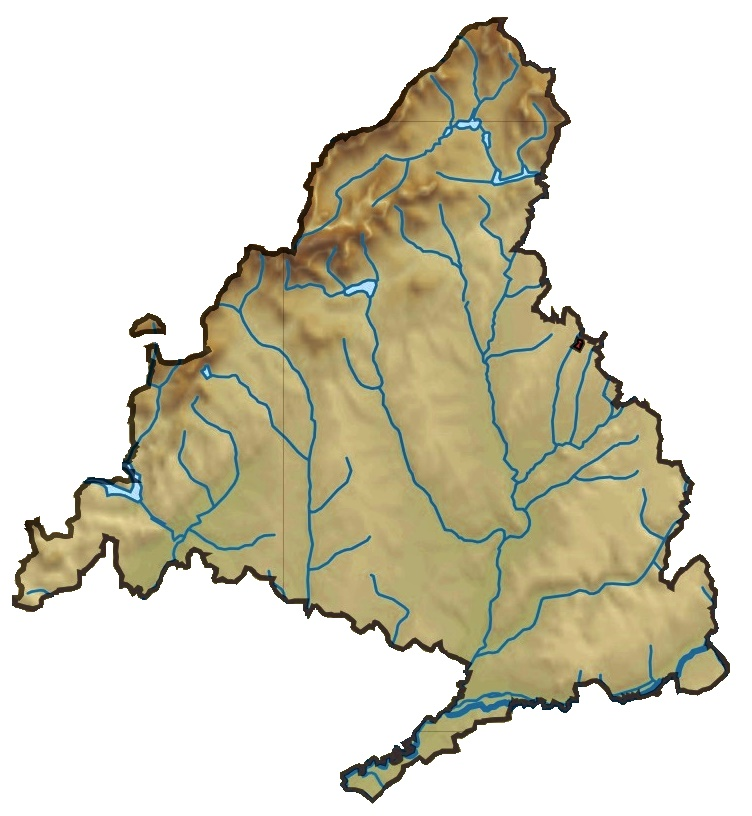
Mapa de relieve

La comunidad autónoma tiene una superficie de 8021,80 km². Sus límites describen un triángulo equilátero aproximado, en el que su base está en la linde con la provincia de Toledo, al sur, y su vértice superior en el puerto de Somosierra, al norte. El término municipal de Aranjuez rompe esta forma triangular, a modo de apéndice que se adentra en la provincia de Toledo. Fuera de ese triángulo, rodeada por las provincias de Ávila y Segovia, se encuentra la Dehesa de la Cepeda, enclave que pertenece al municipio madrileño de Santa María de la Alameda. La región está situada en el centro de la Meseta Central, en la parte septentrional de la Submeseta Sur, entre el Sistema Central (al norte y noroeste) y el río Tajo (al sur y sureste). Limita al norte y al oeste con Castilla y León (provincias de Segovia y Ávila) y al este y al sur con Castilla-La Mancha (provincias de Toledo, Guadalajara y Cuenca). Existe un diminuto enclave conocido como Los Barrancos y La Canaleja, perteneciente al municipio de Torrejón del Rey (provincia de Guadalajara) que aunque se encuentra geográficamente dentro de la Comunidad de Madrid no pertenece a la región.

### Naturaleza

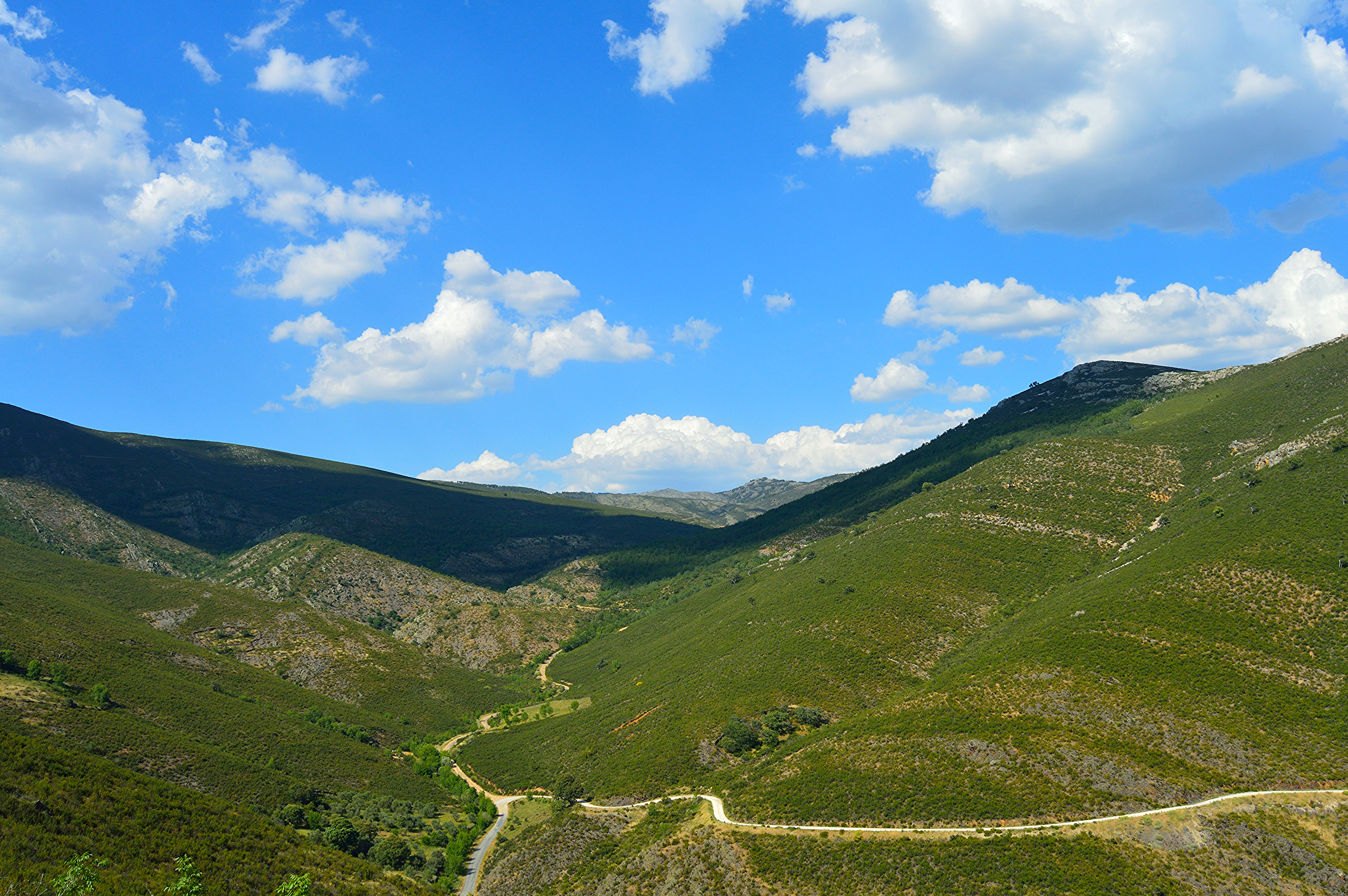
Paisaje de la Sierra Norte

A pesar de la existencia de la gran presión urbanística que supone la existencia de más de 6 millones de personas en tan reducido espacio, la Comunidad de Madrid aún conserva algunos hábitats y paisajes notablemente intactos y diversos. Madrid alberga cimas de montañas que superan los 2000 metros de altitud, dehesas de encina y llanuras bajas. Existen tres tipos de paisajes en la Comunidad de Madrid: praderas alpinas y bosques de pinos en Guadarrama, bosques mediterráneos y dehesas en la zona norte más llana y estepa de matorral en el extremo sureste de la región.
Las laderas de la sierra de Guadarrama están cubiertas de densos bosques de pino silvestre y melojo. El valle del Lozoya sostiene una gran colonia de buitre negro, y uno de los últimos bastiones del águila imperial ibérica en el mundo se encuentra en el parque regional del Curso medio del río Guadarrama y su entorno, en las colinas de dehesa, entre las sierras de Gredos y Guadarrama. La posible detección reciente de la existencia de lince ibérico en el área entre los ríos Cofio y Alberche es un testimonio de la biodiversidad del área. También es destacable la presencia del lobo ibérico en la Sierra Norte de Madrid, cerca de Somosierra.
Aprovechando la orografía, existen varios embalses y presas en la región, siendo los de Santillana y El Atazar los más grandes.

### Relieve

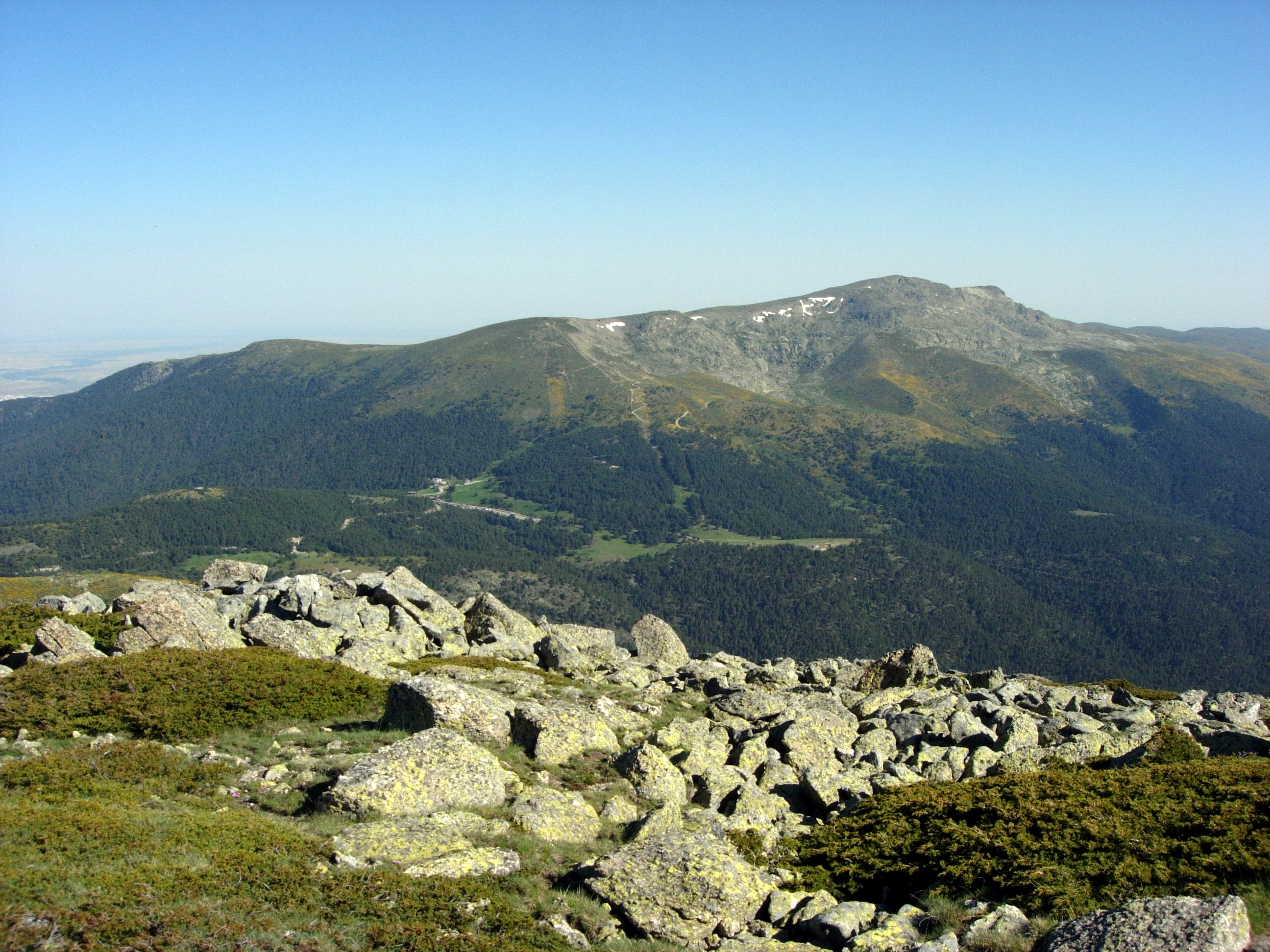
Pico de Peñalara (2428 m)

La comunidad de Madrid tiene una altitud que varía entre los 430 m sobre el nivel del mar en el último tramo del río Alberche en término municipal de Villa del Prado y los 2428 m en el pico de Peñalara. El relieve de la Comunidad de Madrid está definido por dos grandes unidades: la sierra y la llanura del río Tajo, separadas entre sí por el piedemonte.
Primera unidad de relieve
Las sierras de Guadarrama (en su totalidad), Ayllón (la parte más occidental de esta, conocida como sierra de Somosierra) y Gredos (la parte más oriental de esta) conforman un paisaje típico de montaña, con altitudes máximas —en cada una de las tres sierras— de 2428 m (Peñalara, el pico más alto de la región), 2129 m (Peña Cebollera o pico de las Tres Provincias) y 1770 m (alto del Mirlo), respectivamente. Otros picos importantes son La Maliciosa (2227 m) y Siete Picos (2138 m), ambos en la sierra de Guadarrama. En lo que respecta a su litología, el granito y el gneis son las rocas dominantes en las dos primeras sierras, mientras que la pizarra y las cuarcitas lo son de Ayllón (este macizo presenta los materiales rocosos más antiguos de la Comunidad de Madrid, formados hace 450 millones de años). La sierra madrileña está estructurada en falla, aspecto que puede apreciarse a simple vista en la denominada falla de Torrelodones, en el municipio del mismo nombre.
Segunda unidad de relieve

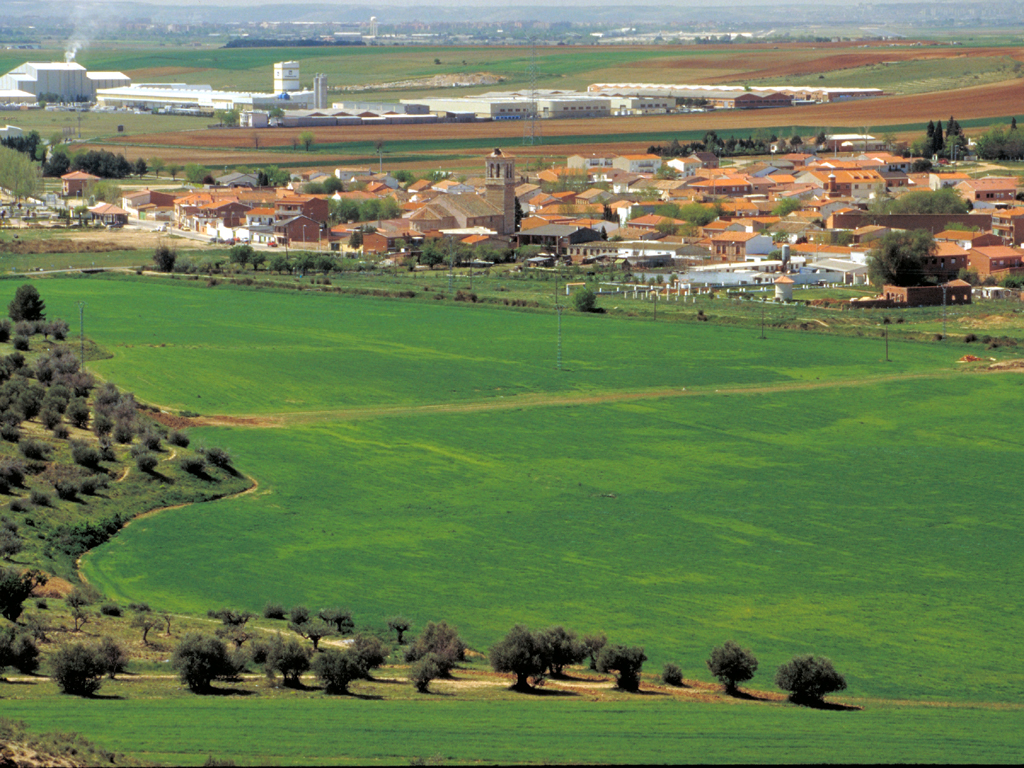
Campiña del Henares en primavera

Las campiñas, páramos y vegas configuran geomorfológicamente la segunda unidad de relieve, articulada alrededor de la cuenca del río Tajo. Aquí se encuentran las mínimas altitudes de la comunidad autónoma: 430 m en el cauce del río Alberche —a su paso por Villa del Prado— y 467 m en Fuentidueña de Tajo.
Esta unidad presenta una composición del terreno menos uniforme que la de la sierra. Las calizas, arcillas, yesos y margas son abundantes en los páramos, mientras que las arenas, margas arenosas, margas yesíferas y arcillas dan forma a las campiñas. Las vegas, por último, quedan perfiladas por las arenas, gravas y limos.
Tercera unidad de relieve

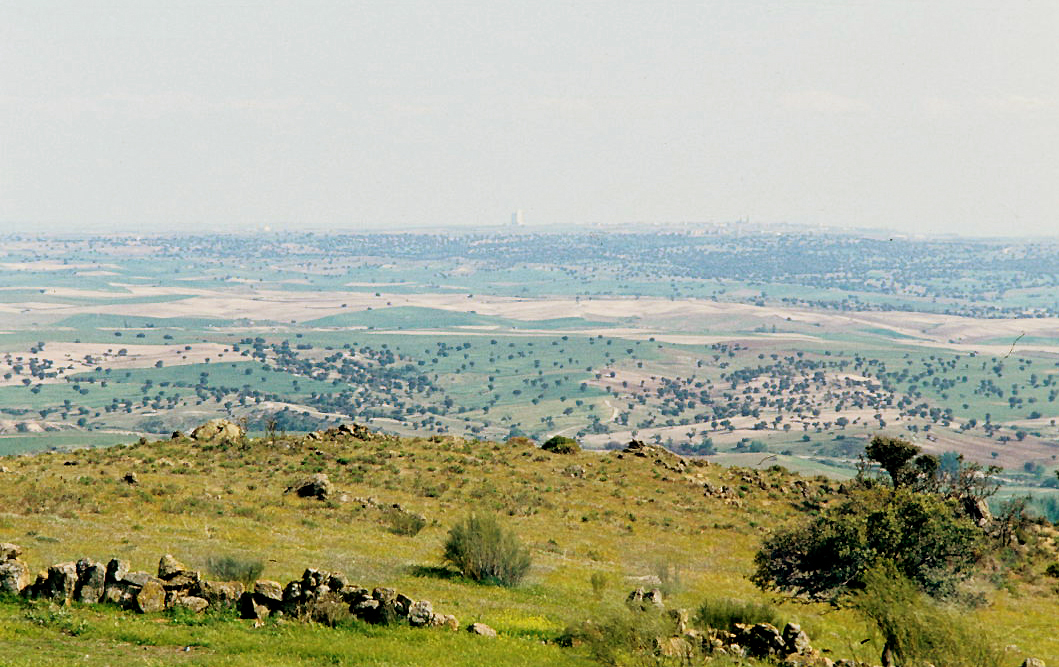
Paisaje desde Valdemorillo

A modo de transición entre la sierra y las llanuras arenosas del río Tajo, aparece la llamada Rampa de la Sierra o piedemonte, que se extiende desde la confluencia de los ríos Jarama y río Lozoya, al norte del provincia, hasta el suroeste de la comunidad, formando una franja paralela a la sierra. No se trata exactamente de una unidad de relieve, aunque sí cabe definirla así desde un punto de vista geomorfológico. Se compone fundamentalmente de arenas, arcillas, margas y otros materiales detríticos.
Entre la máxima y mínima altitud de la región (Peñalara y Villa del Prado), se origina un desnivel de unos 2000 m, que se salvan a lo largo de poco más de 100 km (la altura media de la provincia es de 650 m, aproximadamente). Este complejo relieve convierte a Madrid en una comunidad autónoma de contrastes medioambientales. En ella se puede encontrar la mayor parte de los pisos bioclimáticos de la península ibérica (crioromediterráneo, oromediterráneo, supramediterráneo y mesomediterráneo), además de una rica variedad de ecosistemas.
Cumbres principales
Las montañas de la Comunidad de Madrid que tienen más de 2200 m de altitud pertenecen a la sierra de Guadarrama. Estos picos, ordenados según altura, son los siguientes: Peñalara (2428 m), Cabezas de Hierro (2383 m), cerro de Valdemartín (2280 m), Bola del Mundo (2265 m), Asómate de Hoyos (2242 m), La Maliciosa (2227 m) y El Nevero (2209 m).

### Hidrografía

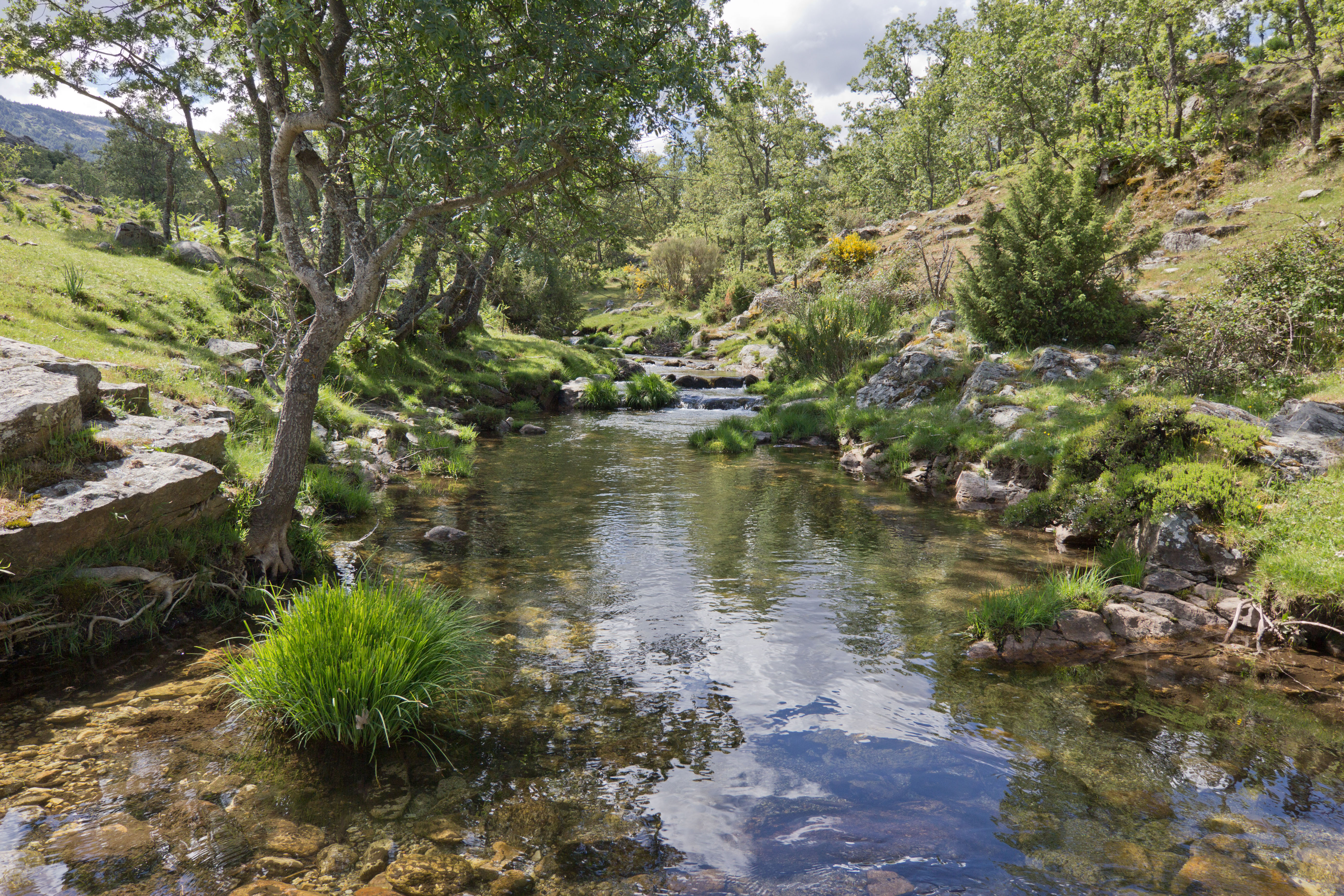
Arroyo del Aguilón, afluente del Lozoya

La Comunidad de Madrid forma parte de la cuenca hidrográfica del Tajo, río que surca la zona meridional de la región, en la Comarca de Las Vegas, a la altura de Belmonte de Tajo, Brea de Tajo, Fuentidueña de Tajo y Aranjuez. Existen otras cuatro cuencas hidrográficas menores, todas ellas subsidiarias del Tajo: la del Jarama, la del Guadarrama, la del Alberche y la del Tiétar. Todos estos ríos recorren una distancia media de aproximadamente 167 km desde su nacimiento en el Sistema Central hasta su desembocadura en el Tajo. Sin salir de la región, es posible contemplar el curso alto de algunos de ellos, con paisajes típicos de ríos de montaña, así como su curso medio y bajo, como ríos de llanura.
Cuenca del Jarama
Con sus 190 km, el Jarama es el río más largo e importante de la región —al margen del Tajo—. Su cuenca, la de mayor superficie de toda la provincia, queda integrada por los ríos Lozoya, Guadalix y Manzanares, que vierten sus aguas al Jarama por la derecha, y Henares y Tajuña, que lo hacen por la izquierda. Los embalses de El Atazar, Puentes Viejas, Riosequillo, Santillana y Pedrezuela (antes conocido como El Vellón) son los más relevantes de esta cuenca, responsable en su mayor parte del suministro de agua potable a toda la provincia. Hay que destacar, en este sentido, la importancia del río Lozoya, que, a pesar de su corto recorrido (apenas 91 km), es embalsado hasta en cinco ocasiones.
Cuenca del Guadarrama
El Guadarrama surca la comunidad en su curso alto y medio. Sus afluentes se limitan a un único río, el Aulencia (por la derecha), y a dos arroyos mayores, el de La Vega y el de Los Combos (por la izquierda). El principal embalse de esta cuenca es el de Valmayor.
Cuenca del Alberche

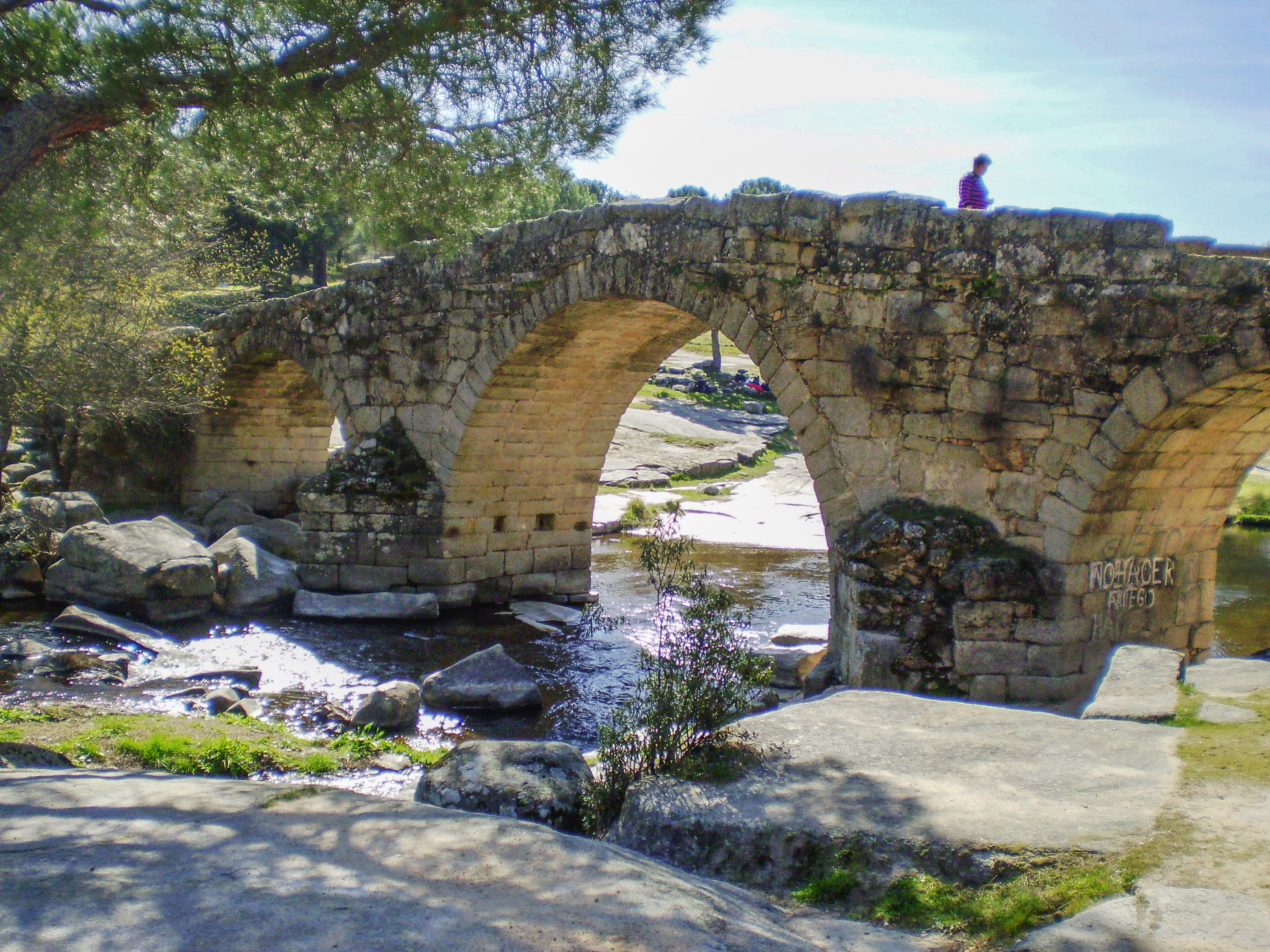
Puente Mocha sobre el Cofio en el extremo occidental de la comunidad

Se sitúa en el extremo suroccidental de la provincia. El Alberche, que pasa por los términos de San Martín de Valdeiglesias y Pelayos de la Presa, recibe por la derecha las aguas de los arroyos de Valdezate y de Tórtoles y por la izquierda las de los ríos Cofio y Perales. Es embalsado en los pantanos de San Juan y Picadas. La calidad de su agua es muy inferior a la de la cuenca del Jarama, razón por la cual se permite el baño, la navegación y la pesca en los citados embalses.
Cuenca del Tiétar
Solo el vértice suroccidental de la provincia, más o menos coincidiendo con el término de Rozas de Puerto Real, se encuentra incluido dentro de la cuenca del Tiétar. El río nace en las proximidades del citado municipio y discurre por las provincias de Ávila y Cáceres.
El agua de la Comunidad de Madrid es una de las mejores de Europa gracias a las condiciones geológicas de la sierra de Guadarrama, unas montañas con abundancia de granito. Esta roca tan dura deja muy pocos residuos en los ríos de la sierra y hace que la pureza del agua sea muy elevada.

### Clima
A pesar de su reducida superficie (8021,80 km²), la Comunidad de Madrid presenta dos climas diferenciados, consecuencia de su ubicación entre el Sistema Central y el valle del Tajo:
Clima de montaña

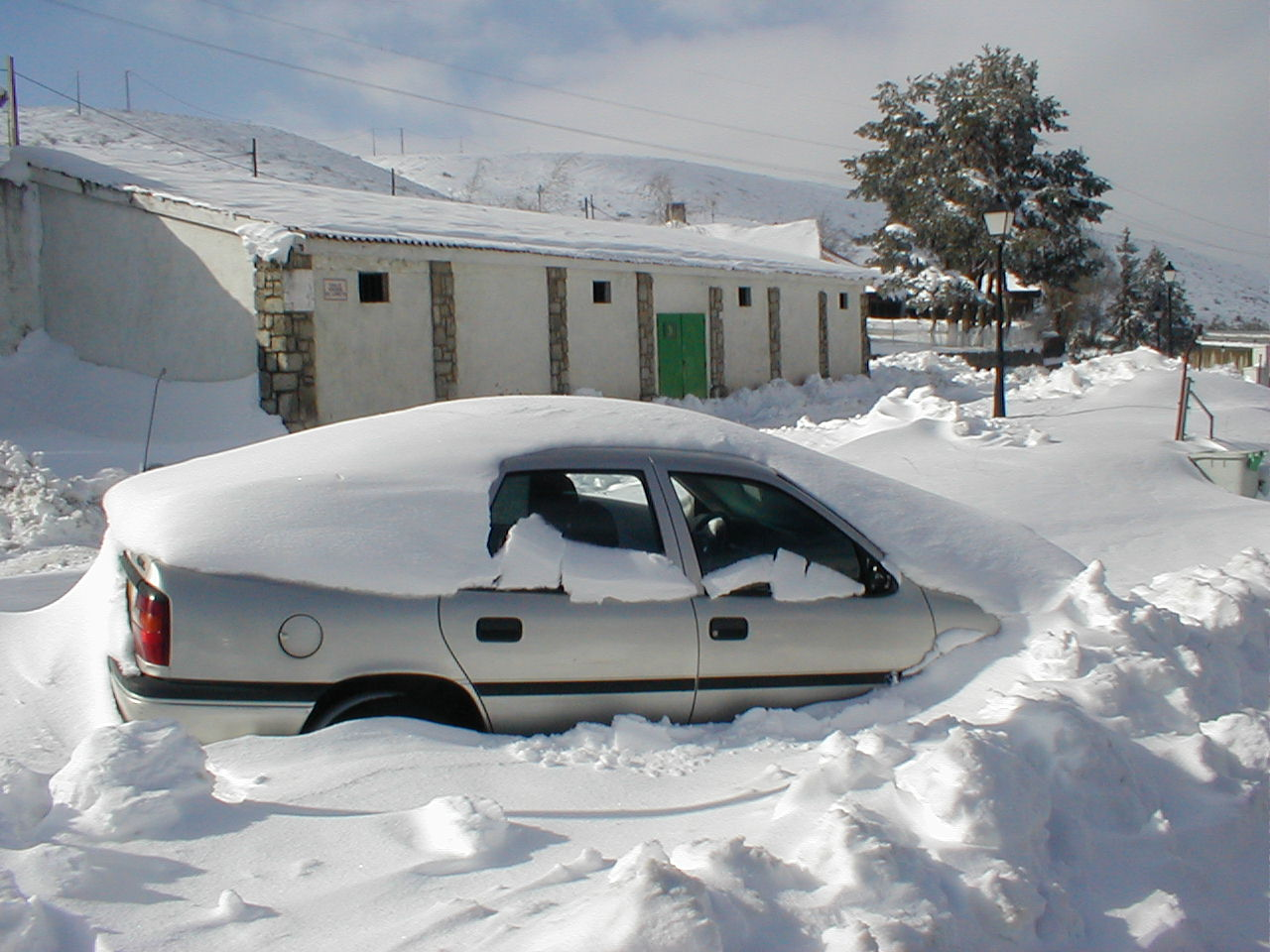
Puerto de Somosierra en invierno. La nieve es muy común en invierno en las zonas de montaña de la región

Las zonas más altas de las sierras de Guadarrama y Ayllón —aproximadamente por encima de los 1200 m— tienen clima de montaña, con temperaturas frías o muy frías en invierno y suaves en verano. Aquí las precipitaciones son abundantes: pueden superar los 1500 mm al año y son en forma de nieve durante el invierno y parte de la primavera y otoño.
Clima mediterráneo continentalizado de veranos cálidos

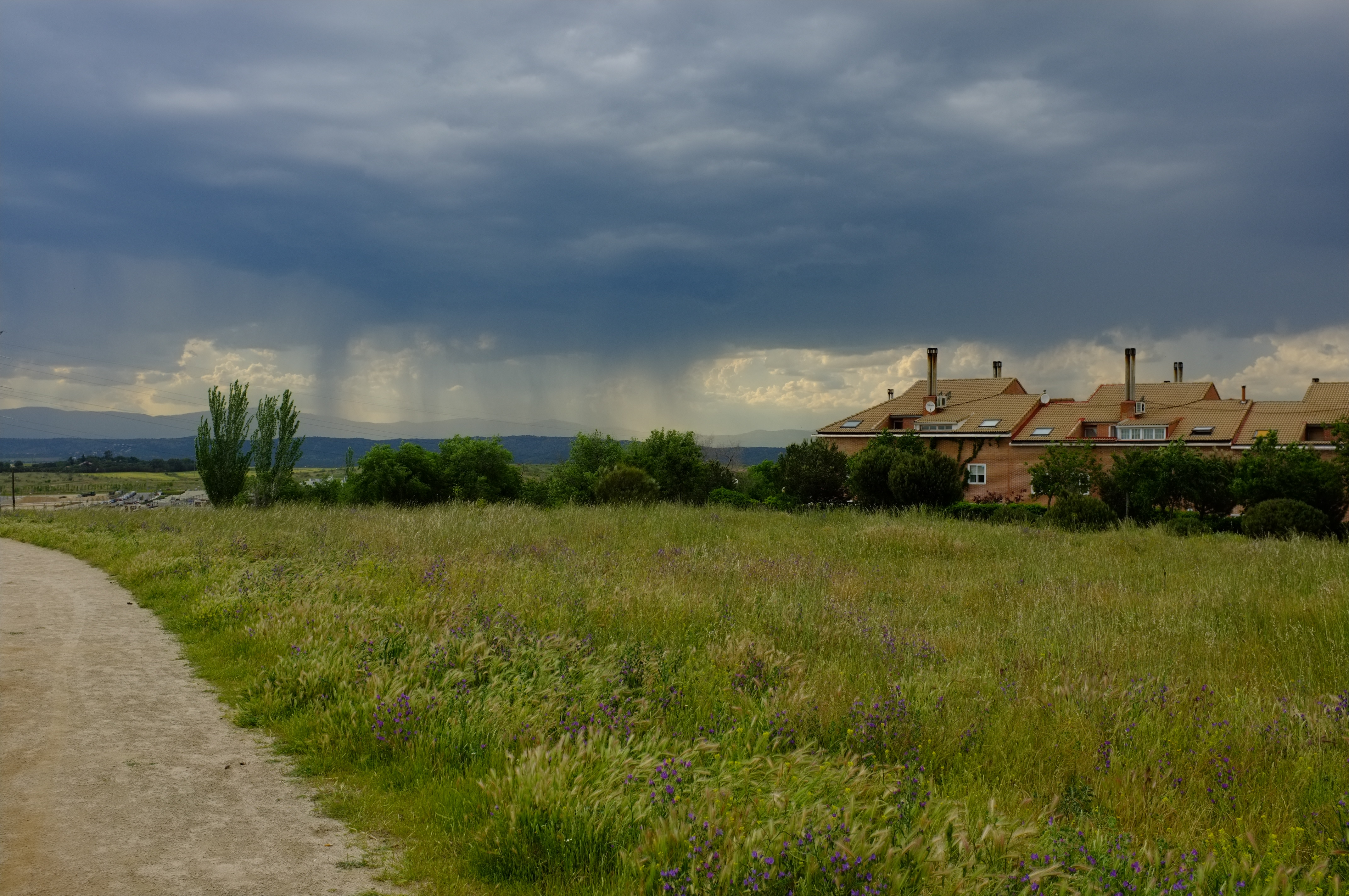
Lluvia descargando cerca de Las Rozas en primavera

El resto del territorio madrileño posee un clima mediterráneo continentalizado de veranos cálidos, de carácter atenuado en el piedemonte y extremado en la llanura mesetaria, en la que se sitúa la capital. En estas zonas los inviernos son frescos, con temperaturas inferiores a los 8 °C, heladas nocturnas muy frecuentes y nevadas ocasionales (tres o cuatro al año). Por el contrario, los veranos son calurosos, con temperaturas medias superiores a los 24 °C en julio y agosto y con máximas que muchas veces superan los 35 °C. La oscilación diaria es de aproximadamente de 10 °C. Las precipitaciones no suelen superar los 600 mm al año y se concentran especialmente en la primavera, seguida del otoño.
En cuanto a récords meteorológicos, la temperatura máxima absoluta alcanzada en la Comunidad de Madrid se dio el 31 de julio de 1878 en el Observatorio Astronómico de Madrid, cuando se llegó a los 44,3 °C. La temperatura mínima absoluta de la región (registrada en una estación meteorológica homologada) se dio el 25 de diciembre de 1962 en el puerto de Navacerrada (1858 m) cuando se alcanzaron los -20,3 °C. La precipitación máxima en 24 horas se produjo en este mismo puerto de montaña el 21 de enero de 1996, cuando cayeron 150,0 mm.

### Vías pecuarias

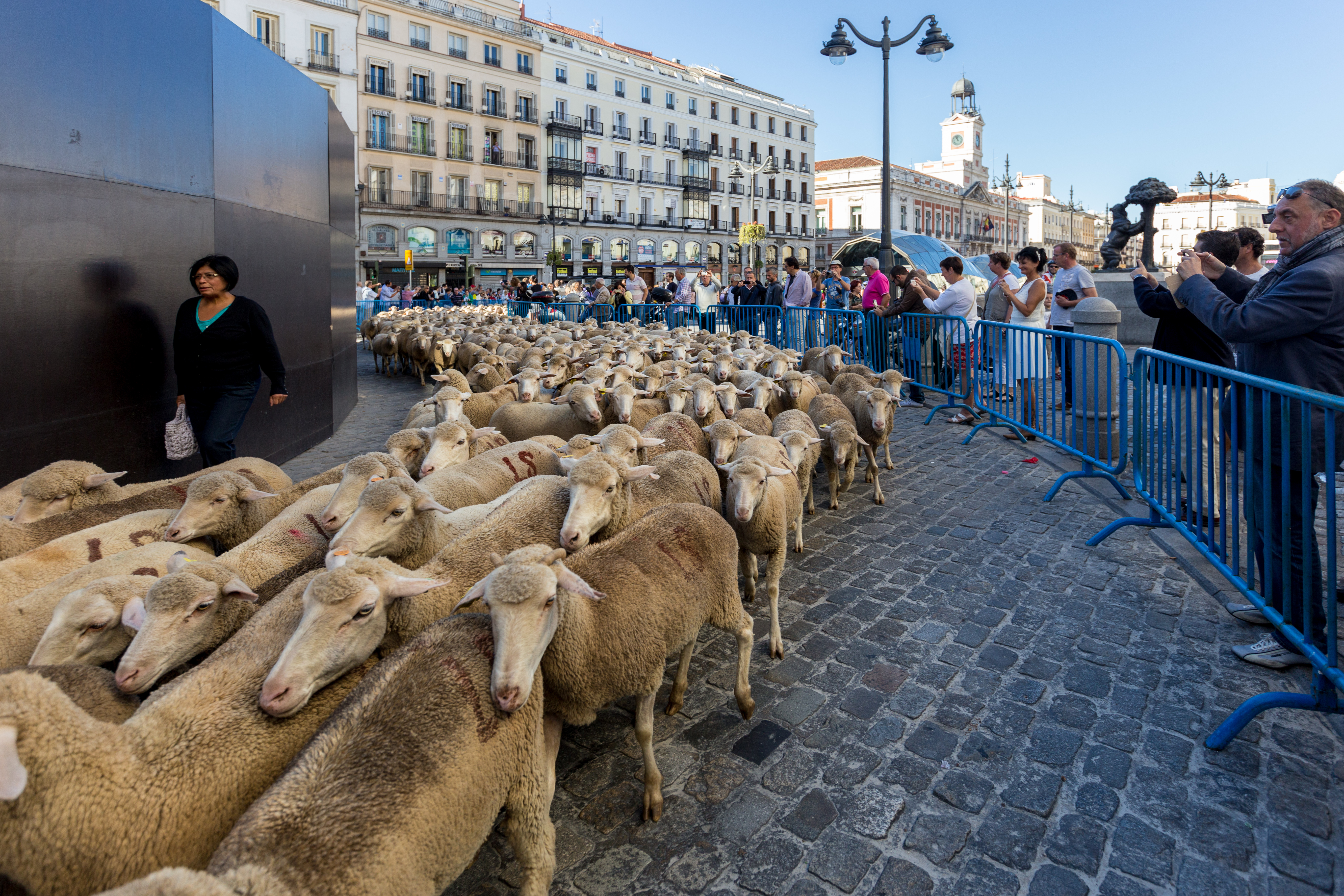
Rebaño de ovejas en la Puerta del Sol (Fiesta de la Trashumancia)

Madrid es una de las comunidades autónomas con mayor densidad de vías pecuarias. Dispone de un total de 4200 kilómetros que ocupan una superficie aproximada de 13 000 hectáreas y que representan el 1,6 % del territorio de la región.
La Ley 8/1998, de 15 de junio, de Vías Pecuarias de la Comunidad de Madrid creó el Patronato de la Red de las Vías Pecuarias, órgano consultivo en dicha materia. Este organismo está constituido por las Consejerías directamente implicadas en su gestión, la Federación Madrileña de Municipios, la Cámara Agraria, las Organizaciones Profesionales Agrarias y los colectivos que tengan por objeto la defensa de la naturaleza.
Para fomentar su uso complementario se han puesto en marcha iniciativas como Descubre tus Cañadas y TrashuMad.

### Espacios naturales

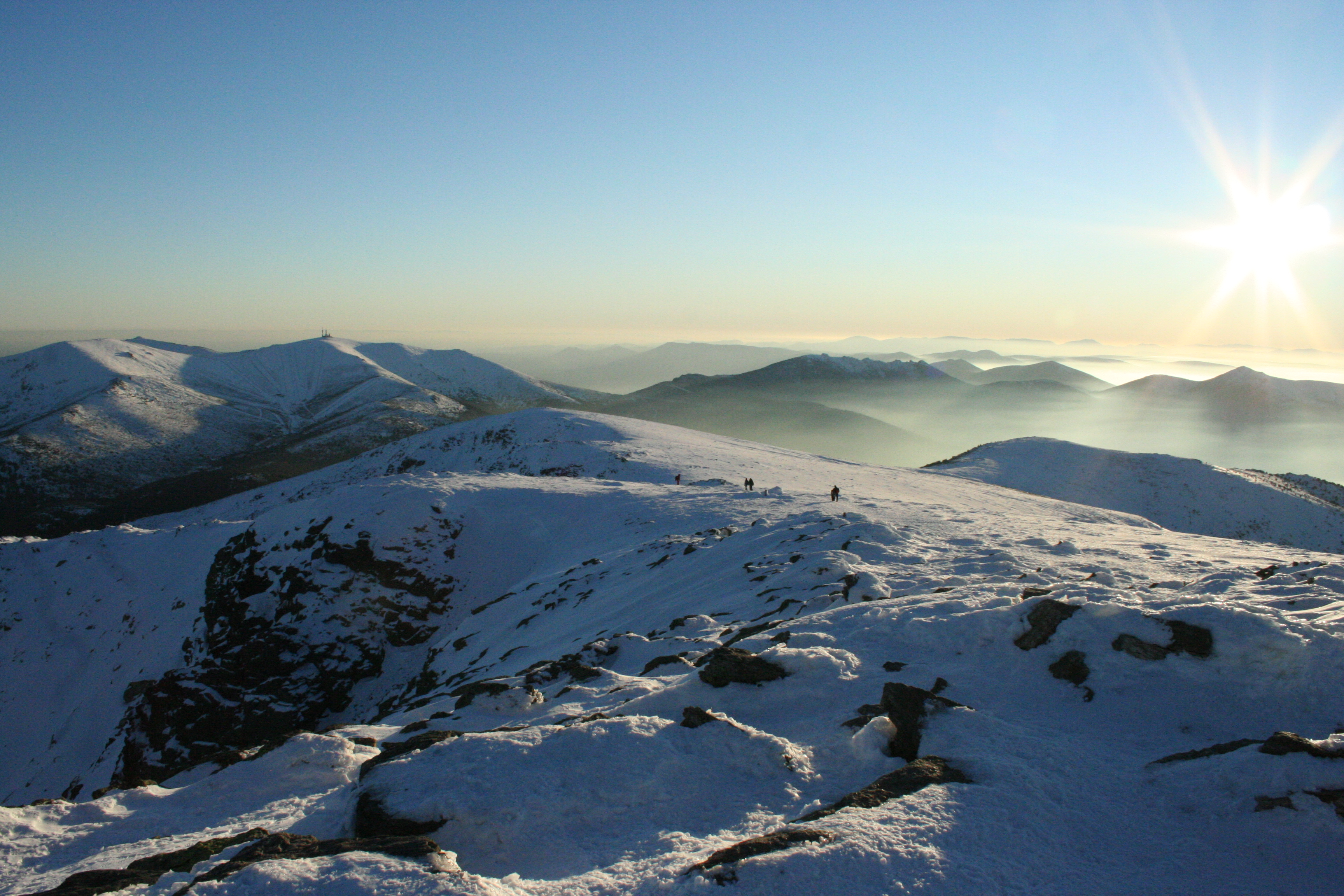
Puesta de sol en Peñalara con la Bola del Mundo en segundo plano

Madrid es una región de contrastes medioambientales, consecuencia de su relieve configurado alrededor de tres grandes unidades (la sierra, el piedemonte y la llanura del Tajo). A pesar de integrar el área metropolitana más importante del país, la región posee un rico patrimonio natural, en el que destacan la sierra de Guadarrama y su extensión oriental Somosierra, así como las comarcas situadas en el piedemonte, conocido, en términos geomorfológicos, como la rampa de la sierra.
El noroeste de la comunidad autónoma alberga dos parques regionales —Cuenca Alta del Manzanares y Curso Medio del río Guadarrama, creados respectivamente en 1985 y 1999— y uno nacional, el parque nacional de la Sierra de Guadarrama, que data de 2013 y que absorbió al parque natural de la Cumbre, el Circo y las Lagunas de Peñalara. En la parte del parque nacional ubicada dentro de la Comunidad de Madrid —pues una fracción del área protegida pertenece a Castilla y León— se encuentran zonas como el circo de Peñalara, la Cuerda Larga, el macizo granítico de La Pedriza y el cordal de Siete Picos. En la sierra también se encuentran el monumento natural de las Peñas del arcipreste de Hita, al este del puerto de los Leones, una formación granítica con algunas frases dedicadas al arcipreste de Hita, así como el paraje pintoresco del Pinar de Abantos y Zona de La Herrería en terrenos próximos al monasterio de San Lorenzo de El Escorial, con bosques de pinos, robles y encinas.
En el propio municipio de Madrid se encuentra el monte de El Pardo, una valiosa área de bosque mediterráneo gestionada por Patrimonio Nacional y de acceso restringido. A orillas del Jarama y en el municipio de Montejo de la Sierra, al norte de la comunidad autónoma, se encuentra el sitio natural de interés nacional del Hayedo de Montejo, uno de los más meridionales de Europa.

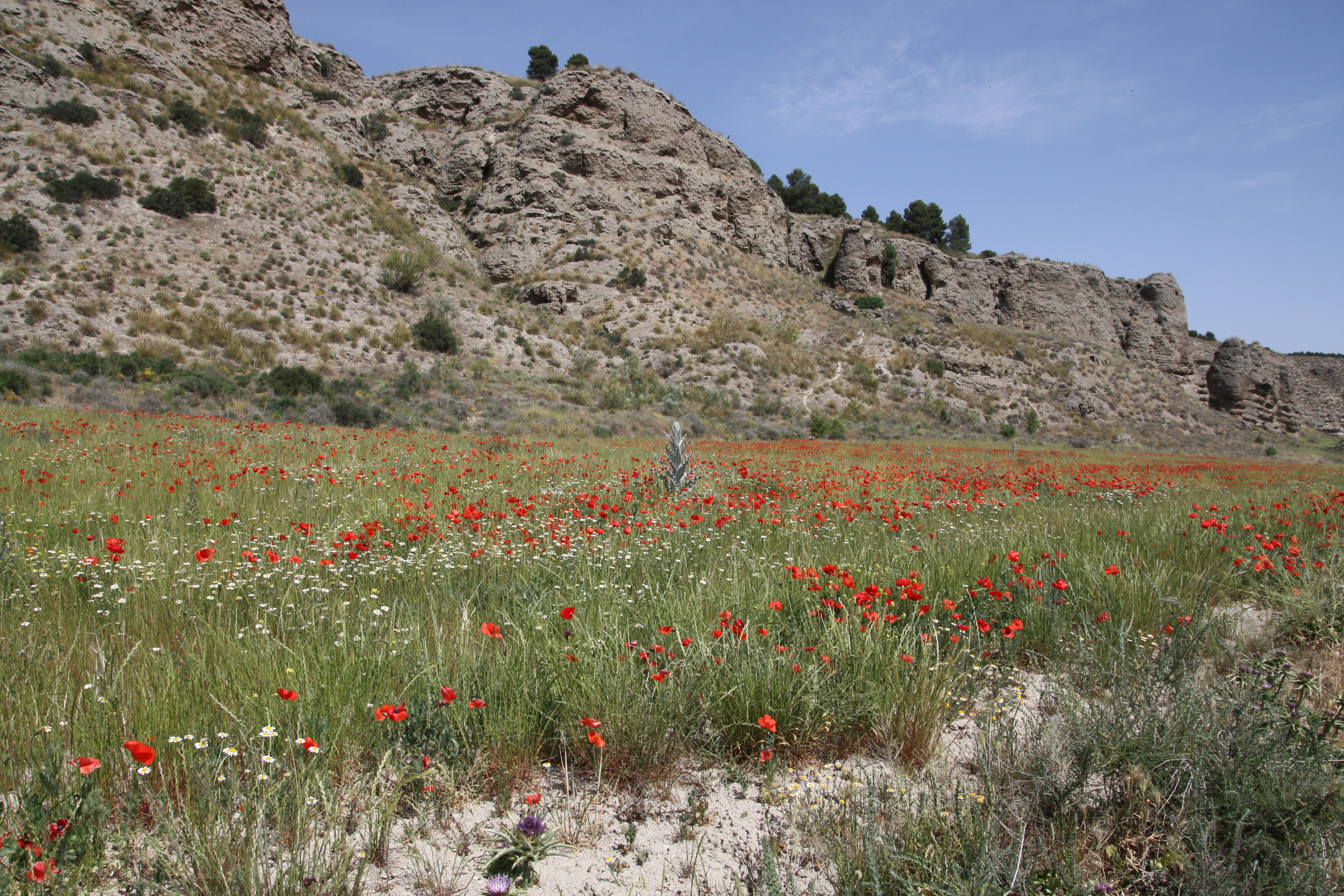
Campo de amapolas en el parque regional del Sureste

Al sur y al este de la capital se extienden el parque regional de los Cursos Bajos de los Ríos Manzanares y Jarama, creado en 1994 en un intento de recuperar ecosistemas como las llanuras de ribera, los sotos, los cursos fluviales y, especialmente, las numerosas lagunas de la zona, producto de la filtración de los ríos a antiguas graveras; y los Sotos del Henares, un espacio bajo protección preventiva. En el sur de la provincia están también repartidos espacios de menor entidad, como la reserva natural de El Regajal-Mar de Ontígola, la reserva natural del Carrizal de Villamejor y el refugio de fauna de la Laguna de San Juan. Existe un encinar adehesado muy bien conservado en el municipio del Sevilla la Nueva, con el estatus de espacio natural de protección temporal.
Junto con estos espacios naturales, existen otros enclaves en la región con un importante valor paisajístico y medioambiental, como los bosques de La Acebeda, el Pinar de Peña Pintada, situado en el entorno de la vía de ascenso al puerto de Navacerrada, y los cerros de El Viso y del Ecce-Homo, que se encuentran en la campiña del río Henares. Hay catalogados 23 humedales, y está en estudio su ampliación. Los embalses de Picadas, Pinilla, El Atazar, Riosequillo, San Juan y Valmayor, entre otros, reciben un elevado número de visitantes. La cueva del Reguerillo, a la que se accede desde la garganta de Patones, es un punto de referencia para los aficionados a la espeleología. Valles como el del Alto Jarama, el del Alberche o el del Lozoya, sierras como la de La Cabrera o la del Rincón y comarcas como la Vega de Aranjuez completan la lista de enclaves de interés medioambiental.
Además, cabe citar las estepas de la Sagra madrileña, al sur de la comunidad autónoma, donde se concentra una valiosa población de aves esteparias. Aquí se integran municipios como Griñón, Humanes de Madrid o Torrejón de Velasco y parajes como Los Estrágales (Pinto), los cerros de El Espartal (Valdemoro), el cerro de La Cantueña (Parla) o el arroyo Humanejos (Parla), con el último bosque de ribera de la parte meridional de la región bien conservado, en el que habitan aves forestales.

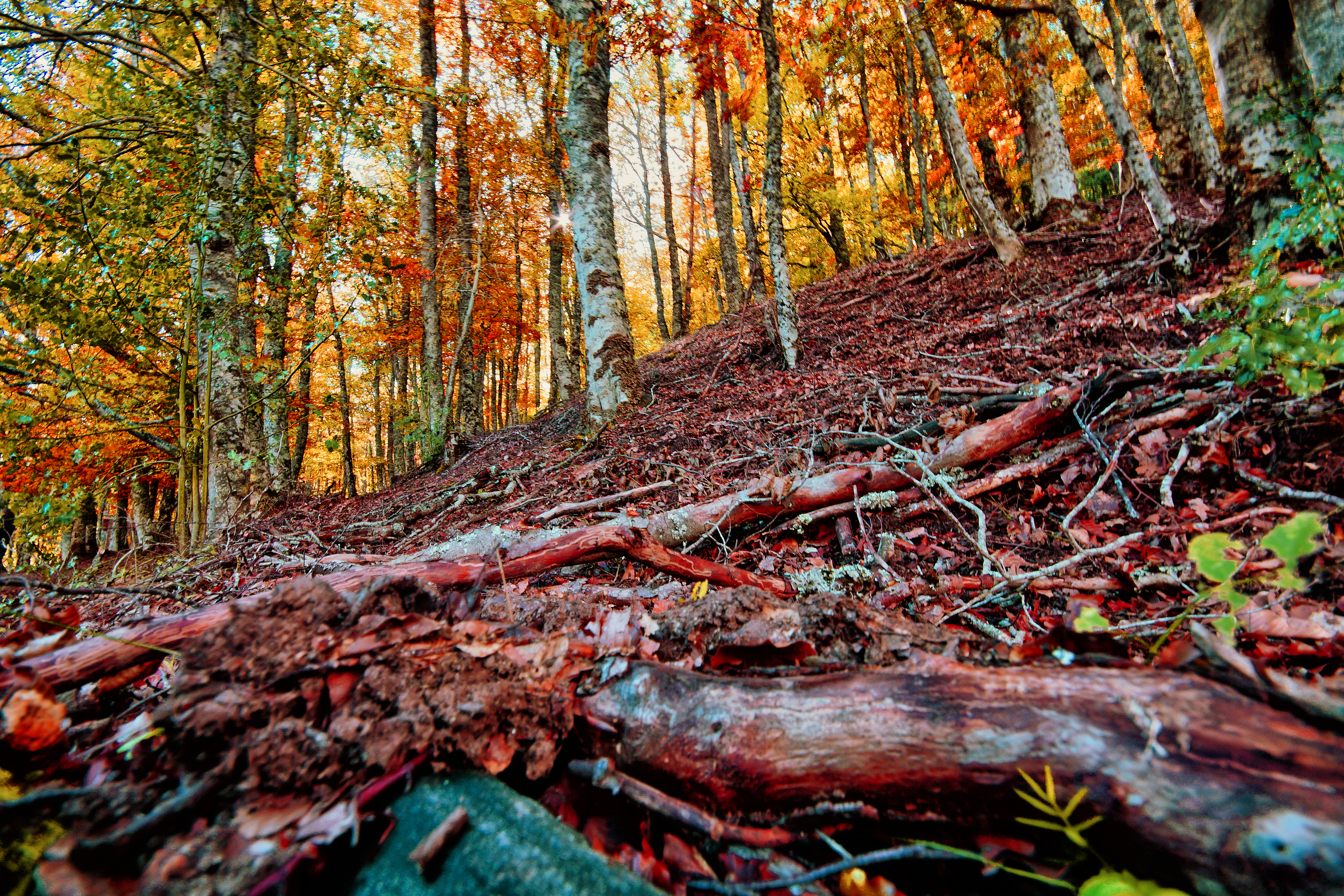
Hayedo de Montejo en otoño
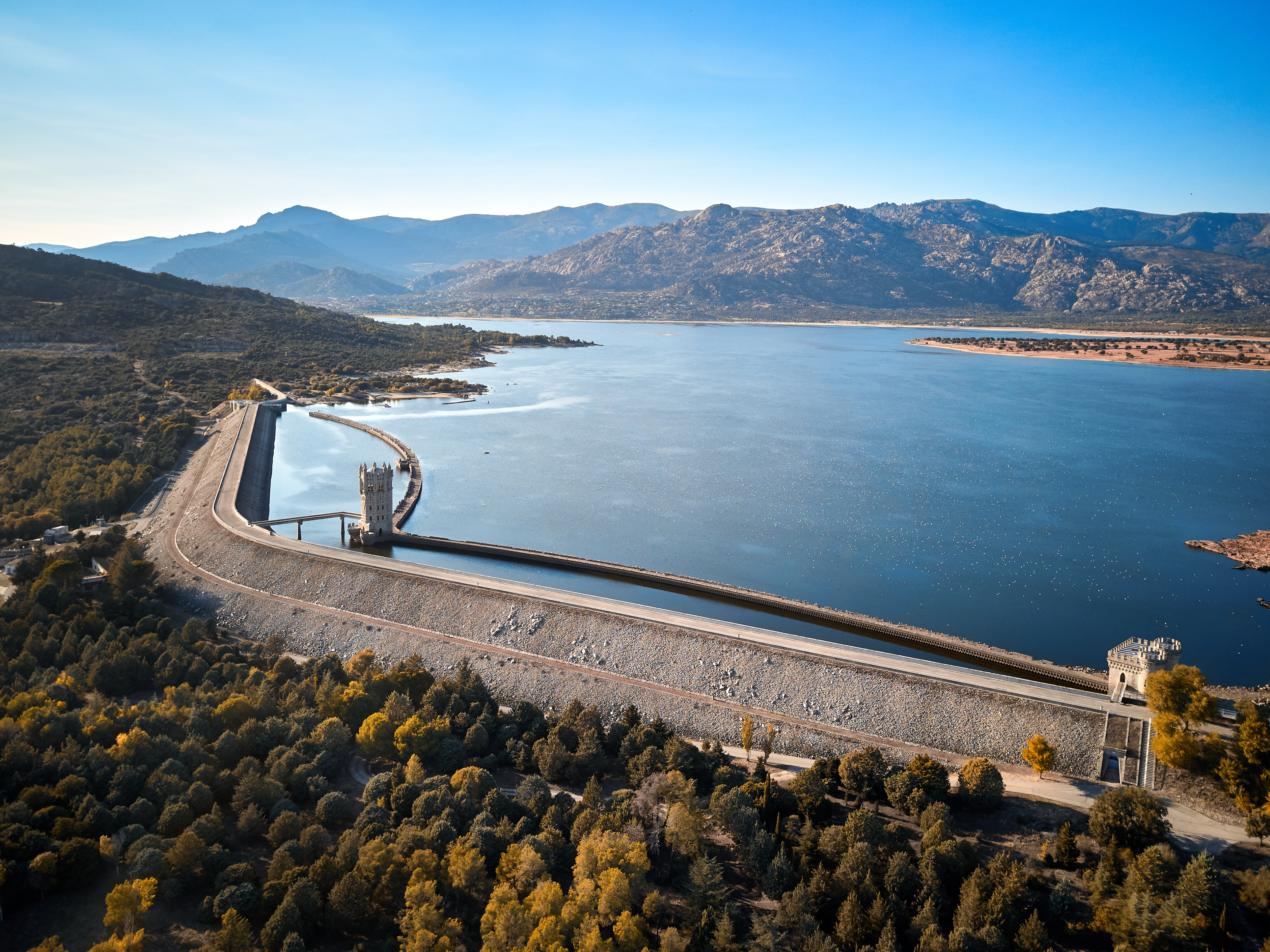
Embalse de Santillana
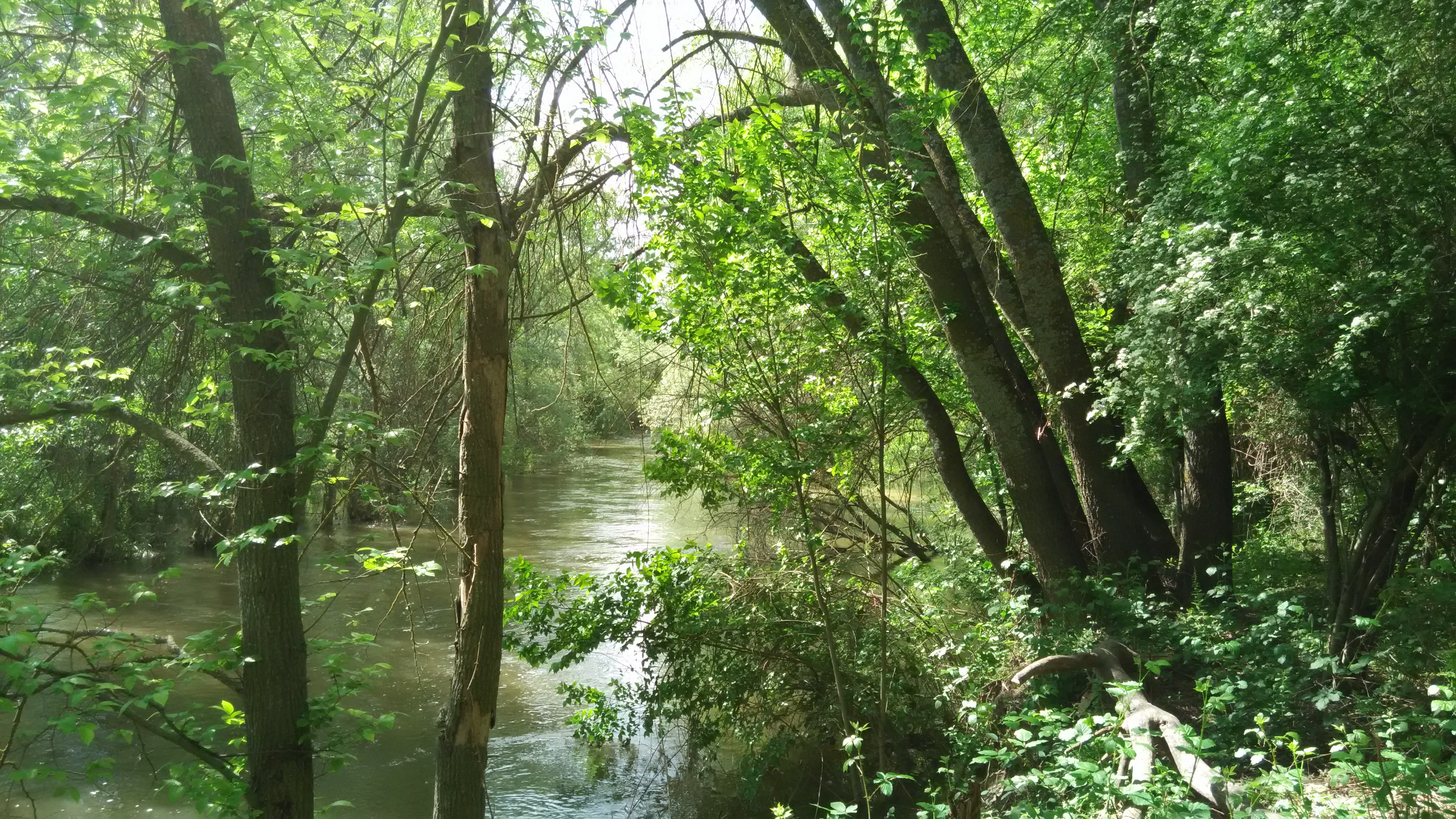
Río Guadarrama a su paso por el parque regional de su Curso Medio
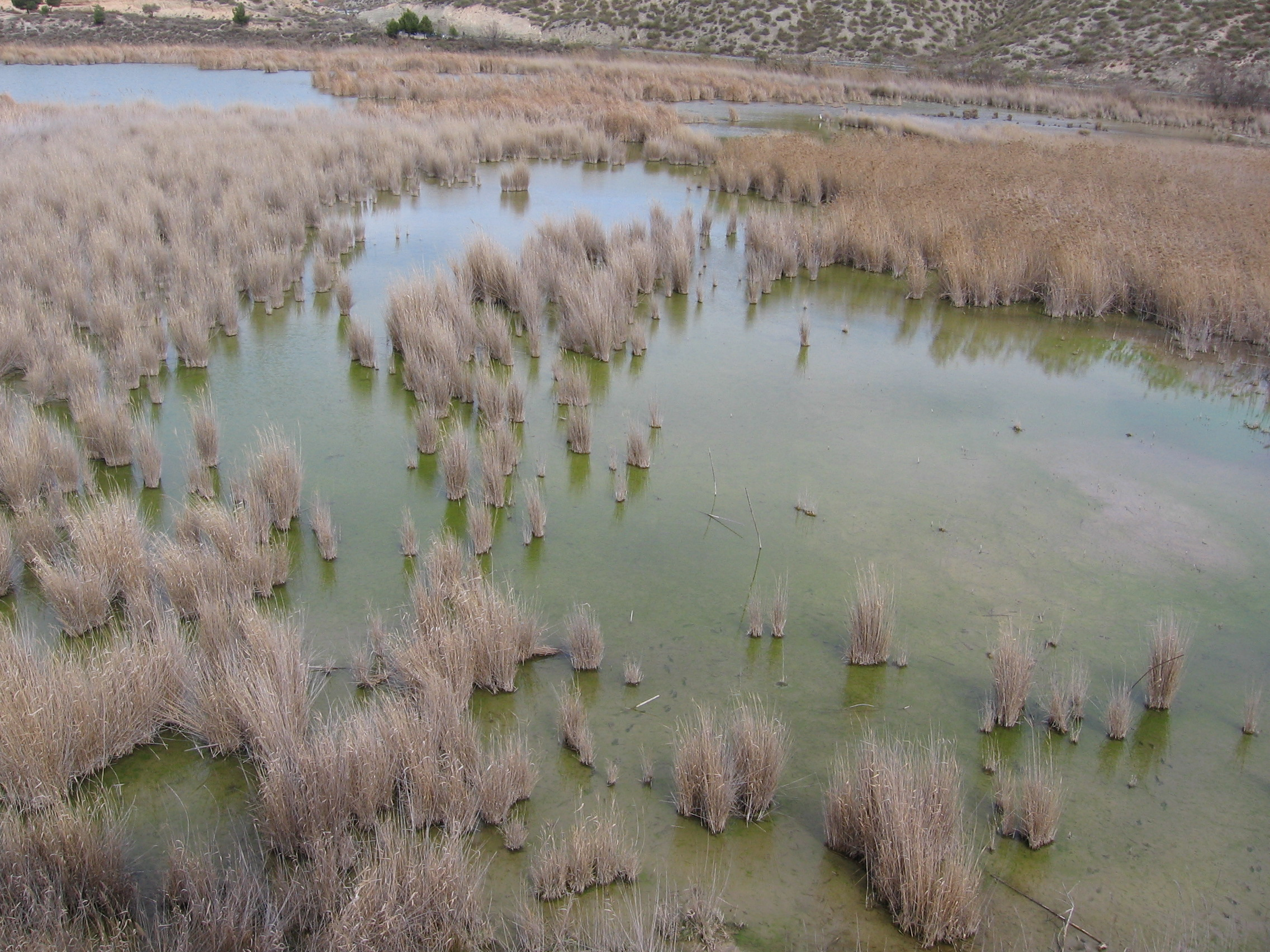
Reserva del Regajal-Mar de Ontígola
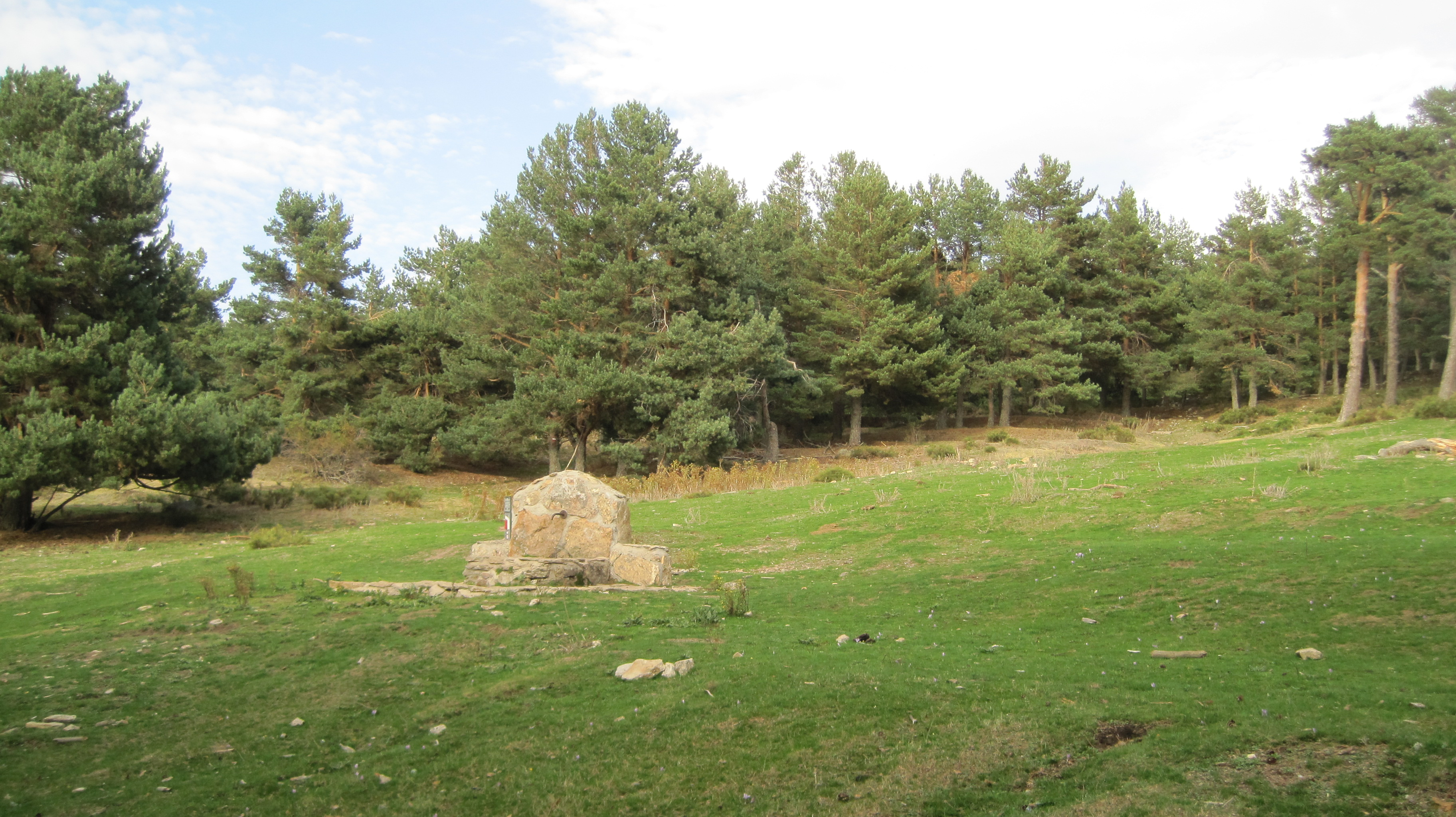
Subida al Monte Abantos
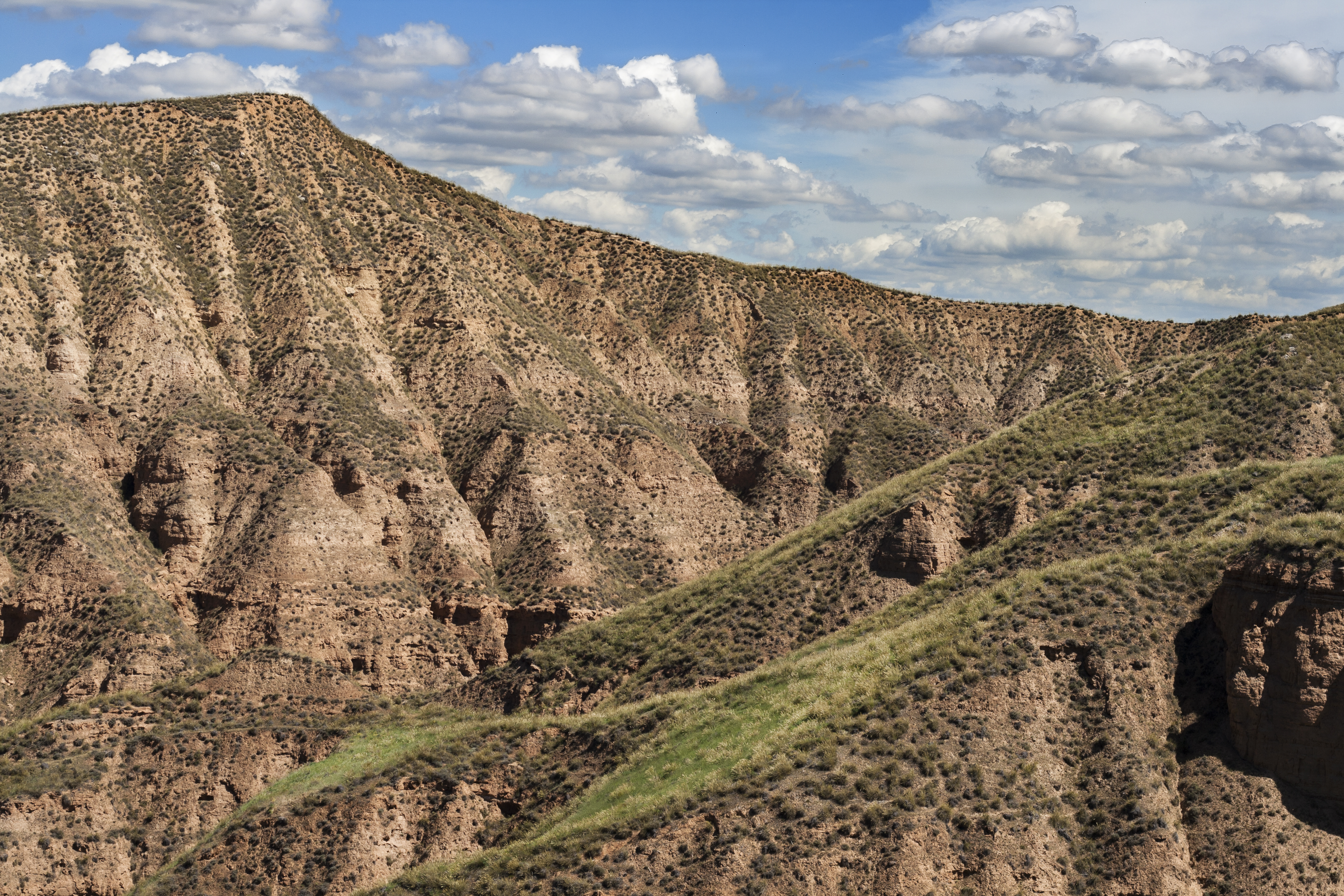
Cerros de Alcalá

## Demografía

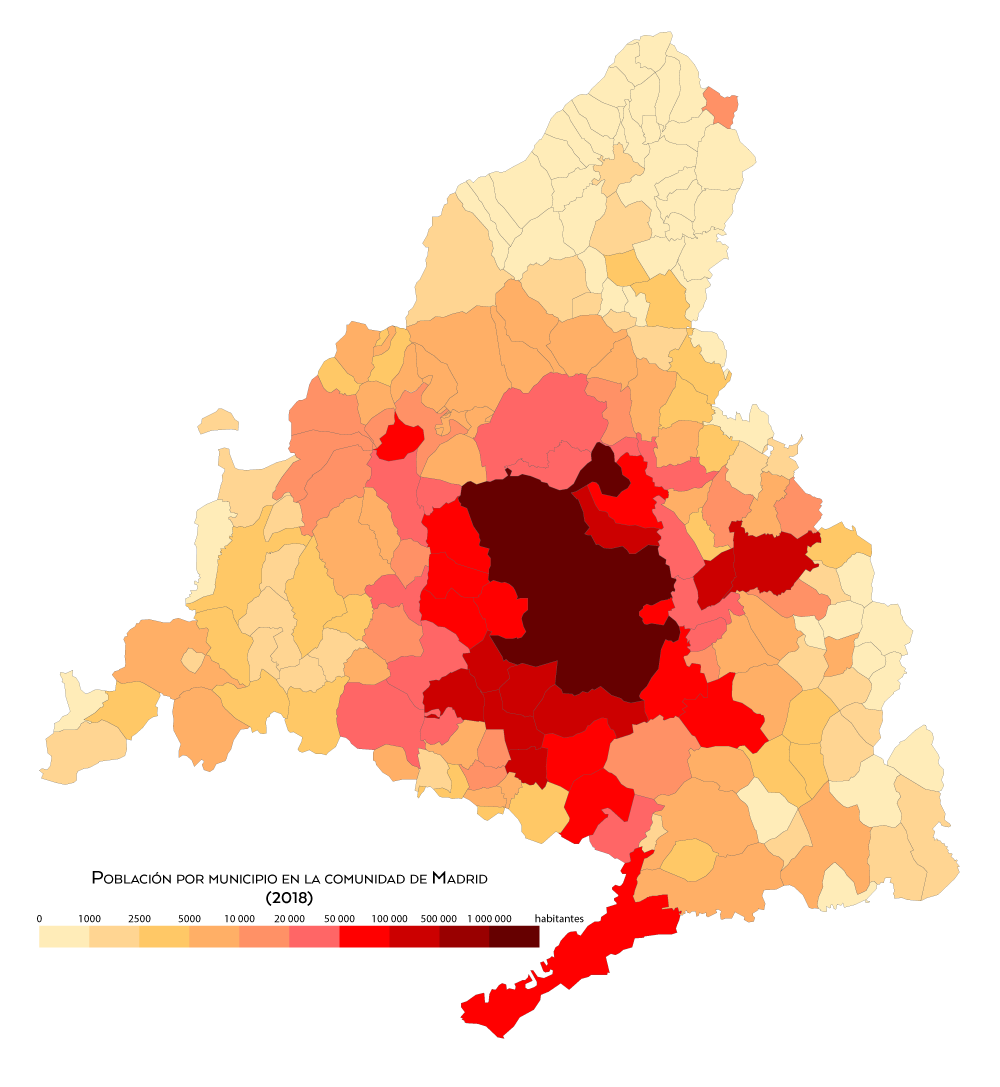
Población por municipios en la comunidad de Madrid en 2018
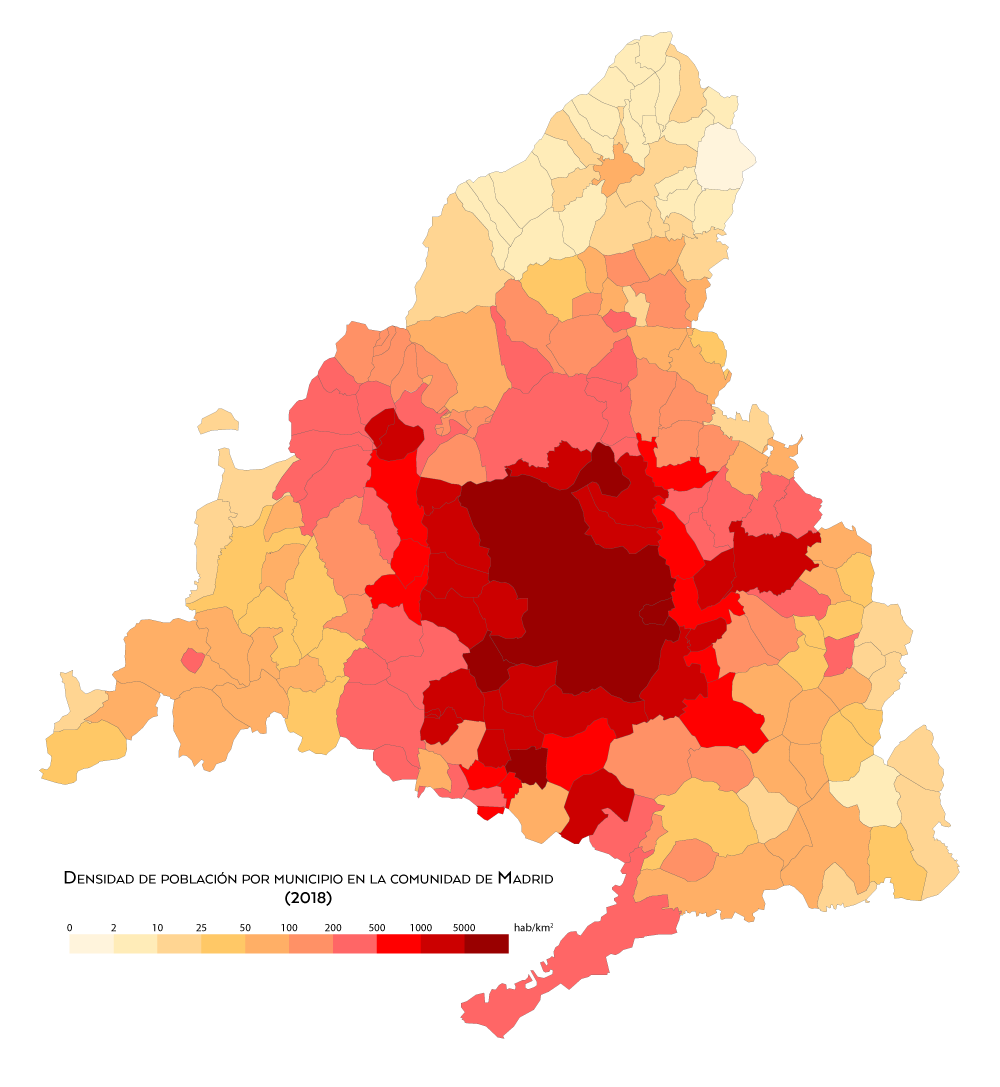
Densidad de población por municipios en la comunidad de Madrid en 2018
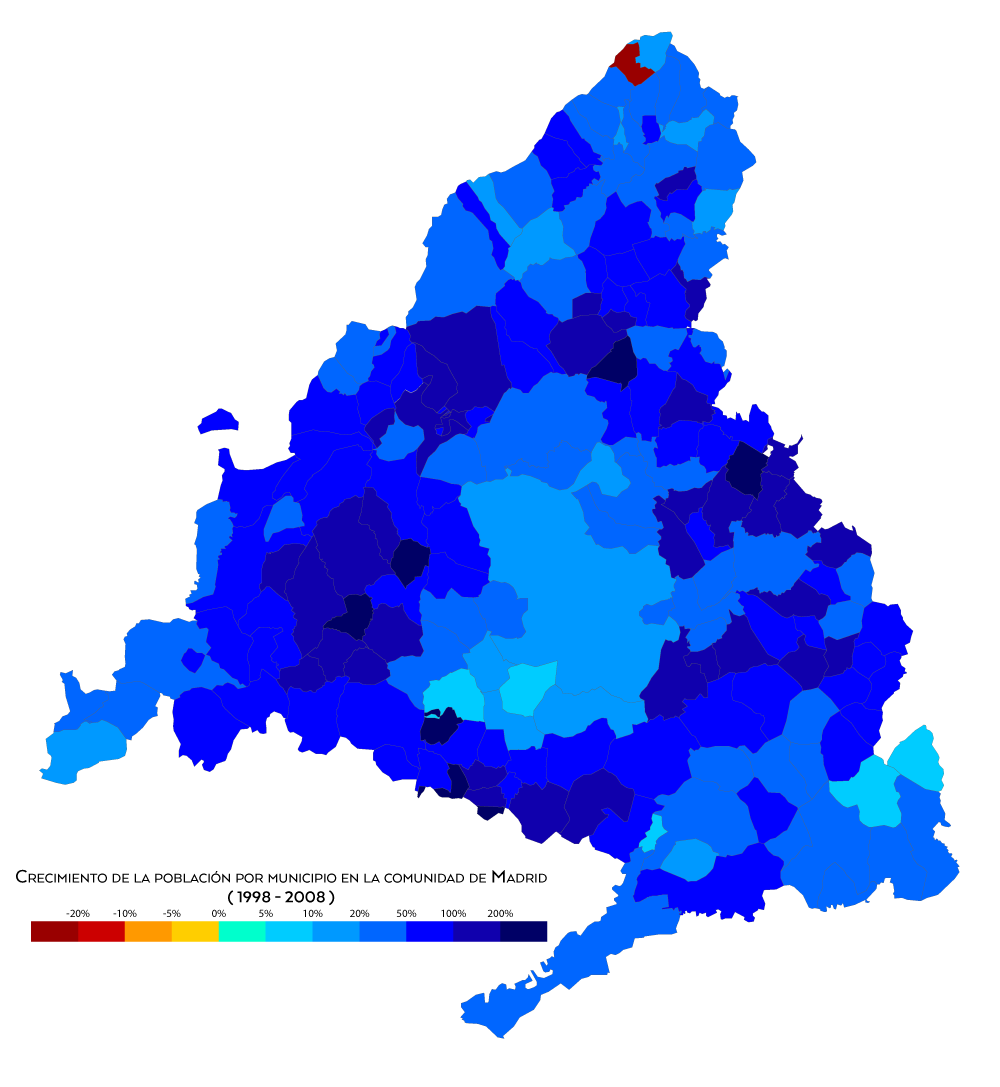
Crecimiento de la población por municipio entre 1998 y 2008
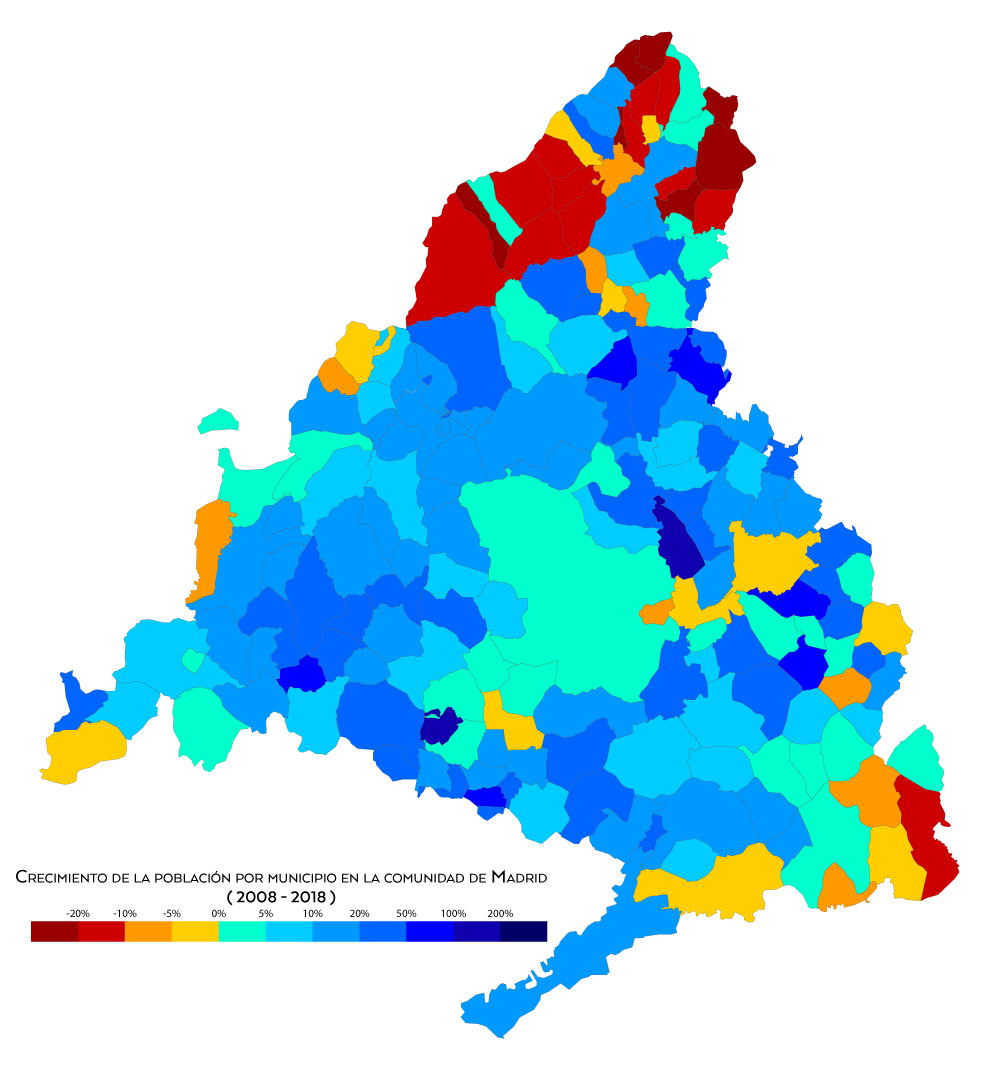
Crecimiento de la población por municipio entre 2008 y 2018

Densidad de población
Número de habitantes

Imagen satelital tomada por el Sentinel-2 de la ciudad de Madrid y los municipios circundantes, donde se concentra la mayor parte de la población de la región

Madrid es la provincia más poblada de España, con 7 001 715 habitantes, a 1 de enero de 2024(INE). Por autonomías, esta comunidad uniprovincial es la tercera de mayor población del país, por detrás de Andalucía (en sus ocho provincias residen más 8,6 millones de personas) y de Cataluña (con 8,01 millones en cuatro provincias).
Densidad de población
La densidad de población de la región es de 844 hab/km² (INE 2024), muy superior a la del conjunto español (95,26 hab/km²). Sin embargo, este indicador esconde enormes oscilaciones, conforme se considere la zona central de la provincia o los límites de la misma. Mientras que el municipio de Madrid arroja una densidad de 5321,05 hab/km², en la comarca de la Sierra Norte se reduce a menos de 9,9 hab/km².
La gran mayoría de la población de la comunidad autónoma se concentra en la capital y en sus alrededores, que conforman el área metropolitana más importante de España, donde reside aproximadamente el 90 % de los habitantes de la Comunidad de Madrid. A medida que aumenta la distancia de la capital, más se reducen las cifras demográficas, principalmente en lo que respecta al norte y al suroeste de la región.
Composición por sexo y edad
La población madrileña presenta un perfil de edad preferentemente joven-adulto: el 44,4 % de los habitantes de la región tiene entre 16 y 44 años (INE 2006). A cierta distancia aparece el grupo de edad de 45 a 64 años, que supone el 24,3 %. Muy alejados se sitúan los niños y adolescentes (hasta 15 años), con un 15,2 %, y los mayores de 65 años, con un 16,7 %. Comparativamente con los datos nacionales, la región de Madrid muestra un componente joven-adulto más elevado. El 61,9 % de los madrileños tiene menos de 45 años, cifra superior a la del total español, con un 59,6 %. También hay diferencias por sexo. En la Comunidad de Madrid habitan más mujeres que en el conjunto de España, en términos relativos. Su perfil femenino se cifra en 2007 en un 51,6 %, un punto más que en el total español (un 50,6 %). El 48,4 % restante corresponde a la población masculina, frente al 49,4 % de todo el país.
Natalidad y mortalidad
La tasa de natalidad de la región madrileña (nacidos por cada 1000 habitantes) es de 11,80 puntos (INE 2005), cifra tímidamente superior a la del conjunto español (10,75 puntos).
En lo que respecta a la mortalidad, las diferencias con los datos nacionales son algo más acusadas. La tasa de mortalidad correspondiente a la comunidad autónoma (6,95) es inferior en dos puntos a la de toda España (8,93).
Esperanza de vida
Según datos del Instituto de Estadística de la Comunidad de Madrid, referidos al año 2005, la esperanza de vida en la Comunidad de Madrid se sitúa en 81,87 años. Para las mujeres es de 84,98 años y para los hombres de 78,43. Este indicador no ha dejado de crecer año tras año, desde su control estadístico, iniciado en 1986 por el citado organismo.

### Evolución demográfica
| Gráfica de evolución demográfica de Comunidad de Madrid entre 1842 y 2024               |
|                                                                                         |
| Fuente: Instituto Nacional de Estadística de España - Elaboración gráfica por Wikipedia |

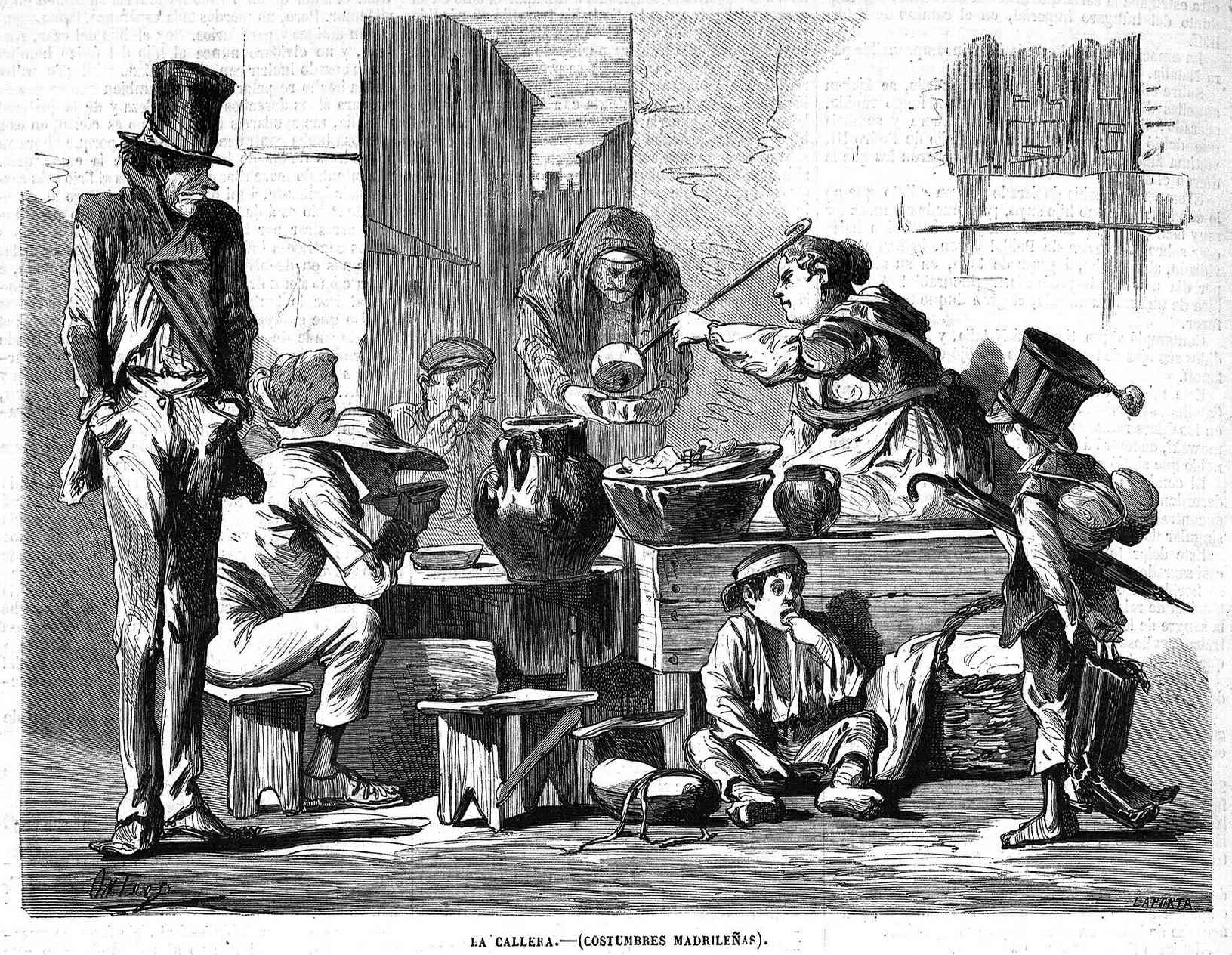
«La callera (costumbres madrileñas)» (1869)

La evolución demográfica de la Comunidad de Madrid, marcada por un crecimiento casi continuo, queda definida a partir de los siguientes hitos históricos:

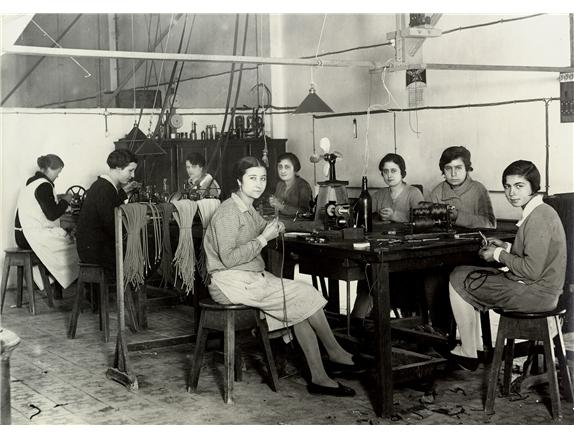
Trabajadoras de Ericsson en Getafe, 1924

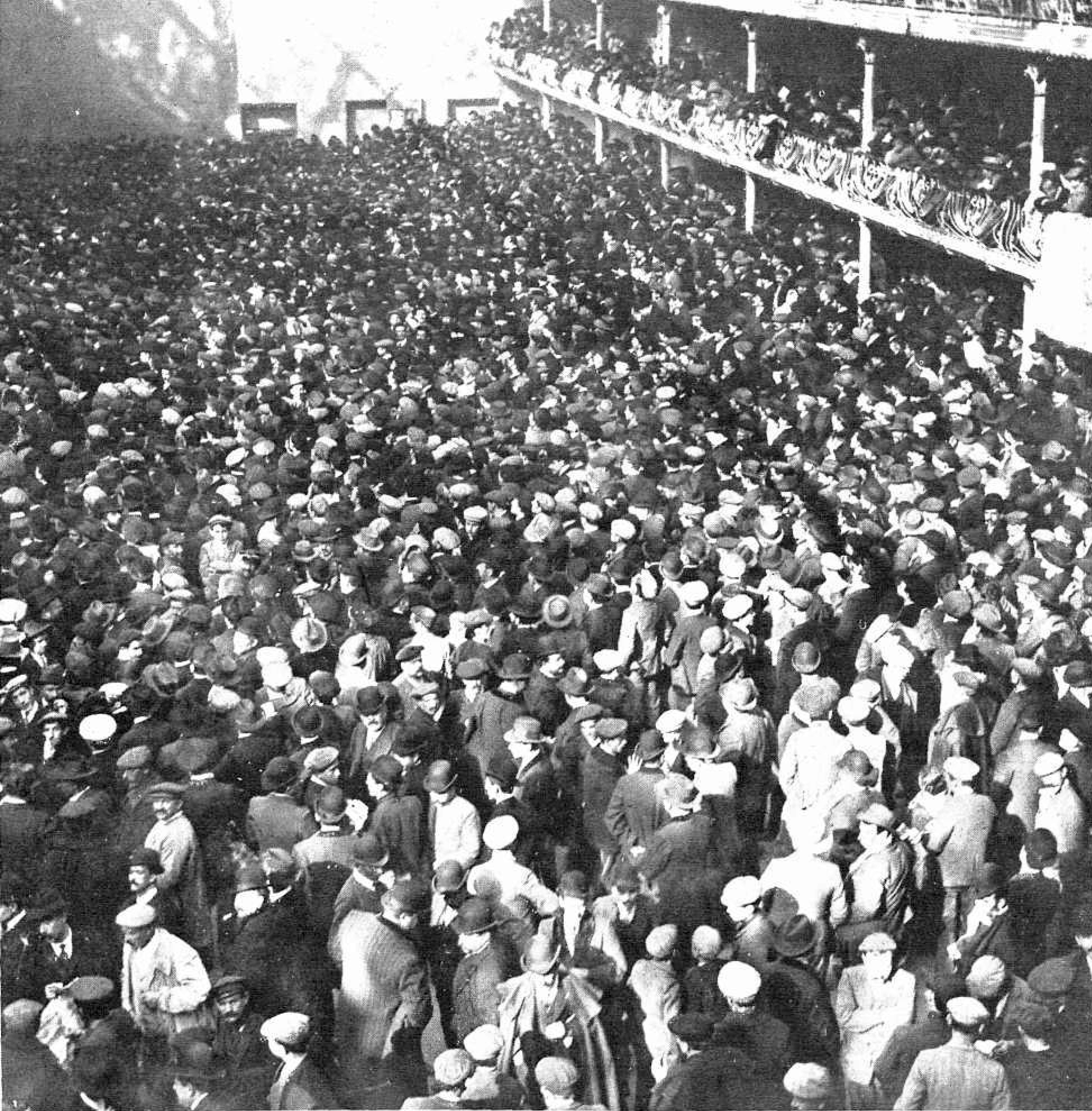
Mitin de republicanos y socialistas en el desaparecido frontón Jai Alai en 1909.

- Crecimiento demográfico antes del siglo XX. La población de lo que hoy es la Comunidad de Madrid ha aumentado con mayor regularidad que la española desde el siglo XVI, con la capitalidad de la villa de Madrid como principal motor de este proceso. Tan solo un siglo después de ser elegida capital, Madrid era ya la urbe más poblada de la monarquía española, superando los 120 000 habitantes, incluso a pesar de la crisis del siglo XVII, que despobló otras zonas de España. Aun así se observaron algunas coyunturas críticas en que la población disminuyó: a comienzos del siglo XVII (traslado de la corte a Valladolid), comienzos del siglo XVIII (guerra de sucesión española) y comienzos del siglo XIX (guerra de Independencia española, que incluyó la catastrófica hambre de 1812).[31] La segunda mitad del siglo XVIII había presentado un incremento demográfico que aun así no llegó a alcanzar el techo de 200 000 habitantes para la capital. Por comparación con otros casos europeos (Londres o París), el Madrid del Antiguo Régimen no consiguió convertirse en un factor lo suficientemente dinámico como para producir la configuración de un mercado nacional en torno a su demanda, limitándose a ser un mercado de referencia poco más que regional.[32] Entre los demás municipios, también los hubo que presentaron un gran dinamismo, como, por ejemplo, los Reales Sitios (San Lorenzo de El Escorial y Aranjuez) y Alcalá de Henares, estimulada por la Universidad (que decae desde el siglo XVIII y es trasladada a Madrid en el XIX, quedando reducida la ciudad complutense a cobijo de conventos y cuarteles). También hubo a lo largo de la Edad Moderna algunos casos de fundación de nuevas poblaciones, como San Sebastián de los Reyes en 1488 (refrendada por los Reyes Católicos) y Nuevo Baztán en 1713 (por el empresario Juan de Goyeneche). En el siglo XIX, cuando se constituyó oficialmente la provincia, la población de la capital suponía en torno al 75 % del total provincial. El territorio de la Comunidad de Madrid alcanzaba 475 785 habitantes en 1857 y 775 034 en 1900.

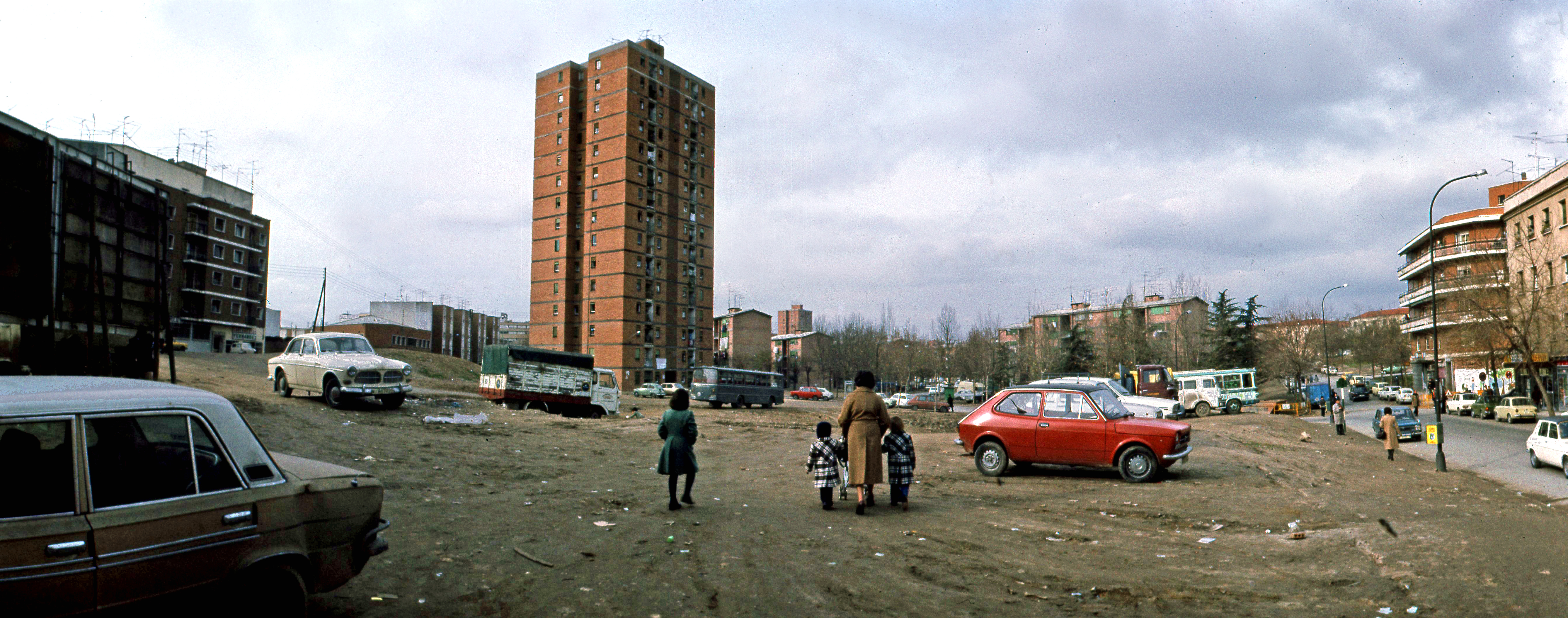
Carabanchel, años 70

- La primera explosión demográfica (segunda mitad del siglo XX). En la segunda mitad del siglo XX, se produjo una explosión demográfica, al compás de los flujos migratorios entre las diferentes regiones españolas. La ciudad de Madrid dejó de ser el único destino receptor, en beneficio de los municipios limítrofes, y empezó a configurarse la actual área metropolitana. En 1950 había 1 926 311 habitantes en toda la provincia y en 1981 se contaban 4 726 986. En la década de los noventa, el boom migratorio se detuvo y la población madrileña se estabilizó, si bien con una cierta tendencia alcista.

- La segunda explosión demográfica (primeros años del siglo XXI). A finales de los noventa, resurgió el fenómeno de la inmigración —esta vez de procedencia internacional— y continuó en los primeros años del siglo XXI. En 1996 había 5 022 289 habitantes en toda la comunidad y en 2005 la cifra se elevaba a 5 921 066. En la última actualización del padrón, a 1 de enero de 2018, se contabilizan 6 578 079 habitantes. En los momentos actuales, el peso relativo de la ciudad de Madrid en el conjunto de la provincia se sitúa alrededor del 50 %, veinticinco puntos porcentuales menos que en el siglo XIX.

En el periodo 1981-2005, el crecimiento demográfico de la región fue del 26,17 %, frente al 16,87 % de la media nacional. No todas las comarcas madrileñas participaron en los mismos términos de este aumento de población. Algunas, incluso, se vieron afectadas por un proceso de despoblamiento, caso de la llamada Sierra Norte (en el vértice septentrional de la provincia), conocida popularmente como la «Sierra pobre», con pueblos de pocas decenas de habitantes. En la primera década del siglo XXI, el turismo rural pareció haber favorecido cierto repunte demográfico de esta comarca, pero posteriormente, en la segunda década, se ha vuelto a la pérdida de población en la mayoría de municipios.

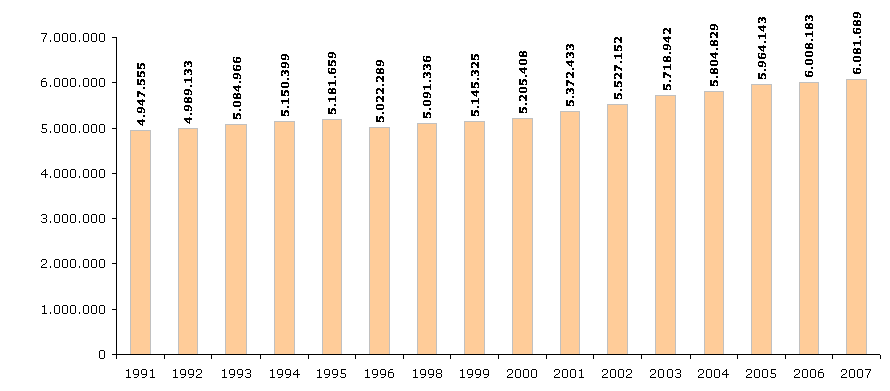
Evolución demográfica de la Comunidad de Madrid entre 1991 y 2007, por series cronológicas anuales. NOTA: Las cifras anteriores a 1996 están referidas a 1 de mayo y las demás a 1 de enero (por esta razón, no figura 1997). Fuente: INE

### Población inmigrante

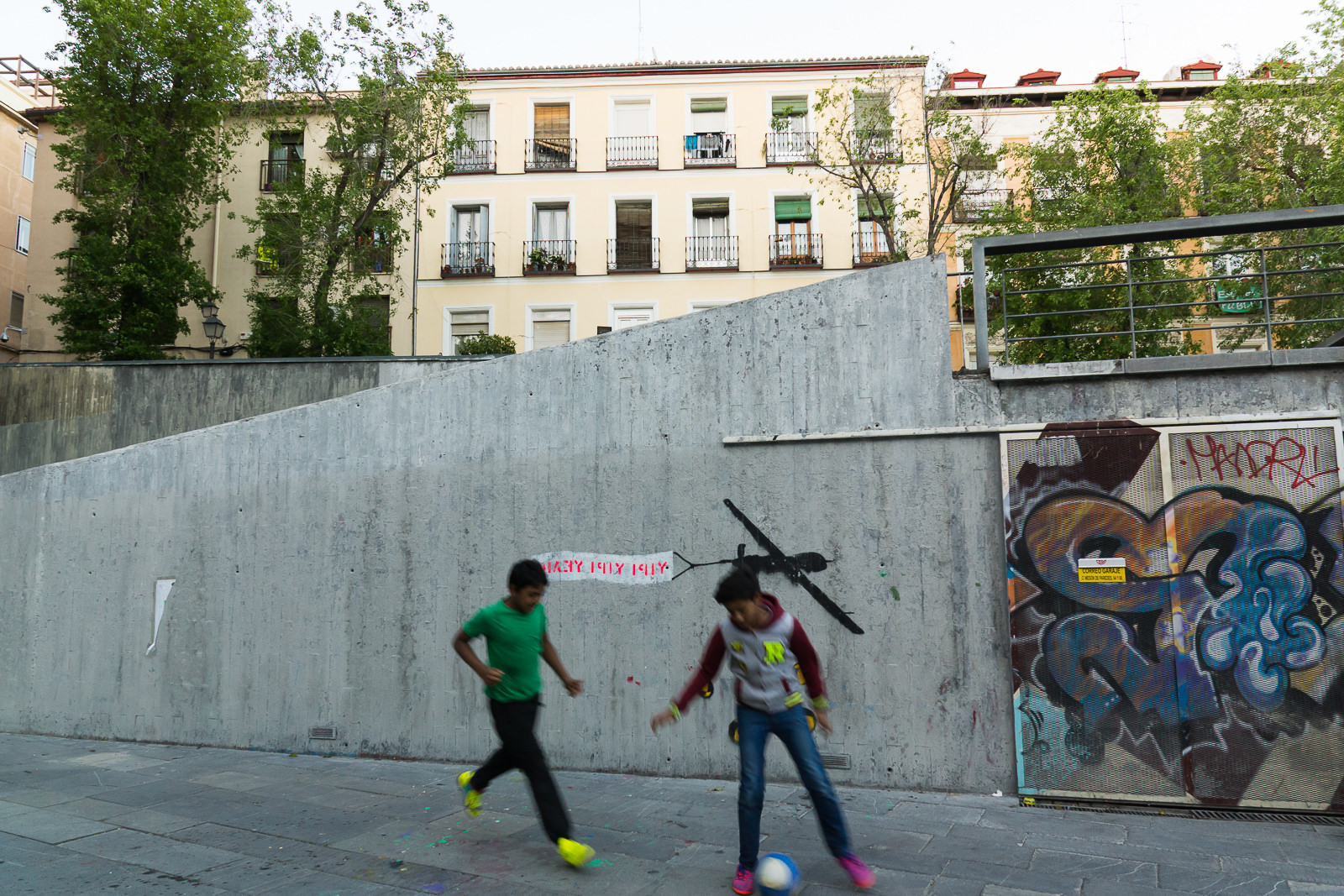
Jóvenes en Lavapiés

Madrid se ha convertido, desde los años cincuenta y sesenta, en un polo industrial de primera magnitud que ha atraído a multitud de personas procedentes de otras regiones del país, así como también, desde principios de los años noventa, a multitud de inmigrantes provenientes de otros países. Según el padrón de 2022, la comunidad autónoma cuenta con un 20,96 % de nacidos en el extranjero, cinco puntos por encima de la media española (15,87 %).
Un 61.07 % de los nacidos en el extranjero lo hicieron en América, un 21,36 % en Europa, 16,82 % son nacidos en la Unión Europea, un 9,67 % en África y un 7,81 % en Asia. Por país de nacimiento, los que más presencia tienen son los Venezolanos (un 9,26 % sobre el total de extranjeros), los Ecuatorianos (9,13 %), los Colombianos (8,79 %), los Rumanos (8,6 %),los Peruanos (7,61 %)y los marroquí (6,67 %).
La capital concentra el 58,5 % de la población inmigrante que reside en la región. Le siguen Alcalá de Henares (con un 3,7 %), Móstoles (un 2,5 %), Fuenlabrada (un 2,3 %), Leganés (un 2,2 %), Getafe (un 2,1 %), Torrejón de Ardoz (un 2,1 %), Alcobendas (un 1,7 %) y Coslada (un 1,3 %). En términos relativos, pueblos como Fresnedillas de la Oliva, Gargantilla del Lozoya y Pinilla de Buitrago, Lozoya, Olmeda de las Fuentes, Pelayos de la Presa o Zarzalejo presentan proporciones de inmigrantes entre el 20 % y el 33 %.

### Municipios más poblados
De acuerdo al padrón municipal del INE los veinte municipios más poblados de la Comunidad en 2024 fueron:
Además de su realidad metropolitana, la Comunidad de Madrid ofrece el fuerte contraste de zonas despobladas, con un marcado carácter rural. Prueba de ello son las cifras demográficas de La Acebeda (62), Madarcos (63), Robregordo (70), La Hiruela (75), Puebla de la Sierra (84) y Somosierra (87), los seis municipios menos poblados de la región. La provincia de Madrid es la 4.ª en que existe un mayor porcentaje de habitantes concentrados en su capital (49 %, frente al 31,85 % del conjunto de España).

## Gobierno y política

### Instituciones
El Estatuto de Autonomía de la Comunidad de Madrid, norma fundamental de la comunidad, establece que la Asamblea de Madrid, el Gobierno y el presidente de la Comunidad son los órganos que ejercen los poderes de la Comunidad de Madrid:

#### Asamblea

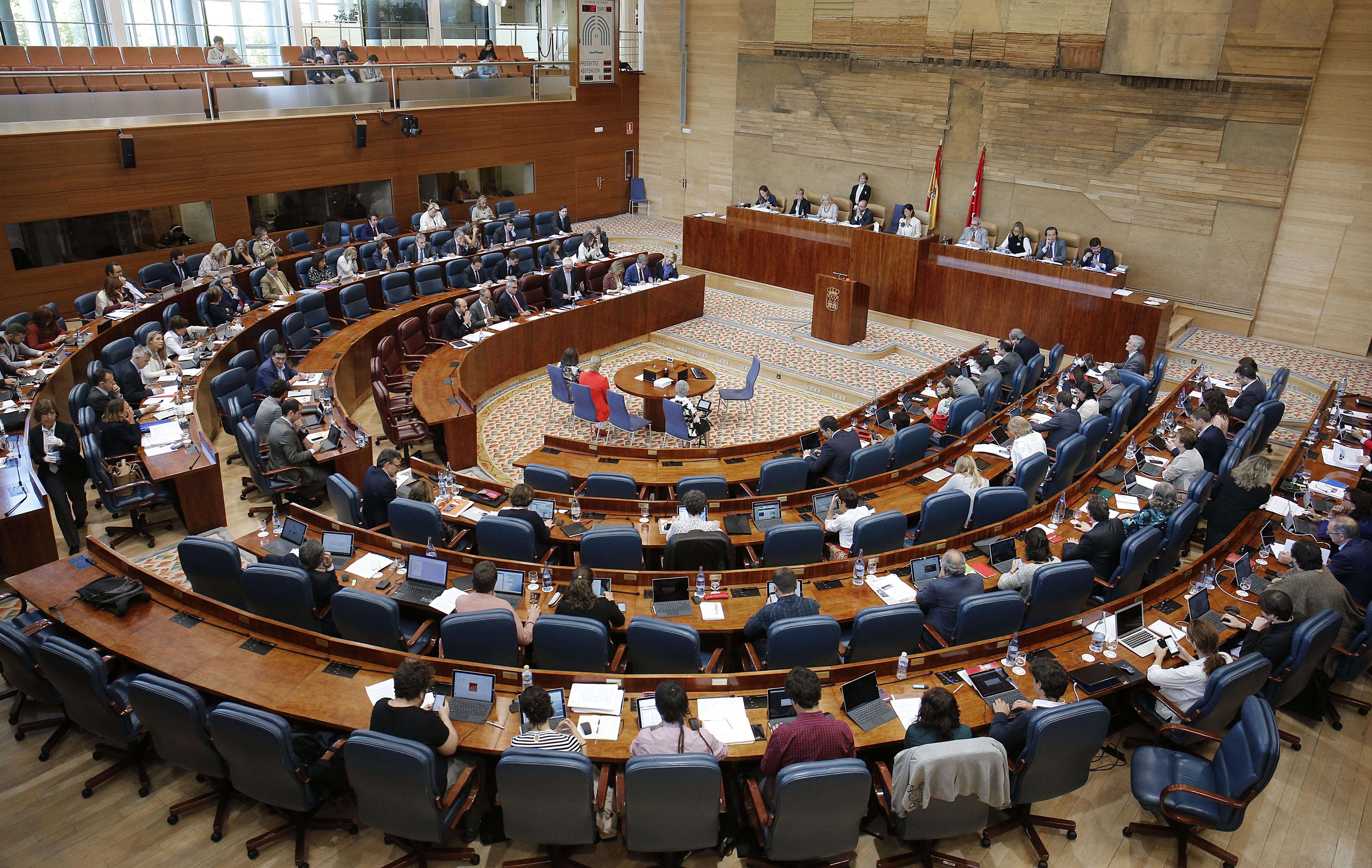
Reunión del pleno de la Asamblea

La Asamblea «representa al pueblo de Madrid, ejerce la potestad legislativa de la Comunidad, aprueba y controla el Presupuesto de la Comunidad, impulsa, orienta y controla la acción del Gobierno y ejerce las demás competencias que le atribuyen la Constitución, el Estatuto y el resto del ordenamiento jurídico», según se señala en el Estatuto de Autonomía de la Comunidad de Madrid (LO 3/1983, de 25 de febrero, BOE del 1 de marzo de 1983). Su sede actual, que se encuentra en el madrileño distrito de Puente de Vallecas y ocupa una superficie de 7148,87 m².
Anteriormente, entre 1983 y 1998 estuvo ubicada en el viejo Caserón de la antigua Universidad de la calle de San Bernardo del centro de la capital.
| Grupo Parlamentario | Grupo Parlamentario                                         | Portavoz                   | Escaños |
|                     | Partido Popular de la Comunidad de Madrid                   | Isabel Díaz Ayuso          | 70      |
|                     | Más Madrid                                                  | Manuela Bergerot           | 27      |
|                     | Partido Socialista Obrero Español de la Comunidad de Madrid | Mar Espinar Mesa-Moles     | 27      |
|                     | Vox                                                         | Isabel Pérez Moñino-Aranda | 11      |

#### Gobierno

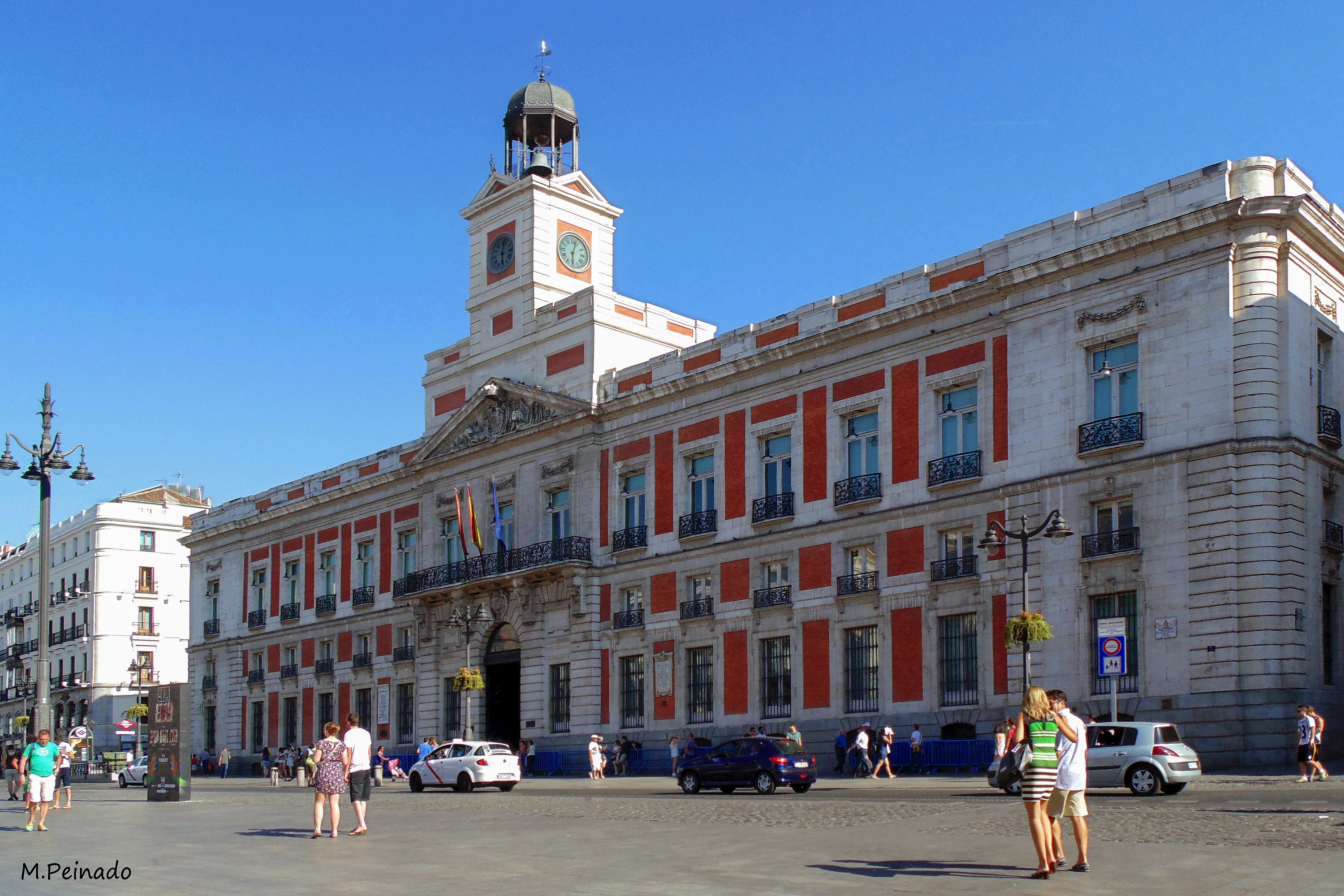
Real Casa de Correos, sede del Gobierno y la Presidencia de la Comunidad de Madrid

El gobierno de la Comunidad de Madrid es «el órgano colegiado que dirige la política de la Comunidad de Madrid, correspondiéndole las funciones ejecutivas y administrativas, así como el ejercicio de la potestad reglamentaria en materias no reservadas a la Asamblea». Está compuesto por el presidente, los vicepresidentes y los consejeros. En 2007, se contabilizan dos Vicepresidencias y trece Consejerías. La Administración autonómica cuenta, para su asistencia jurídica con el Cuerpo de Letrados de la Comunidad de Madrid.

##### Presidentes
El presidente «ostenta la suprema representación de la Comunidad Autónoma y la ordinaria del Estado en la misma, preside y dirige la actividad del Gobierno, designa y separa a los Vicepresidentes y Consejeros y coordina la Administración». La Presidencia de la Comunidad de Madrid se encuentra actualmente ubicada en la Real Casa de Correos, en la Puerta del Sol, de Madrid. El edificio, que albergaba sede de la Dirección General de Seguridad, fue adquirido por la Comunidad de Madrid en 1985 la cual encargó al arquitecto Ramón Valls Navascués las obras de adaptación para instalar algunas de sus dependencias. En 1992, se volvieron a hacer obras de rehabilitación y finalmente entre 1996 y 1998 se hizo la última gran reforma y el edificio fue restaurado y acondicionado para albergar la sede y recuperar parte de la arquitectura original.
Anteriormente, entre 1983 y 1985 la sede de la Presidencia se encontraba en el Palacio de Borghetto (actual sede de la Delegación del Gobierno en la Comunidad de Madrid), cuyo edificio albergó previamente la sede de la Diputación Provincial de Madrid. Durante el periodo de las obras de renovación y acondicionamiento de la Real Casa de Correos entre 1996 y 1998, el despacho del presidente y la Secretaría General Técnica fueron trasladados de forma provisional a un edificio conocido popularmente como «Casa Rosa» por el color de sus paredes exteriores. El edificio, situado en el número 28 de la calle Miguel Ángel (esquina calle García de Paredes) en el barrio de Almagro (distrito Chamberí), albergó anteriormente la sede del Instituto Madrileño de Desarrollo (Imade). Además de esto y debido al limitado tamaño del inmueble, el Ejecutivo regional alquiló un local de más de 1000 m² y 11 plazas de aparcamiento en el número 46 del paseo del General Martínez Campos en donde se ubicó parte de la Consejería de Presidencia y de la Dirección General de Medios de Comunicación.

### Elecciones autonómicas
La Comunidad de Madrid se rige por el mismo calendario electoral que las restantes comunidades autónomas, excepto aquellas que accedieron a la autonomía por el artículo 151 de la Constitución Española. Tras las elecciones autonómicas de 2023, el Partido Popular de la Comunidad de Madrid, con Isabel Díaz Ayuso como candidata a la presidencia, se alzó con la victoria al conseguir la mayoría absoluta, tras doce años de la última, conseguida con Esperanza Aguirre.

### Gobierno de los municipios más poblados
| Ayuntamiento                               | Población (2019) | Alcalde (partido político) | Alcalde (partido político)            |
| ------------------------------------------ | ---------------- | -------------------------- | ------------------------------------- |
| Ayuntamiento de Madrid                     | 3 266 126 hab.   |                            | José Luis Martínez-Almeida (PP)       |
| Ayuntamiento de Móstoles                   | 209 184 hab.     |                            | Manuel Bautista (PP)                  |
| Ayuntamiento de Alcalá de Henares          | 195 649 hab.     |                            | Judith Piquet Flores (PP)             |
| Ayuntamiento de Fuenlabrada                | 193 700 hab.     |                            | Francisco Javier Ayala Ortega (PSOE)  |
| Ayuntamiento de Leganés                    | 189 861 hab.     |                            | Miguel Ángel Recuenco (PP)            |
| Ayuntamiento de Getafe                     | 183 374 hab.     |                            | Sara Hernández Barroso (PSOE)         |
| Ayuntamiento de Alcorcón                   | 170 514 hab.     |                            | Candelaria Testa (PSOE)               |
| Ayuntamiento de Torrejón de Ardoz          | 140 626 hab.     |                            | Alejandro Navarro Prieto (PP)         |
| Ayuntamiento de Parla                      | 134 833 hab.     |                            | Ramón Jurado Rodríguez (PSOE)         |
| Ayuntamiento de Alcobendas                 | 117 040 hab.     |                            | Rocío Alcántara (PP)                  |
| Ayuntamiento de Rivas-Vaciamadrid          | 101 949 hab.     |                            | Aída Castillejo Parrilla (IU)         |
| Ayuntamiento de Las Rozas de Madrid        | 96 113 hab.      |                            | José de la Uz Pardos (PP)             |
| Ayuntamiento de Pozuelo de Alarcón         | 89 378 hab.      |                            | Paloma Tejero (PP)                    |
| Ayuntamiento de San Sebastián de los Reyes | 89 276 hab.      |                            | Lucía Fernández (PP)                  |
| Ayuntamiento de Coslada                    | 81 661 hab.      |                            | Ángel Viveros (PSOE)                  |
| Ayuntamiento de Valdemoro                  | 75 983 hab.      |                            | David Conde (PP)                      |
| Ayuntamiento de Majadahonda                | 71 826 hab.      |                            | María Dolores Moreno Molino (PP)      |
| Ayuntamiento de Collado Villalba           | 63 679 hab.      |                            | Mariola Vargas Fernández (PP)         |
| Ayuntamiento de Aranjuez                   | 59 607 hab.      |                            | María José Martínez de la Fuente (PP) |
| Ayuntamiento de Arganda del Rey            | 55 389 hab.      |                            | Alberto Escribano (PP)                |

### Presupuesto autonómico
En 2011 el presupuesto de gastos de la comunidad autónoma alcanzó 18,8 mil millones de euros (el tercer mayor presupuesto autonómico). En 2010 el endeudamiento autonómico alcanzó 13,492 mil millones de euros, un 7,1% del PIB regional.
En 2024 el presupuesto de gastos de la comunidad autónoma alcanzó 30,6 mil millones de euros (el tercer mayor presupuesto autonómico). El mismo año el endeudamiento autónomico alcanzó 37,260 mil millones de euros, un 11,97% del PIB regional.

### Organización territorial

#### Municipios

Mapa de municipios

La Comunidad de Madrid se organiza territorialmente en 179 municipios y en 784 entidades singulares de población. Posee el 2,2 % de los municipios totales que integran el territorio español (8125). Es la vigésimo tercera provincia española en número de ayuntamientos y se sitúa ligeramente por encima de la media, cifrada en 162 municipios por provincia (Burgos cuenta con el mayor número de términos municipales con 371 ayuntamientos, y Las Palmas es la provincia que tiene menos con 34).
La superficie media de los municipios madrileños es de 44,8 km², un promedio bajo el que se esconden grandes oscilaciones. El más extenso de todos ellos es Madrid, ayuntamiento que anexionó, entre 1948 y 1954, los municipios limítrofes de Chamartín de la Rosa, Fuencarral, Barajas, El Pardo, Hortaleza, Canillas, Canillejas, Vicálvaro, Vallecas, Villaverde, Carabanchel Alto, Carabanchel Bajo y Aravaca, convertidos hoy en distritos o barrios.
Los cinco términos municipales más grandes son Madrid, con 605,8 km²; Aranjuez, con 189,1 km²; Colmenar Viejo, con 182,6 km²; Rascafría, con 150,3 km²; y Manzanares el Real, con 128,4 km². Los de menor superficie son Casarrubuelos, con 5,3 km²; La Serna del Monte, con 5,4 km²; Pelayos de la Presa, con 7,6 km²; Madarcos, con 8,5 km²; y Torrejón de la Calzada, con 9,0 km².

#### Partidos judiciales

Mapa de partidos judiciales

Existen veintiún partidos judiciales, cuyas cabezas corresponden a los siguientes municipios (el histórico partido judicial de San Martín de Valdeiglesias perdió esta consideración en el año 1985):
- Alcalá de Henares
- Alcobendas
- Alcorcón
- Aranjuez
- Arganda del Rey
- Collado Villalba
- Colmenar Viejo
- Coslada
- Fuenlabrada
- Getafe
- Leganés
- Madrid
- Majadahonda
- Móstoles
- Navalcarnero
- Parla
- Pozuelo de Alarcón
- San Lorenzo de El Escorial
- Torrejón de Ardoz
- Torrelaguna
- Valdemoro

#### Comarcas

Mapa de comarcas según la Guía de Turismo Rural y Activo

A diferencia de otras comunidades autónomas, la Comunidad de Madrid carece de una comarcalización que tenga relevancia administrativa. No obstante, algunas instituciones autonómicas han delimitado diferentes áreas a partir de criterios de homogeneidad geográfica y sociodemográfica, que toman su nombre de los puntos cardinales y de los principales ríos de la región. Su validez se limita a promociones turísticas o a divisiones agrícolas.
Ni siquiera se encuentra definida legalmente el área metropolitana de Madrid, a pesar de su importancia social, demográfica y económica y las necesidades que, en términos de infraestructuras, urbanismo o transportes, comparten los municipios situados bajo la zona de influencia de la capital.
La clasificación que ha conseguido un mayor nivel de implantación, elaborada por la Dirección General de Turismo, establece ocho grandes comarcas y deja al margen al área metropolitana de Madrid: Sierra Norte, Sierra Oeste, Comarca de Las Vegas, Cuenca del Guadarrama, Cuenca Alta del Manzanares, Cuenca del Medio Jarama, Cuenca del Henares y Comarca Sur
Popularmente, los madrileños clasifican su región a partir de las áreas de influencia de las seis autovías radiales que surcan la provincia. La que se articula alrededor de la A-2 recibe el nombre oficioso del Corredor del Henares.
La ausencia de una comarcalización administrativa es consecuencia de la conformación del área metropolitana de Madrid a lo largo del siglo XX y, especialmente, en su segunda mitad. La progresiva implantación de esta nueva realidad desdibujó el perfil de las comarcas históricas madrileñas, que se relacionan a continuación: Valle del Lozoya, Guadarrama, Somosierra, Valle del Alberche (compartido con Toledo), El Real de Manzanares, La Sagra (compartida con Toledo), Lomo de Casarrubios, Alcarria de Alcalá, La Campiña (compartidas con Guadalajara), Alcarria de Chinchón y Cuesta de las Encomiendas.

## Economía
En 2018, Madrid es la comunidad autónoma con mayor PIB per cápita, con 35 041 €, por delante del País Vasco, de Navarra y de Cataluña, superando la media europea (establecida en 30 960 €). Además, es la segunda comunidad autónoma (por detrás del País Vasco) con mayor porcentaje de gasto en actividades de I+D sobre el PIB, con un 1,66 %.
En el Informe Plataforma de seguimiento de la Estrategia de Lisboa, promovido por la Unión Europea en 2007, se señala que los puntos fuertes de la economía madrileña son su escaso desempleo, su gasto en investigación, su desarrollo relativamente elevado y sus servicios de alto valor añadido. Entre sus puntos débiles aparecen la falta de conexiones de banda ancha (nuevas tecnologías de la información y la comunicación) y su tasa de actividad relativamente baja entre las mujeres. En este estudio, se destaca a la Comunidad de Madrid como una región-municipio preferentemente asentada en el sector de los servicios.

Exportaciones de la Comunidad de Madrid en 2020

La Comunidad de Madrid es la cuarta comunidad autónoma con mayor porcentaje de empresas innovadoras de diez o más asalariados, con un 21,2 % del total en el período 2016-2018, por encima de la media nacional, pero por debajo del País Vasco (24,3 %), la Comunidad Valenciana (22,7 %), y Cataluña (22,3 %).
En 2021 fue distinguida por el Comité Europeo de las Regiones (CDR) con el galardón Región Emprendedora Europea (REE) en la edición de 2021-22.

### Datos económicos
Renta disponible bruta municipal per cápita

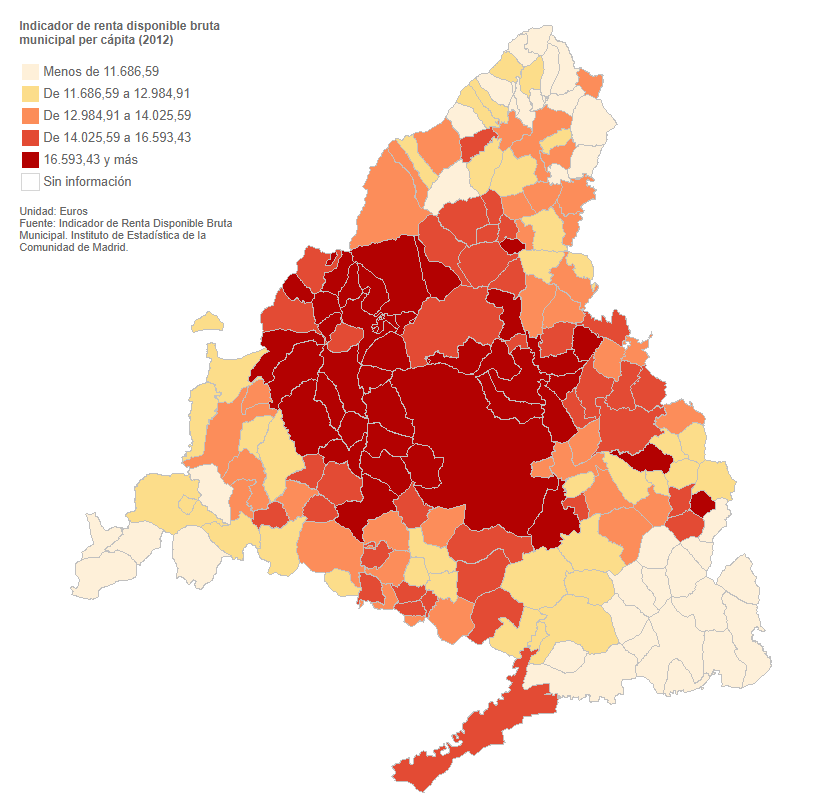
Renta per cápita de los municipios madrileños en 2012

Al igual que ocurre con los datos demográficos, la renta disponible bruta municipal per cápita presenta enormes oscilaciones entre las distintas localidades de la provincia. Pero, a diferencia de las cifras poblacionales (que iban a la baja cuanto más aumentaba la distancia con el área metropolitana), se configura ahora un mapa completamente distinto: las áreas de mayor renta per cápita se sitúan preferentemente en el municipio de Madrid y en su corona metropolitana norte, noroeste y nordeste, con extensiones hacia la sierra de Guadarrama, hasta el límite con la provincia de Segovia.

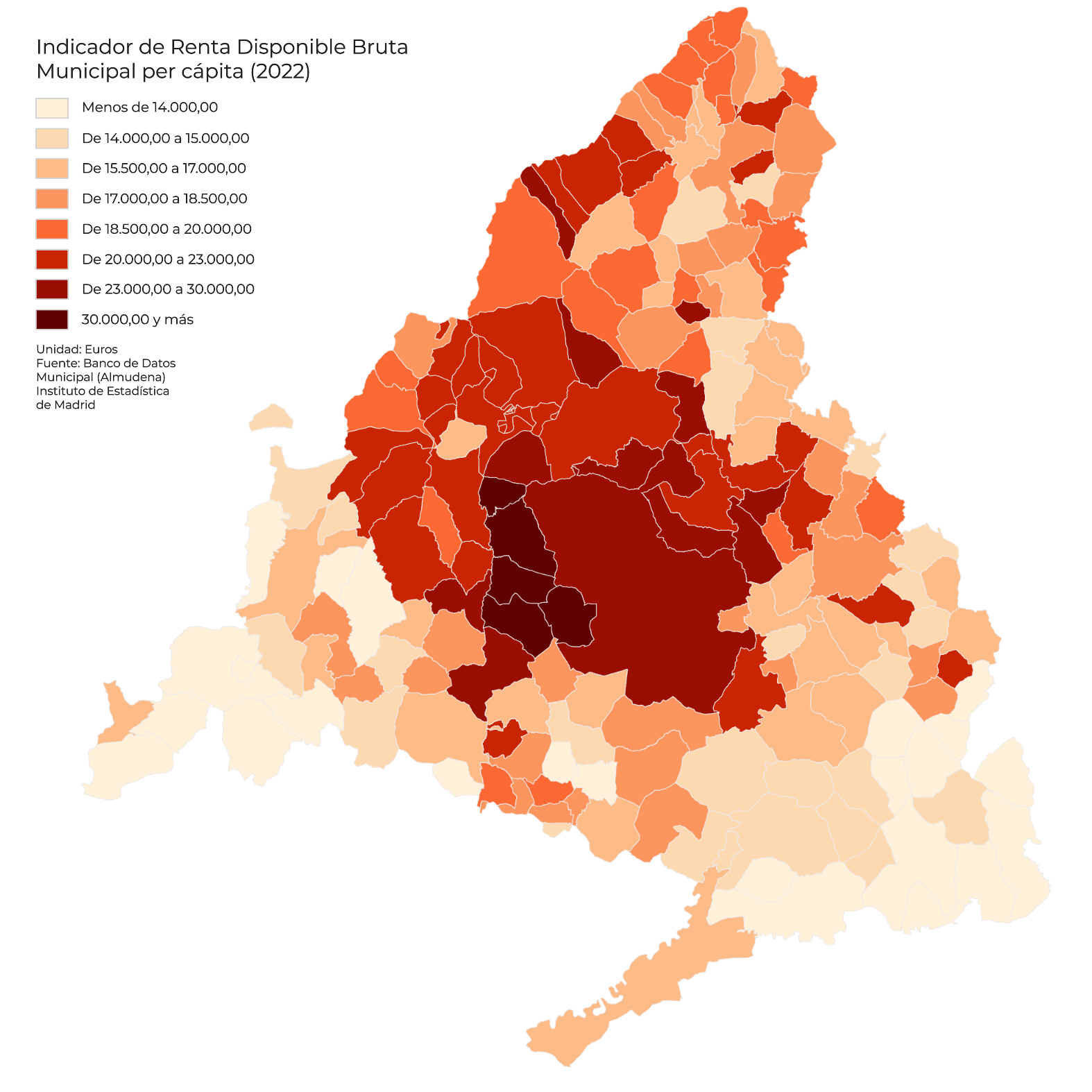
Renta disponible bruta per cápita de los municipios madrileños en 2022.

Estas zonas presentan un fuerte componente residencial y, en determinados puntos, integran urbanizaciones consideradas de lujo. Pozuelo de Alarcón, Las Rozas de Madrid, Majadahonda, Boadilla del Monte, Villaviciosa de Odón, Torrelodones y Villanueva de la Cañada, que se ubican en el arco oeste del área metropolitana, repiten año tras año como los municipios de mayor renta per cápita de la Comunidad de Madrid. En 2004, en concreto, alcanzaron cifras que iban desde los 22 846 euros de Pozuelo hasta los 19 753 de Torrelodones.
En el otro extremo, con menos de 8500 euros, figuran los tres vértices del triángulo que dibuja la provincia, tal y como puede observarse en el mapa adjunto. En 2004, los municipios de menor renta per cápita fueron Madarcos (7375), Valdaracete (7746), Somosierra (7819), Prádena del Rincón (7941) y Brea de Tajo (7985 euros). Madarcos es también el pueblo menos poblado de la región (45 habitantes) y uno de los términos municipales de menor superficie (8,5 km²).
Crecimiento económico

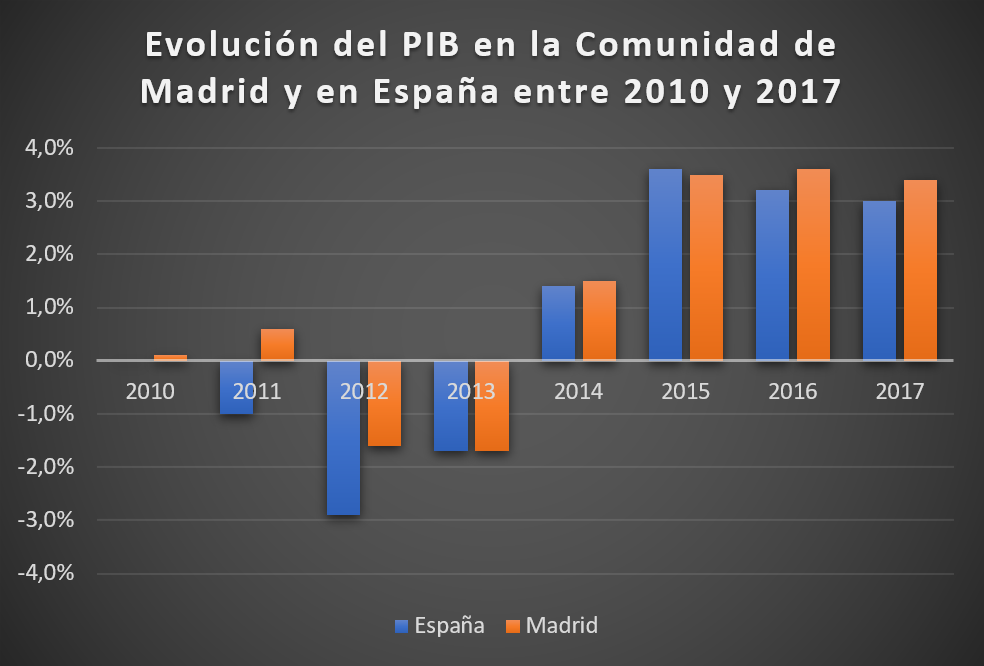
Comparativa del PIB entre la Comunidad de Madrid y el conjunto de España

La economía se encuentra en fase expansiva desde 1993, con porcentajes de crecimiento entre el 3 % y el 4 % año tras año. En 2005, lideró el crecimiento económico del país con un 4 %, seis décimas más que la media nacional y, en 2006, prácticamente se repitieron las mismas cifras (un 3,9 %, un punto por encima del promedio europeo) —datos del INE—.
El incremento tanto del consumo privado como de la inversión en vivienda y en bienes de equipo se encuentra en la base de esta secuencia de crecimiento. Especialmente relevantes son los datos relativos a la vivienda: en 2006 se construyeron alrededor de 127 000 viviendas, de las cuales 58 000 se concluyeron en el citado año. Expertos y políticos destacan, además, el fenómeno de la inmigración como uno de los principales motores de esta tendencia alcista de la economía madrileña.
Producto interior bruto

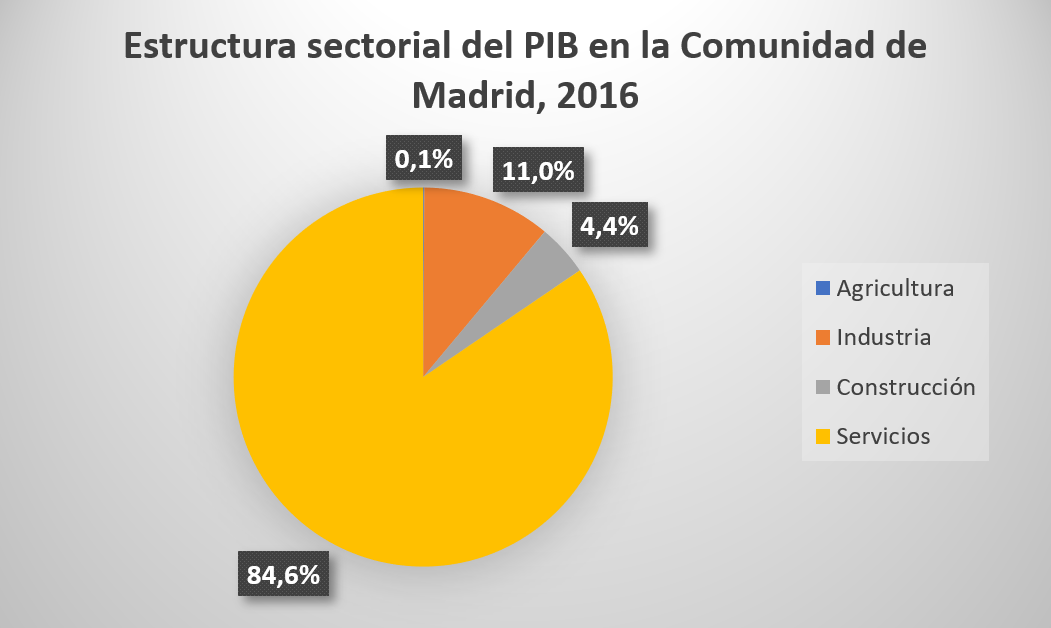
Estructura del PIB por sectores

Desde 2018 la Comunidad de Madrid es la primera comunidad autónoma en el ranking nacional de contribución al producto interior bruto (PIB) estatal, representando un 19,2 % del conjunto del total español, superando de esta forma a Cataluña, que pasa a segunda posición (19,0 %). Recién constituida la autonomía, el crecimiento del PIB regional se situó en una media del 4,6 % frente al 4,7 % nacional, con el sector de la construcción como uno de los más pujantes.
A lo largo del siglo XXI, el PIB regional evoluciona igualmente en magnitudes muy similares a las del conjunto estatal. En 2005 se localizan las máximas desviaciones: en este año Madrid se despega en casi un punto del porcentaje nacional (un 4,3 % sobre un 3,5 %, respectivamente). Pero en 2006 ambos datos se equiparan en un 3,9 %, como puede apreciarse en el gráfico adjunto. La construcción se destaca, también en estos años, como uno de los sectores de mayor empuje, tanto en la comunidad autónoma como en el país.
El PIB madrileño se distribuye sectorialmente de la siguiente forma: un 75,8 % corresponde a los servicios, un 13 % a la industria, un 11 % a la construcción y un 0,2 % a la agricultura (fuente: Contabilidad Regional de España, 2006).
Población activa
La población activa de la Comunidad de Madrid es de 3 320 300 personas, de las cuales 2 688 500 están ocupadas y 631 800 paradas (datos correspondientes al segundo trimestre de 2014, según la Encuesta de Población Activa). En términos relativos, la tasa de paro se sitúa en el segundo semestre de 2014 en el 19 % de la población activa. La tasa de actividad se cifra en un 52,74 %.

### Agricultura y ganadería

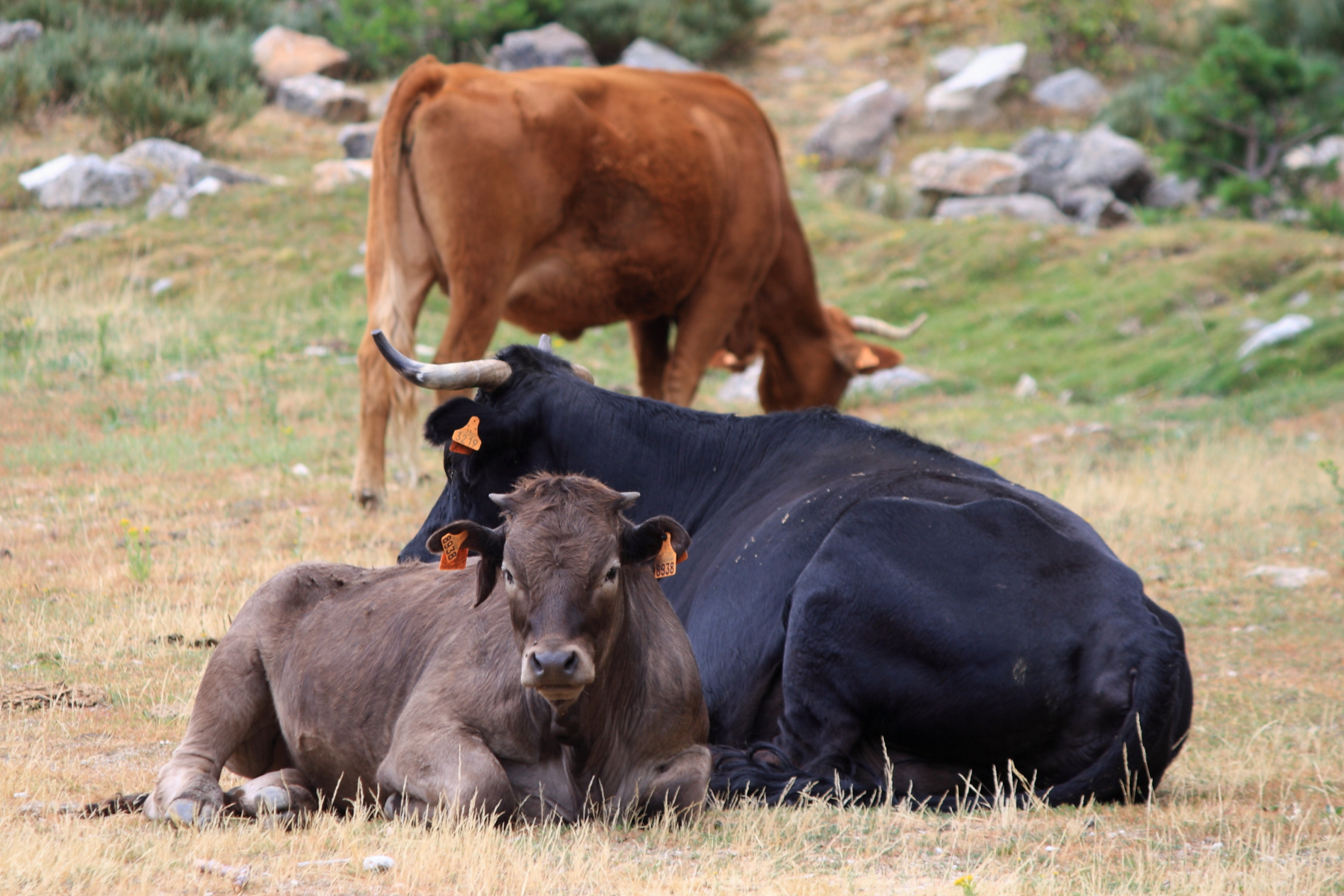
Vacas en la sierra de Guadarrama

El sector agrícola-ganadero posee un peso relativo escaso dentro de la economía de la región (apenas un 0,2 % del PIB). Sin embargo, presenta magnitudes absolutas muy similares a las de las provincias limítrofes, aspecto que resulta especialmente significativo si se tiene en cuenta que la Comunidad de Madrid ocupa una superficie menor y que integra una importante área metropolitana, que resta recursos a este sector.
La agricultura madrileña posee, además, un grado de variedad mucho mayor que el de las provincias colindantes. Ello es consecuencia de las tres unidades de relieve que definen el medio físico de la región y que permiten la existencia de bosques, pastos, cultivos herbáceos de secano, viñedo, olivar y cultivos hortofrutícolas de regadío, dentro de una superficie relativamente reducida, con dos áreas de especial actividad: las comarcas serranas y los valles interfluviales.

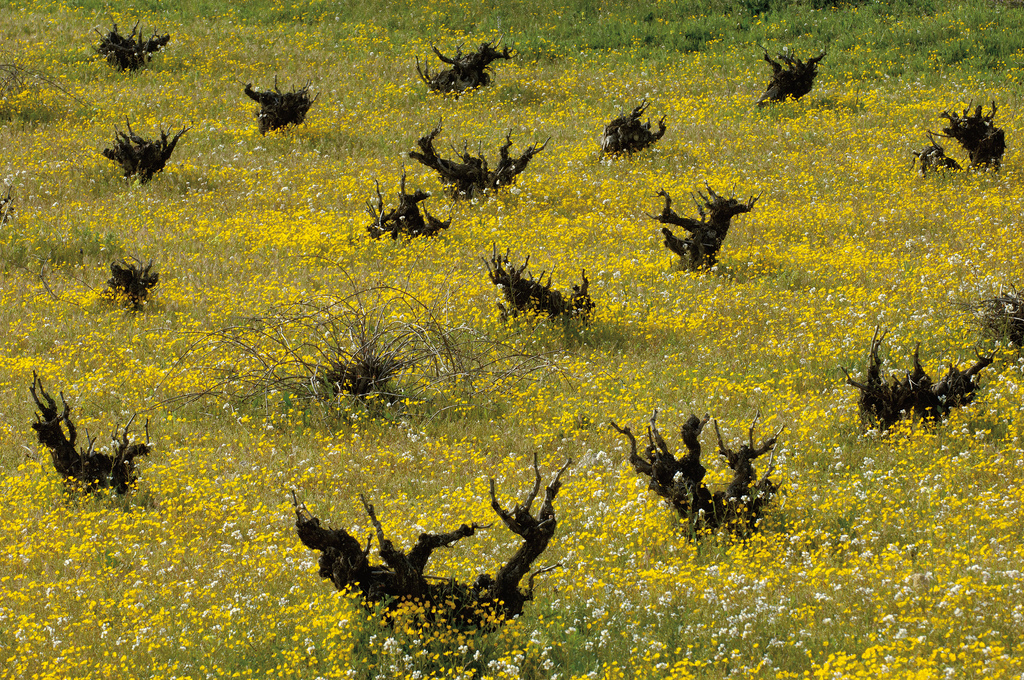
Viñedos en Tielmes en primavera

A pesar de su potencial, el sector agrícola-ganadero madrileño se encuentra en regresión, ante la expansión del área metropolitana y el empuje de otras actividades, como la construcción. En 1985, existían 251 498 hectáreas de tierras de cultivo, en 2001 la superficie productiva labrada desciende a 199 687 hectáreas.

### Minería y energía

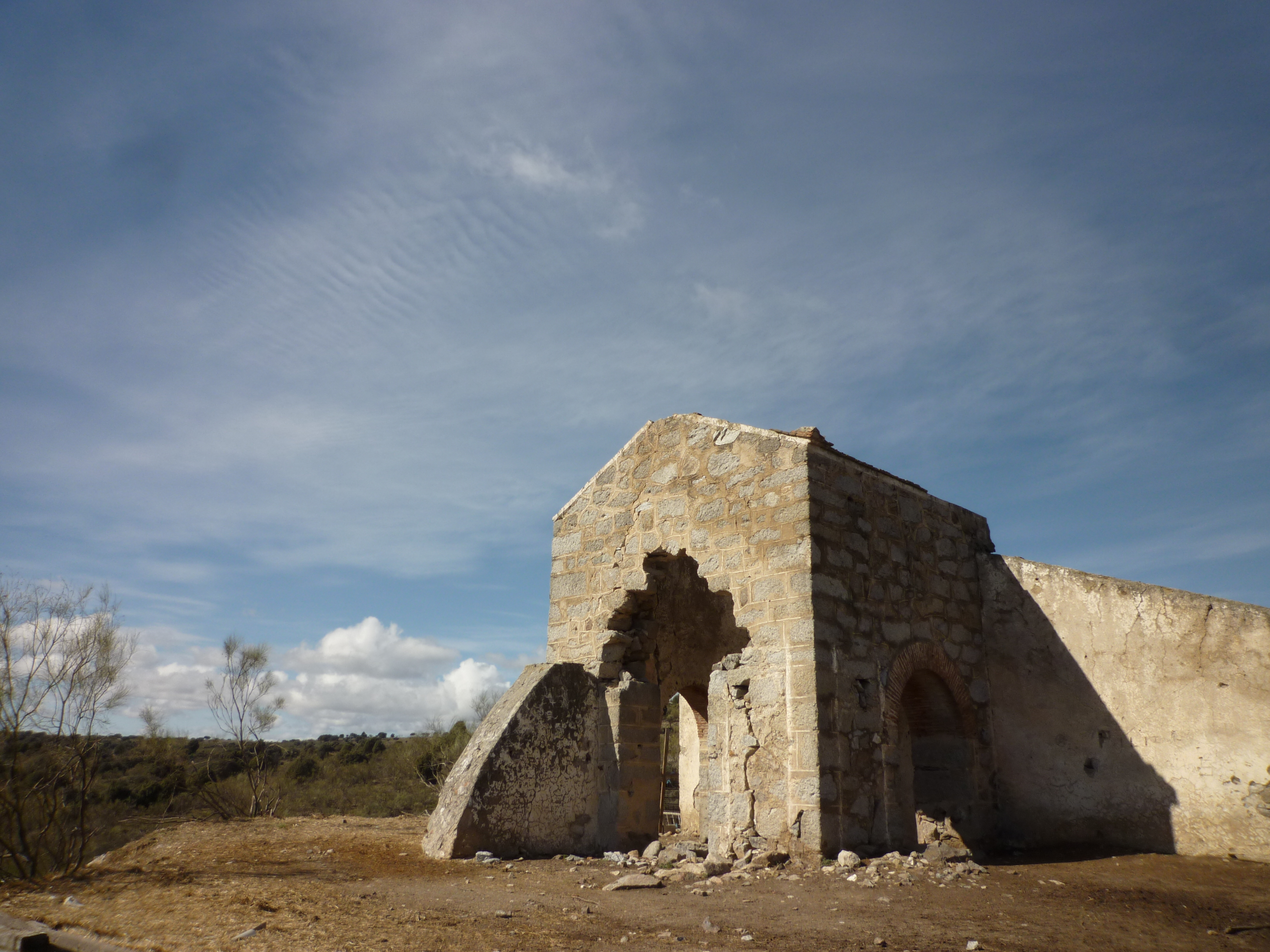
Pozo abandonado de una mina de cobre en Colmenarejo

En lo que respecta a la minería, esta resulta irrelevante en relación con el total de su economía. Existen más de un centenar de minas, entre las que figuran las de sepiolita de Vicálvaro (Madrid) y Parla, y las de sulfato sódico de Colmenar de Oreja. La comunidad posee yacimientos de sepiolita que atesoran el 80 % de las reservas mundiales, y la producción minera de la región representa el 4 % de la nacional. El área minera más activa es la de Colmenar de Oreja, con seis minas activas. En el término municipal de Colmenarejo existieron minas de cobre, abandonadas en la actualidad.
Por último, la Comunidad de Madrid presenta un fuerte déficit energético. Las centrales hidroeléctricas que se encuentran al pie de los embalses son insuficientes, razón por la cual la región importa electricidad de Castilla y León, Castilla-La Mancha y Extremadura, entre otras comunidades. La región consume el 11,4 % del total de la energía nacional y solo produce el 0,49 % (datos correspondientes a 2006). En términos absolutos, la demanda madrileña de energía en el citado año se cifra en 30 598 GW, mientras que la producción regional apenas llega a 1330 GW.

### Industria y construcción

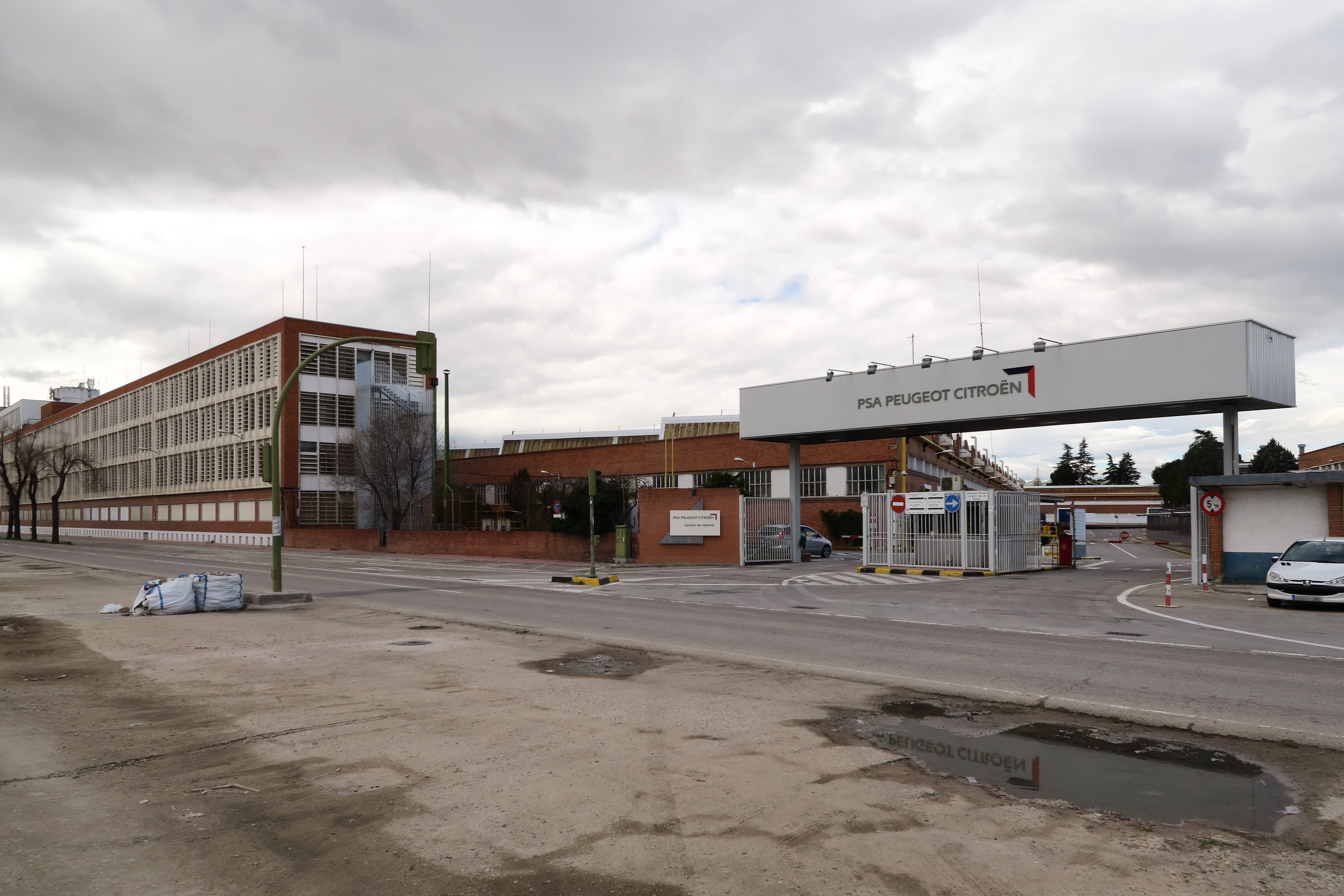
Stellantis Villaverde

La Comunidad de Madrid es la segunda región industrial del país. Este sector, que ocupa el 28 % de la población activa madrileña, muestra síntomas de recuperación tras varios años en retroceso, como prueba el crecimiento experimentado en 2006 —un 3,3 % (INE)—. La industria supone el 13 % de la economía madrileña.
Los principales subsectores industriales de la región son los siguientes:
- Metalurgia, en Pinto y Alcalá de Henares
- Siderurgia, en Villaverde (Madrid)
- Industrias químicas, en Colmenar Viejo y Alcobendas
- Equipo de transporte, en Villaverde (Madrid), Barajas (Madrid), Getafe, Torrejón de Ardoz y Fuenlabrada
- Especialización urbana: eléctrica (Coslada y Móstoles), construcción de aviones (Getafe), mecánica de precisión (Madrid) y nuevas tecnologías

La construcción representa el 11 % de la economía madrileña. Se trata del sector más dinámico y pujante en los últimos años. Es, de hecho, el que más crece en 2006, con un 5,3 %, impulsado tanto por la edificación residencial como por las infraestructuras civiles. Debe tenerse en cuenta que, en ese año, se acometieron en la región proyectos de gran envergadura, como el soterramiento de la autovía M-30, la fase final de las obras de la Terminal 4 del aeropuerto de Madrid-Barajas o la ampliación del red de Metro.

### Servicios

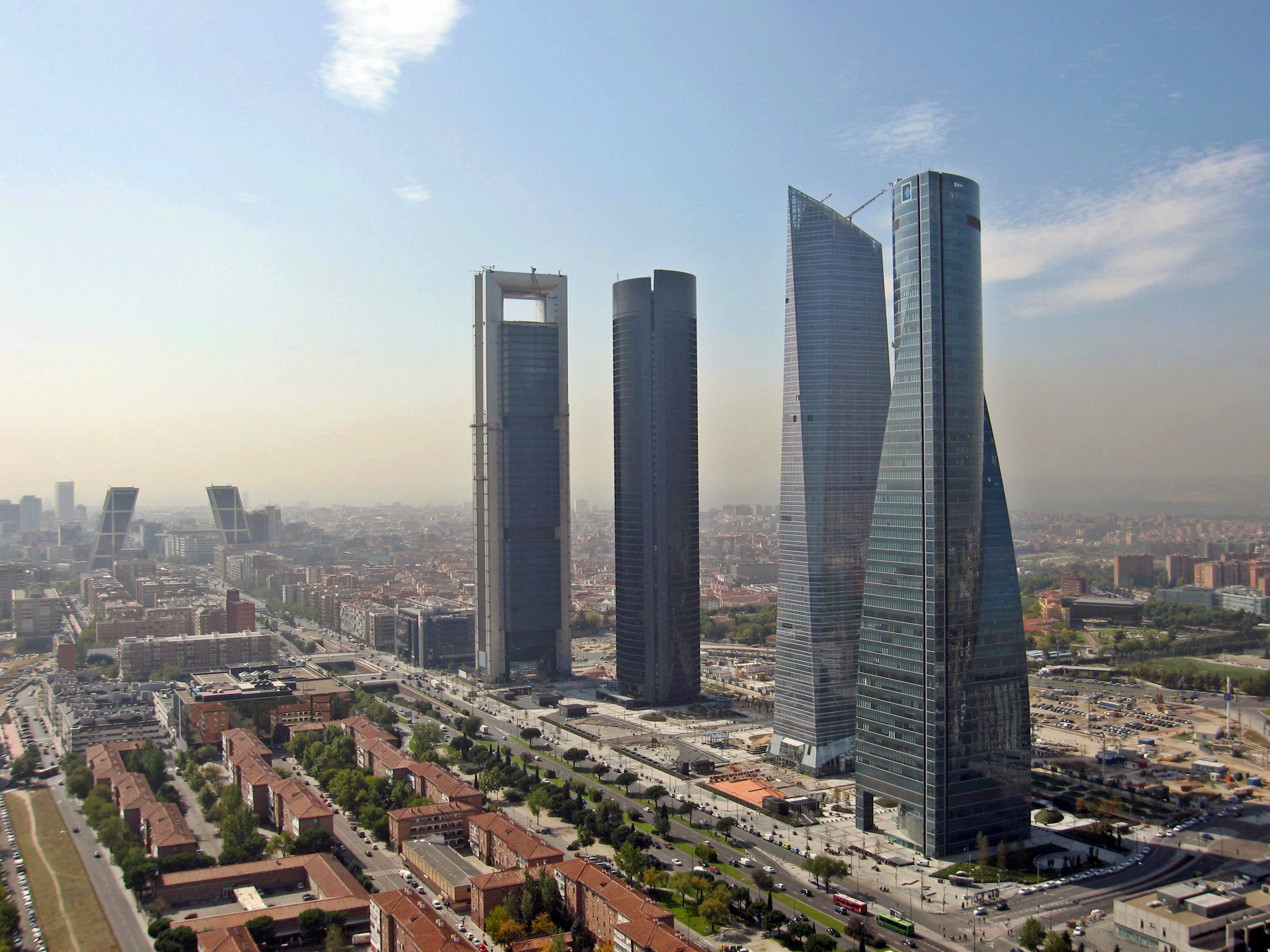
Zona financiera de CTBA, ubicada en el norte de Madrid

El sector terciario es, sin duda, el más relevante de la economía madrileña, en la que representa casi un 77 % (porcentaje sobre el PIB, año 2006). Su crecimiento en 2006 es del 3,5 %, según el INE. Su importancia viene dada por la radicación en la región de la mayor parte de las grandes empresas del país, tanto nacionales como extranjeras, que, además de su peso específico, generan alrededor de sí un tejido de servicios.
La provincia concentra el mayor volumen de compañías de nuevas tecnologías, como Indra, Everis, Ericsson, Lucent Technologies, Telefónica, Microsoft e IBM. Esta última decidió en 2005 establecer en la capital su nueva sede para Europa, África y Oriente Medio.
El turismo se ha perfilado como una de las actividades económicas más pujantes de la región. En enero de 2007, la ciudad de Madrid tuvo 511 892 viajeros alojados en sus establecimientos hoteleros, lo que le confirma como el punto turístico con mayor número de viajeros y pernoctaciones de España. Más concretamente, hay que destacar la importancia alcanzada por el turismo de negocios. En este subsector, la Feria de Madrid, IFEMA, juega un papel transcendental. Esta institución es artífice de las ferias y exposiciones de mayor peso del país, algunas de las cuales se encuentran entre las primeras del continente europeo, caso de SIMO o Fitur. Las instalaciones de IFEMA, en el Campo de las Naciones, cerca del parque Juan Carlos I, son el lugar más visitado de toda la comunidad, por encima de monumentos como el Museo del Prado o el Monasterio de San Lorenzo de El Escorial. Tuvo 3,8 millones de visitantes en 2006.
La Comunidad de Madrid se convirtió en 2012 en la primera región española en otorgar libertad total a los comerciantes para abrir en domingos y festivos.

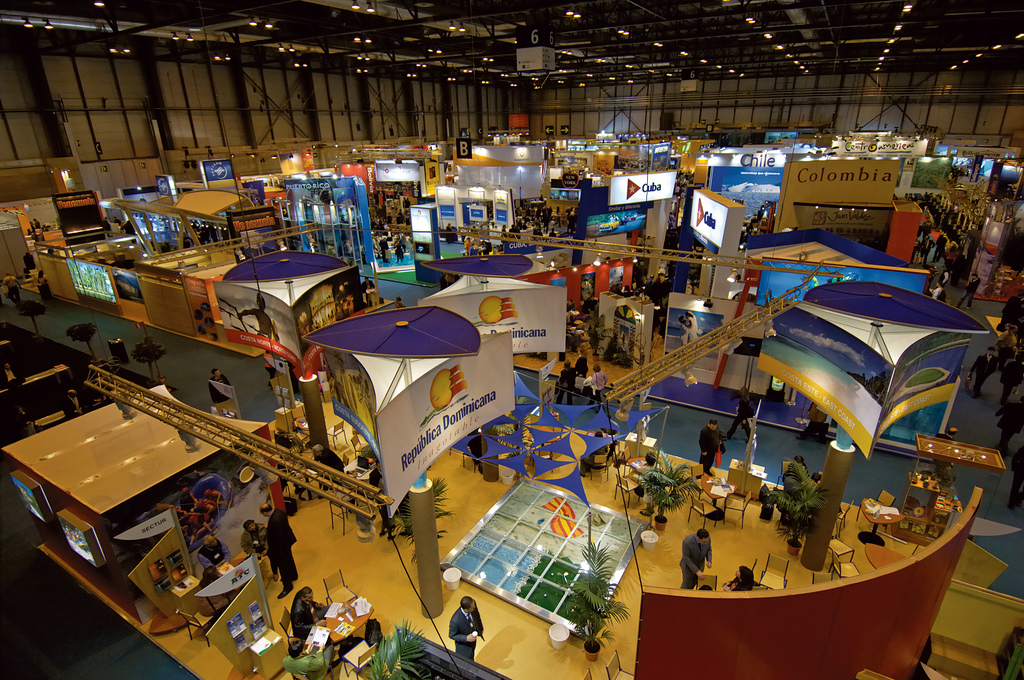
Fitur en IFEMA

En otro orden, la inauguración de las nuevas terminales T4 y T4S del Aeropuerto Internacional de Barajas, de diseño vanguardista y con una elevada capacidad de operaciones, consolida sus instalaciones como uno de los más importantes del mundo y como la puerta a Europa desde Iberoamérica. En la actualidad, es el quinto aeropuerto de Europa en volumen de viajeros.
Los lugares más visitados en 2013 en la Comunidad de Madrid fueron, por número de visitantes (nacionales y extranjeros): el Museo Reina Sofía (3,2 millones), el Museo del Prado (2,3 millones), el Parque Warner (1,2 millones), el Palacio Real de Madrid (1 millón), el Museo Thyssen-Bornemisza (944 346) y el tour del estadio Santiago Bernabéu (820 000).

## Infraestructuras y servicios

### Sanidad

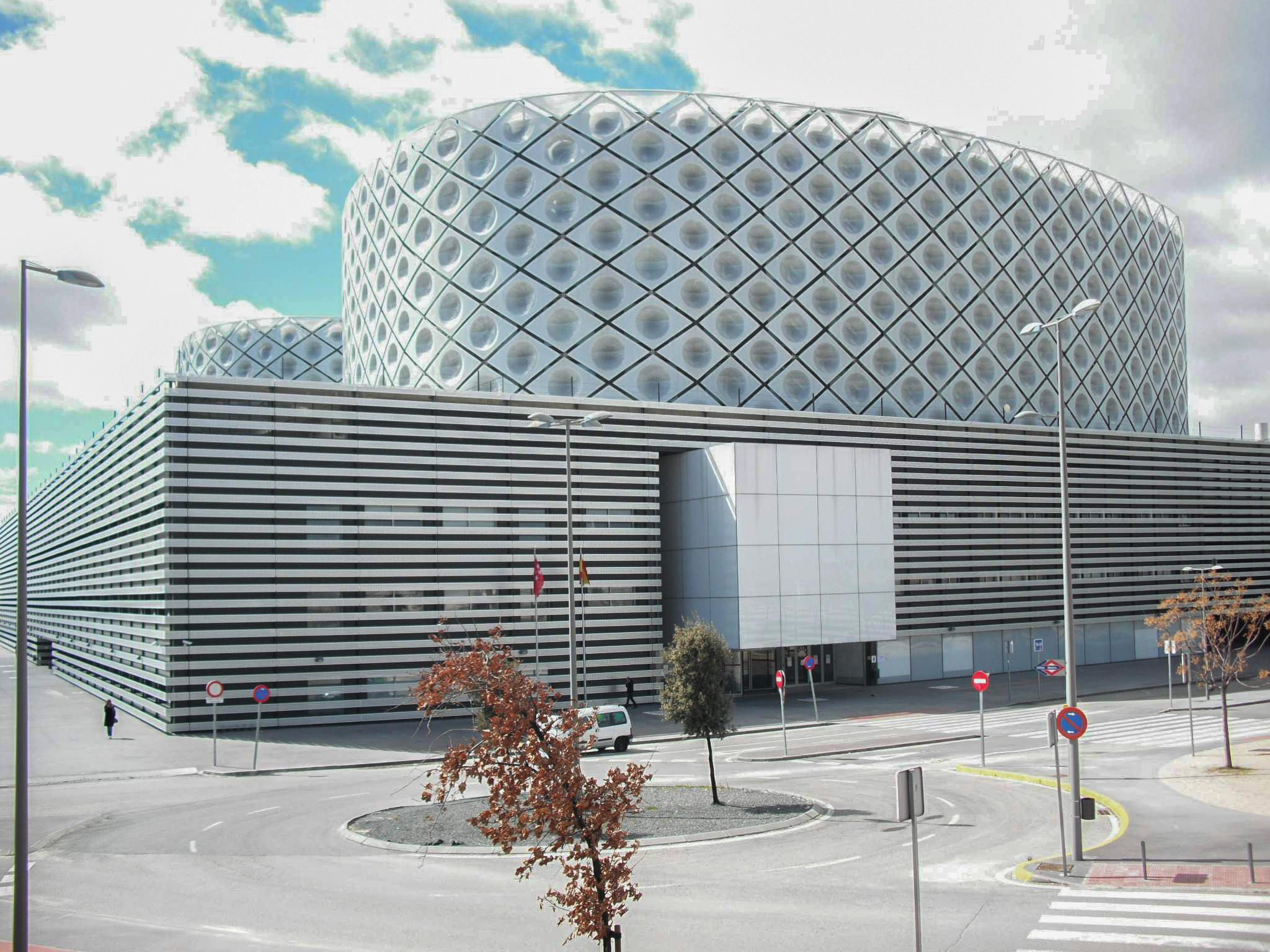
Hospital Universitario Rey Juan Carlos, en Móstoles

La Comunidad de Madrid dispone de una red de hospitales públicos (algunos de ellos de gestión privada) repartidos por la capital y otros municipios de la región, aparte de los centros privados, que también se encuentran distribuidos por diferentes localidades.
Se zonifican en 7 grandes áreas, llamadas direcciones asistenciales. Estas se articulan alrededor de otros tantos hospitales de cabecera, en las que se integran un total de 35 grandes centros hospitalarios.

### Seguridad
No dispone de una Policía Autonómica propia, pero subvenciona a policías locales de varios ayuntamientos, para que se encarguen de competencias en materia de seguridad, lo que se conoce bajo el nombre de BESCAM (Brigadas Especiales de Seguridad de la Comunidad Autónoma de Madrid).

### Educación

#### Infantil, primaria y secundaria

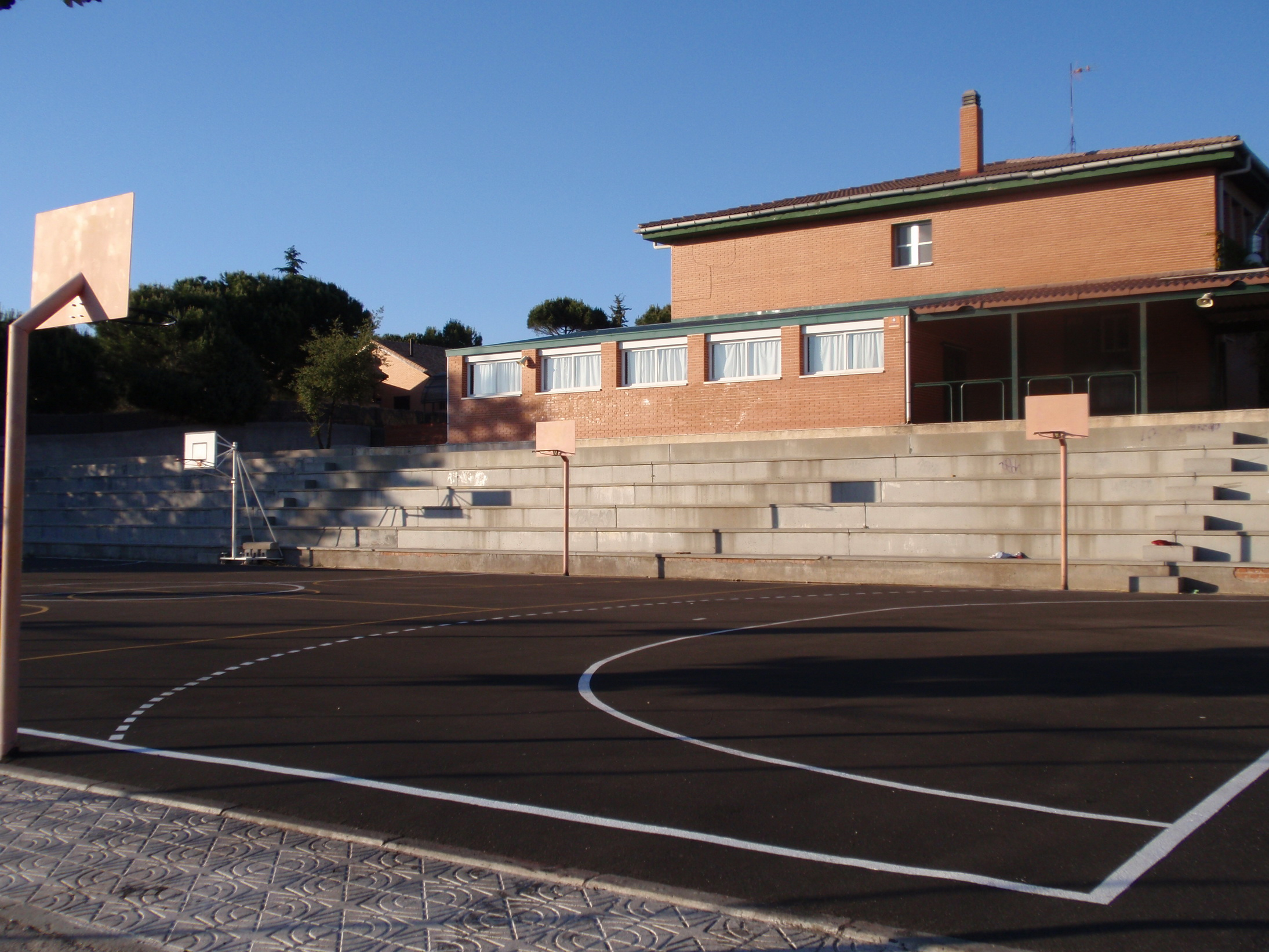
Colegio público en Torrelodones

En los 21 distritos de la ciudad de Madrid hay 520 guarderías (98 públicas y 422 privadas), 235 colegios públicos de educación infantil y primaria, 106 institutos de educación secundaria, 309 colegios privados (con y sin concierto) y 24 centros extranjeros. En los 43 municipios de la zona este de la Comunidad de Madrid hay 180 guarderías (78 públicas y 102 privadas), 138 colegios públicos de educación infantil y primaria, 51 institutos de educación secundaria y 28 colegios privados (con y sin concierto). En los 40 municipios de la zona norte de la Comunidad de Madrid hay 180 guarderías (78 públicas y 102 privadas), 78 colegios públicos de educación infantil y primaria, 23 institutos de educación secundaria, 23 colegios privados (con y sin concierto) y 8 centros extranjeros. En los 29 municipios de la zona oeste de la Comunidad de Madrid hay 177 guarderías (42 públicas y 135 privadas), 78 colegios públicos de educación infantil y primaria, 32 institutos de educación secundaria, 53 colegios privados (con y sin concierto) y 11 centros extranjeros. En los 39 municipios de la zona sur de la Comunidad de Madrid hay 258 guarderías (121 públicas y 137 privadas), 234 colegios públicos de educación infantil y primaria, 103 institutos de educación secundaria y 77 colegios privados (con y sin concierto).

#### Universidades
En la Comunidad de Madrid hay un total de veinte universidades, seis de ellas son públicas, una es católica y el resto son privadas. La primera universidad en el territorio fue la Universidad Complutense, fundada en 1499 en Alcalá de Henares y desaparecida como tal en la actualidad. Hoy en día existen, entre las públicas, la Universidad Complutense de Madrid (heredera de las anteriores Universidad Central y Universidad de Madrid), la Universidad Politécnica de Madrid, la Universidad Autónoma de Madrid, la Universidad de Alcalá, la Universidad Rey Juan Carlos y la Universidad Carlos III de Madrid.

### Transporte

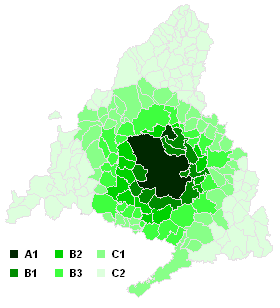
Mapa de las áreas del Consorcio Regional de Transportes de Madrid. A partir de ellas se aplican las tarifas de los distintos transportes públicos

La Comunidad de Madrid es el centro de la red de comunicaciones españolas, dada la estructura radial de las carreteras del Estado, que tiene su origen en el siglo XVIII. Aunque, en los últimos tiempos, la articulación radial de las carreteras españolas se ha ido desdibujando mediante la apertura de ejes transversales, Madrid sigue siendo paso obligado en las comunicaciones interprovinciales por carretera.
Extremo que se subraya aún más en el transporte por tren, que todavía mantiene la configuración radial diseñada en el siglo XIX, y en los desplazamientos por avión, con el aeropuerto de Madrid-Barajas como punto de referencia de todos los aeropuertos españoles para las conexiones internacionales.
A esto se añaden los desplazamientos internos de los propios madrileños, que también tienen su epicentro en la ciudad de Madrid, como punto de destino y salida preferente. Estos resultan especialmente intensos en el área metropolitana.
Todo ello da lugar a una estructura de comunicaciones de gran complejidad, en cuya articulación resultan igualmente decisivas las actuaciones del Ministerio de Fomento (que gestiona las carreteras radiales y de circunvalación —excepto la M-30 y la M-45—, el transporte por tren y el aeropuerto de Madrid-Barajas), de la Comunidad de Madrid (responsable de las carreteras regionales, del Metro y de los autobuses interurbanos) y de los distintos municipios metropolitanos, con especial mención al Ayuntamiento de Madrid (del que dependen la M-30 y el servicio de autobuses urbanos de la capital).
A partir de la creación del Consorcio Regional de Transportes de Madrid en 1985, las citadas administraciones se coordinan en el establecimiento de servicios y tarifas en los medios de transporte público de toda la región. Entre sus iniciativas más destacadas, figura la creación del Abono Transportes y de los billetes combinados.

#### Carreteras

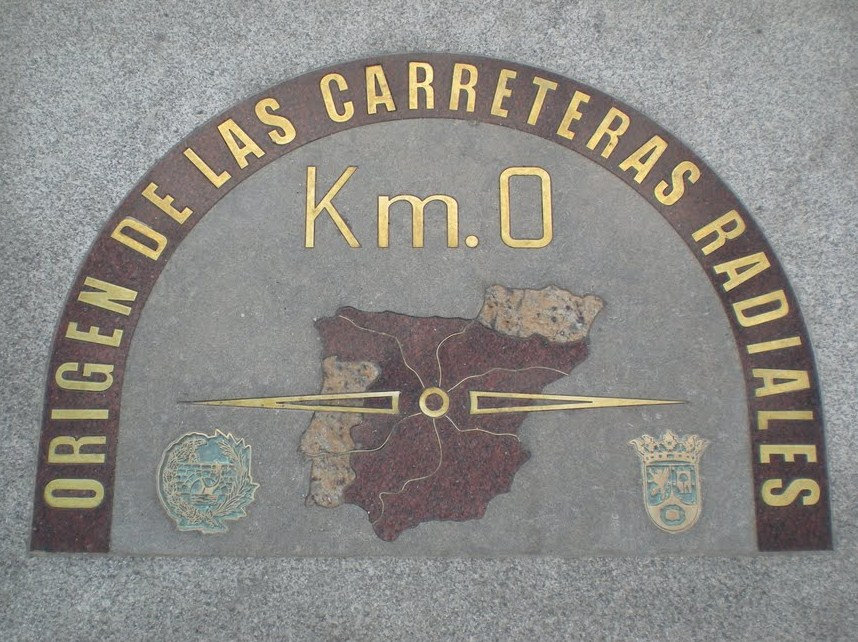
Kilómetro Cero de la Puerta del Sol

La Comunidad de Madrid cuenta con una amplia red de autovías y autopistas. Todas son de uso gratuito, excepción hecha de las radiales R-2, R-3, R-4 y R-5, la AP-6 y la M-12, que son de peaje.
Autovías

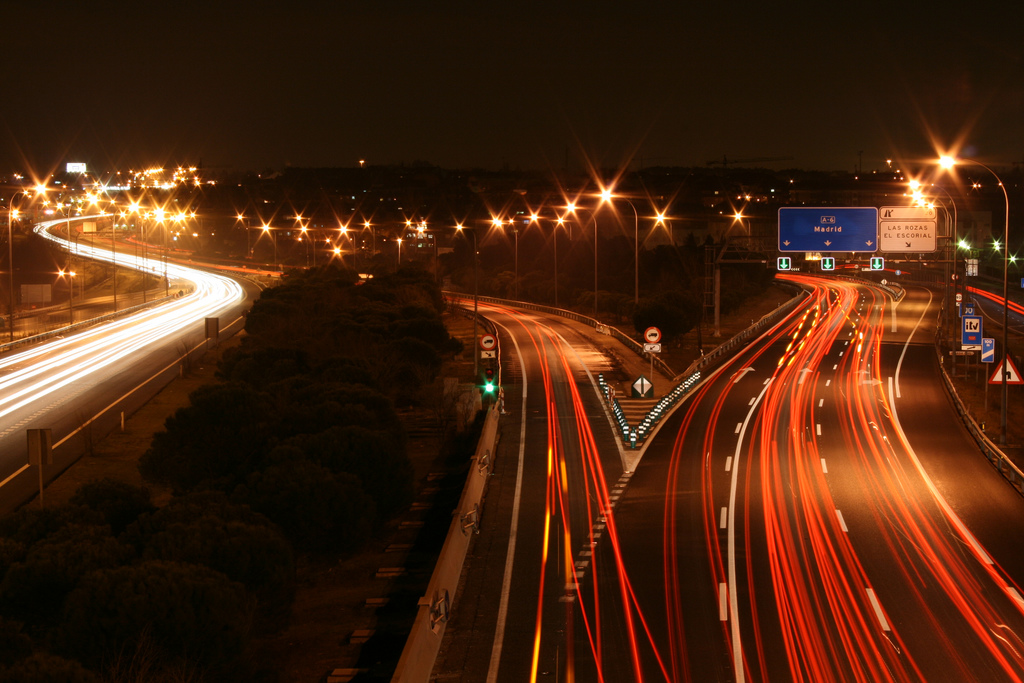
Autovías radiales. Vista de la A-6

De Madrid parten las autovías A-1, A-2, A-3, A-4, A-5 y A-6, A-42, cuyos puntos kilométricos empiezan a contabilizarse desde el llamado Kilómetro Cero, situado en la Puerta del Sol. En torno a estas carreteras se han formado grandes núcleos urbanos, así como áreas industriales y empresariales.
- La A-1 o autovía del Norte comunica la capital con Burgos e Irún en el País Vasco.
- La A-2 o autovía del Nordeste enlaza Madrid con Zaragoza y Barcelona.
- La A-3 o autovía del Este va desde Madrid a Valencia.
- La A-4 o autovía del Sur se dirige hasta Córdoba, Sevilla y Cádiz. Esta vía pasa a llamarse AP-4 en el tramo de Sevilla a Jerez de la Frontera (Cádiz). Se ha eliminado el peaje en Jerez de la Frontera. Su alternativa es la N-IV, que es más larga.
- La A-5 o autovía del Suroeste termina en Badajoz, en la frontera portuguesa.
- La A-6 o autovía del Noroeste finaliza en La Coruña. Esta vía pasa a llamarse AP-6 entre Villalba (Madrid) y Adanero (Ávila), un tramo de peaje que atraviesa la sierra a través del túnel de Guadarrama (su alternativa es la N-VI, que pasa por el puerto de los Leones). A partir de la localidad abulense, recupera el nombre de A-6 y vuelve a ser gratuita.

Autopistas radiales
Debido a los significativos problemas de tráfico de las vías anteriormente descritas, el Ministerio de Fomento inauguró en 2004 cuatro autopistas de peaje (R-2, R-3, R-4 y R-5), que parten de la autovía de circunvalación M-40. Sus longitudes van desde los 28,3 km de la R-5 a los 61 de la R-2 y su función es servir de alternativa a las autovías radiales de las que toman el cardinal indicativo.
- R-2, de Madrid a Guadalajara
- R-3, de Madrid a Arganda del Rey
- R-4, de Madrid a Ocaña
- R-5, de Madrid a Navalcarnero

Autovías de circunvalación

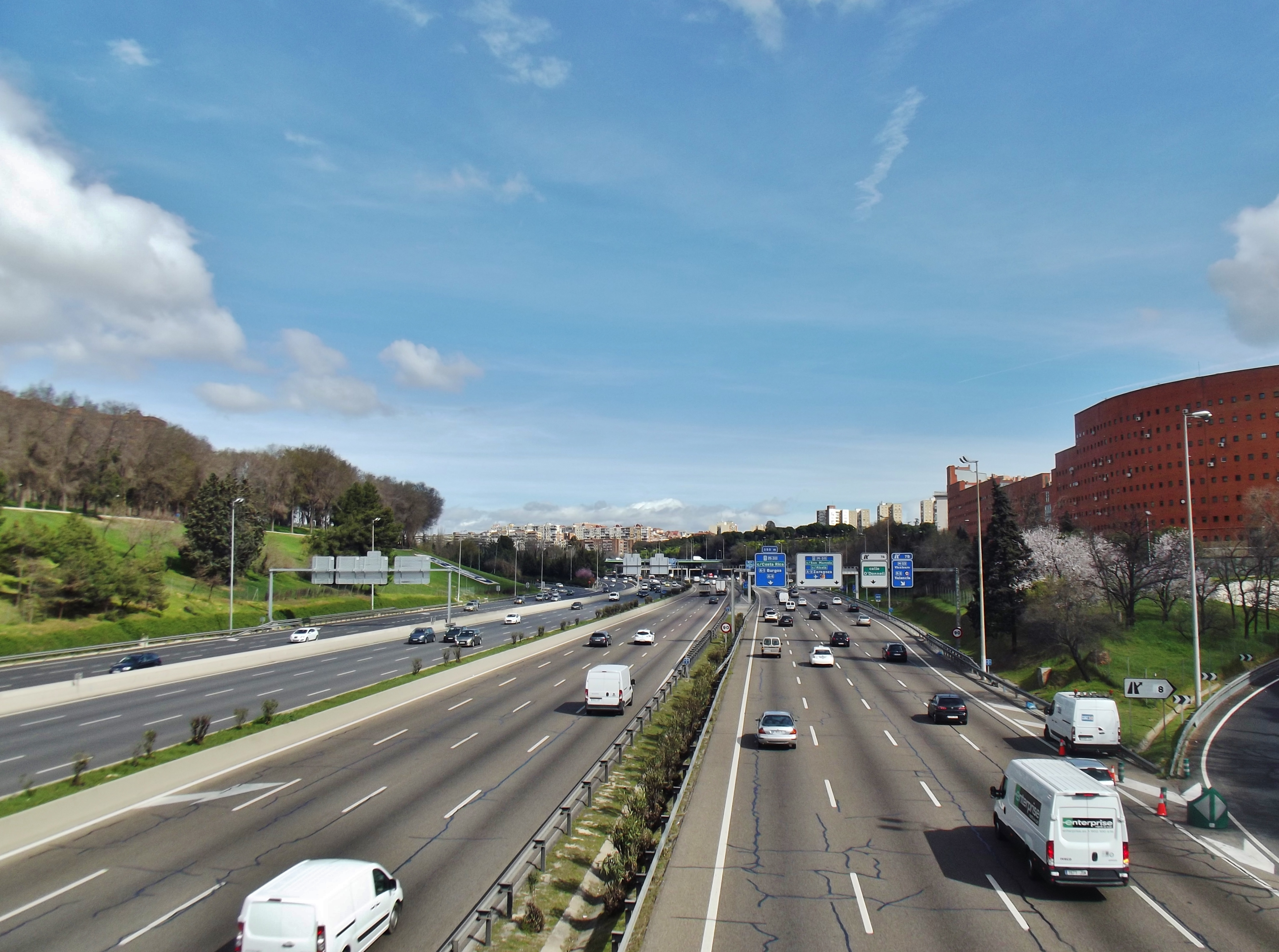
Vista de la M-30

Existen además autovías gratuitas de circunvalación, que comunican las diferentes autovías y autopistas radiales, entre otras carreteras. La M-30 depende del Ayuntamiento de Madrid, mientras que la M-40 y la M-50 son de titularidad estatal. Por su parte, la M-45 es autonómica. Junto a ellas, la M-21 y la M-31 enlazan, a modo de ejes troncales, las distintas vías de circunvalación.
Otras autovías y autopistas
En este apartado destacan la A-42 (Madrid-Toledo), la M-607 (Madrid-Colmenar Viejo), la M-500 (carretera de Castilla) y la M-501 (conocida popularmente como la carretera de los pantanos), así como las autopistas de peaje y autovías gratuitas que acceden al Aeropuerto de Madrid-Barajas (la M-11, la M-12 y la M-13).
Puertos de montaña
Los puertos más importantes de la Comunidad de Madrid, por cuanto forman parte de la red principal de carreteras, son el de Navacerrada, a 1858 m de altitud, el de Guadarrama o del León, a 1511 m, y el de Somosierra, a 1434 m. En la red secundaria se encuentran el de Canencia, el de la Morcuera, el de la Cruz Verde, el de Cotos, el de Fuenfría, el de la Puebla, el de Galapagar y el de San Juan. Todos ellos están situados en la sierra de Guadarrama (incluida su zona más oriental, Somosierra), excepto el de San Juan, en las primeras estribaciones de la sierra de Gredos.

#### Metro

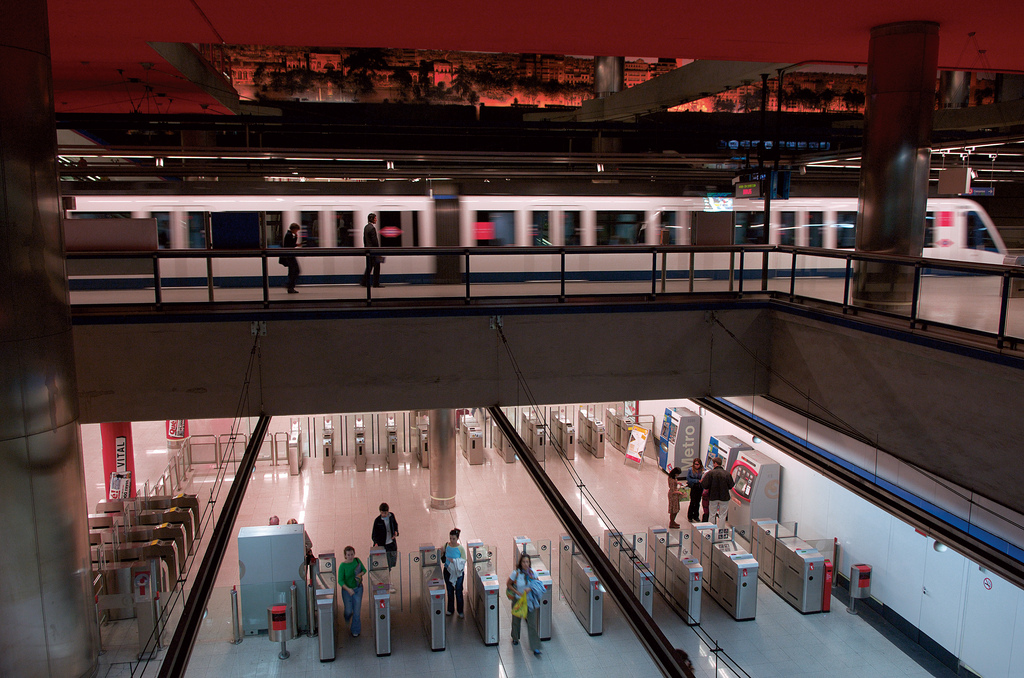
Metro de Madrid: estación de Nuevos Ministerios

El Metro de Madrid es uno de los más antiguos de Europa. Fue inaugurado en 1919 por el rey Alfonso XIII. Su red, una de las más extensas y modernas del mundo, no solo da servicio a la ciudad de Madrid, sino también a otros municipios de la región. Cuenta con un total de 317 estaciones y 317 km de vías distribuidas en doce líneas, más un ramal, y tres líneas de metro ligero.

#### Tren
La Comunidad de Madrid es uno de los sectores de la red ferroviaria española por la que más trenes circulan. La región disfruta de ferrocarril desde 1851, cuando la reina Isabel II inauguró la línea Madrid-Aranjuez. Se trata del segundo tramo ferroviario más antiguo de la España peninsular, después del de Barcelona-Mataró.
Alta velocidad

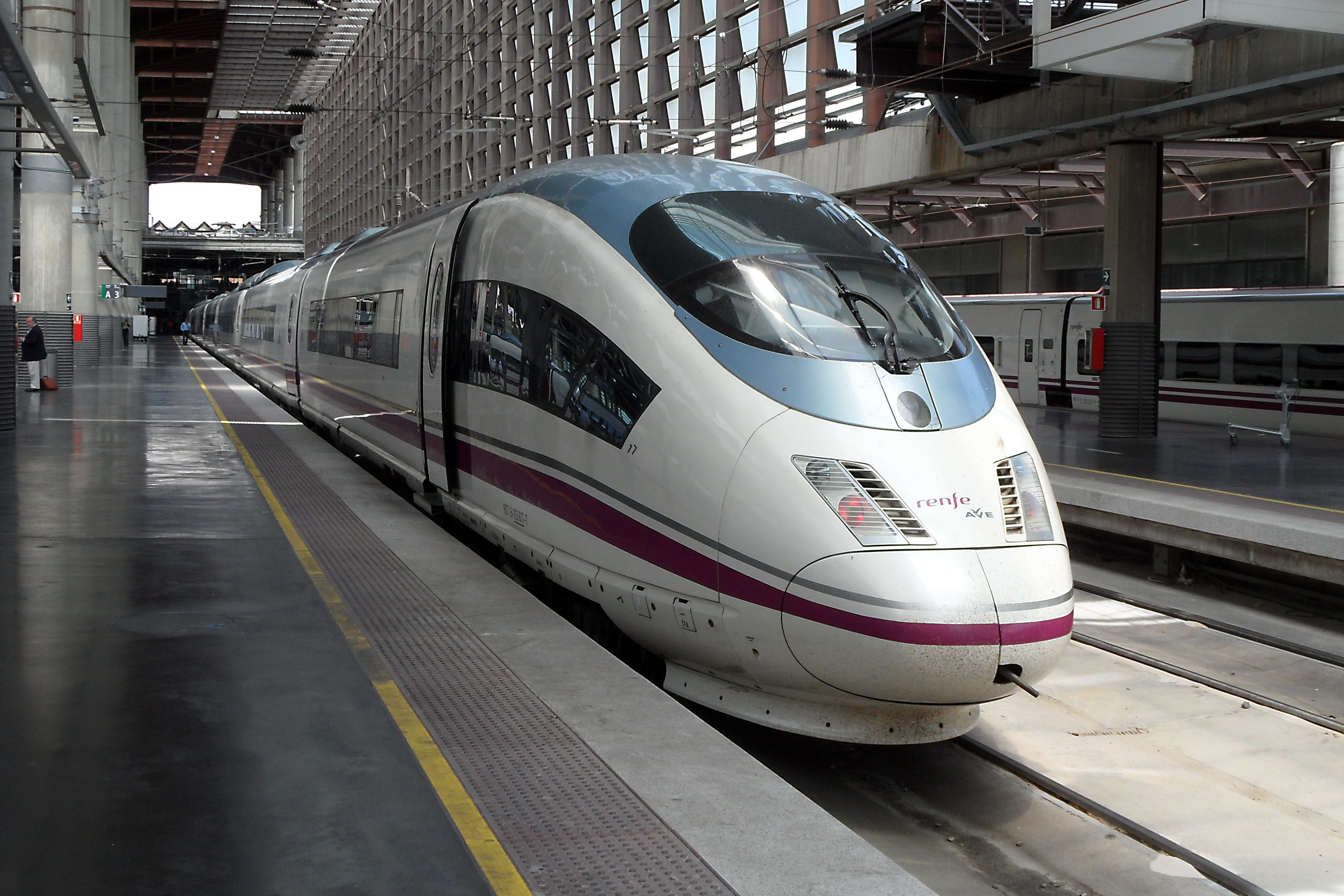
AVE en la estación de Atocha

Desde la ciudad de Madrid parten todos los ejes de red de alta velocidad (AVE) que se encuentran actualmente en funcionamiento en España: el de Madrid-Ciudad Real-Puertollano-Córdoba-Sevilla, el de Madrid-Ciudad Real-Puertollano-Córdoba-Puente Genil-Antequera-Málaga, el de Madrid-Guadalajara-Calatayud-Zaragoza-Lérida-Tarragona-Barcelona, el de Madrid-Guadalajara-Calatayud-Zaragoza-Huesca, el de Madrid-Toledo, el de Madrid-Segovia-Valladolid-Palencia-León, el de Madrid-Segovia-Valladolid-Palencia-León-Pola de Lena-Gijón, el de Madrid-Cuenca-Requena-Valencia, el de Madrid-Albacete-Villena-Alicante y el de Madrid-Elche-Orihuela-Murcia.
Cercanías
La red de Cercanías de la Comunidad de Madrid es la de mayor tráfico de viajeros de toda España. Está integrada por diez líneas, que comunican radialmente la capital y las zonas más pobladas de la región. Todas las líneas tienen correspondencia en la estación de Atocha Cercanías, excepto la C-9, que discurre por las laderas de la sierra de Guadarrama, atravesando los puertos de montaña de Navacerrada y Cotos. Esta línea, que salva una pendiente media del 60 %, una de las más acusadas de Europa en materia ferroviaria, fue inaugurada en 1923 por el rey Alfonso XIII.
Media Distancia
Las líneas de Media Distancia en Madrid componen la red de trenes regionales Media Distancia de la Red Nacional de los Ferrocarriles Españoles que circulan en la Comunidad de Madrid. Los servicios llegan hasta Extremadura, Andalucía, Castilla-La Mancha, Castilla y León, Aragón, País Vasco y Comunidad Valenciana.
Largo recorrido
En la ciudad de Madrid confluye la red radial de vías férreas de España, que data del siglo XIX. Las estaciones de Chamartín y Puerta de Atocha distribuyen el tráfico ferroviario de los tres tramos básicos: Madrid-Venta de Baños (Palencia), Madrid-Alcázar de San Juan (Ciudad Real) (que se extiende a Sevilla y a Cádiz) y Madrid-Zaragoza-Barcelona.
A estos tres tramos se les suma una red complementaria, cuyas cabeceras principales son Aranjuez, con una bifurcación hacia Valencia; Collado Villalba, hacia Segovia y Burgos; y la propia capital, con un tramo hacia Soria y Logroño, otro hacia Toledo y Puertollano (Ciudad Real) y otro hacia Talavera de la Reina (Toledo) y Cáceres.

#### Aeropuertos

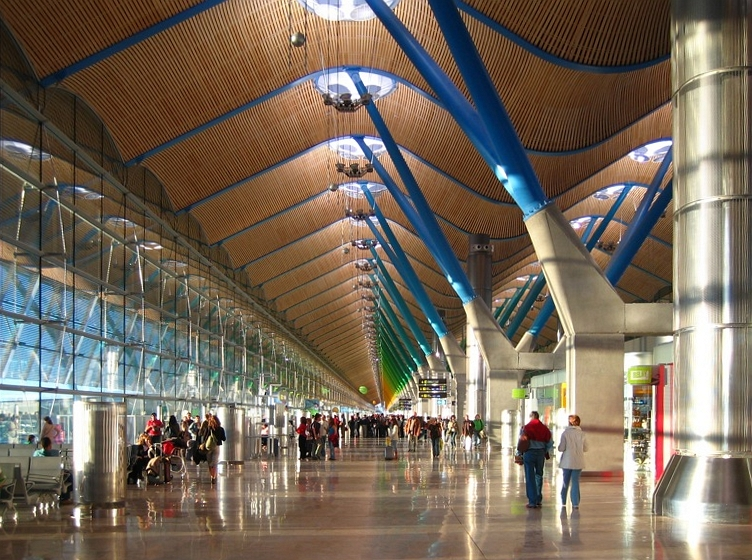
Aeropuerto de Madrid-Barajas (T4)

El aeropuerto de Madrid-Barajas empezó a funcionar en 1928 y se trata del aeropuerto más importante de España y el cuarto de Europa en tránsito de pasajeros (52,2 millones de pasajeros en 2007). Cuenta con el mayor número de vuelos directos a Latinoamérica de todo el continente. Está integrado por cuatro terminales (T1, T2, T3 y T4 —esta última inaugurada en 2006—), a las que hay que añadir la T4-S, satélite de la T4. Es el mayor aeropuerto del mundo por superficie de terminales, con casi un millón de m².
De menor importancia son la base aérea de Torrejón de Ardoz, la base aérea de Getafe y el aeropuerto de Madrid-Cuatro Vientos, inaugurado en 1911 y la instalación aeroportuaria más antigua de España. Existe también una serie de pequeños aeródromos privados de menor tamaño.

#### Urbanismo y ordenación del territorio
Con la creación de las comunidades autónomas en 1983 la Comunidad de Madrid asumió las competencias que hasta entonces asumía el Ministerio de Obras Públicas y Urbanismo a través del organismo de Comisión de Planeamiento y Coordinación del Área Metropolitana de Madrid (COPLACO), pasando a gestionar la ordenación urbanística y el planeamiento de la comunidad autónoma.

## Cultura

### Patrimonio

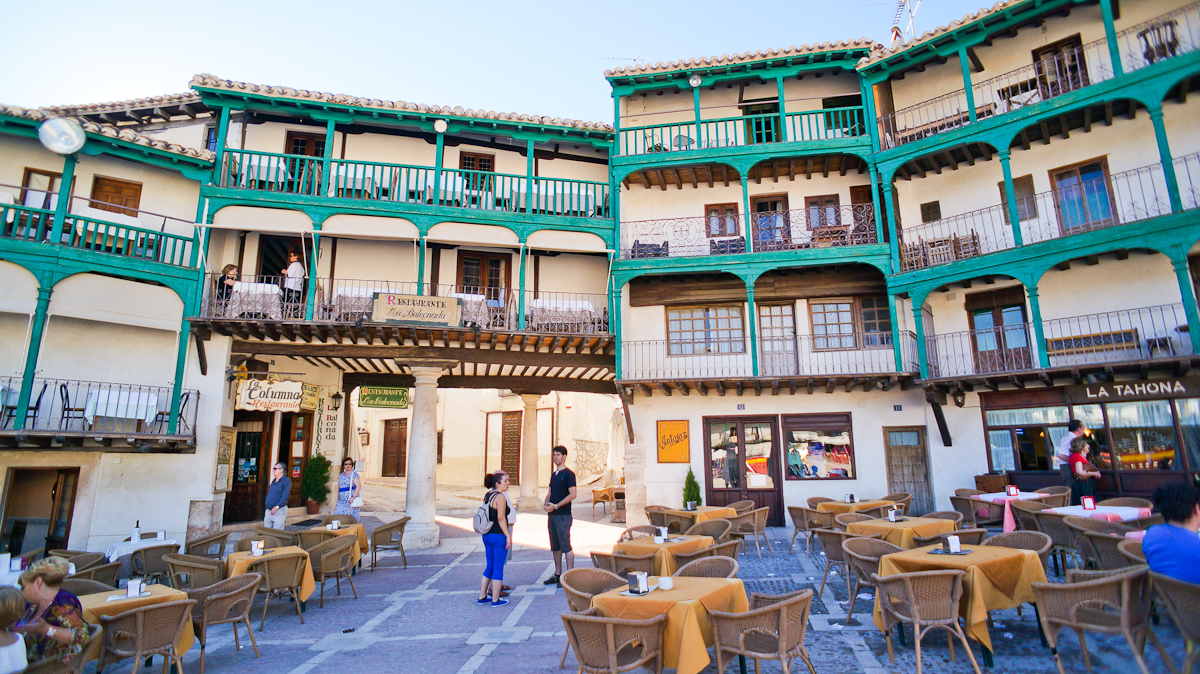
Chinchón

El sector del turismo se ha convertido en una de las actividades más pujantes de la economía madrileña. La comunidad recibió la visita de 8 651 891 turistas en 2006, un 9,41 % más que el año anterior. Con esta cifra, la más alta en la historia del turismo madrileño, la región superó en número de visitantes a países como Brasil, Croacia, Suiza o Egipto.
La Comunidad de Madrid añade a su relevante patrimonio histórico-artístico una variada oferta cultural, museística y de ocio. Esta base turística se completa con diferentes infraestructuras dirigidas a captar el llamado turismo de negocios, uno de los subsectores que han experimentado un mayor crecimiento en número de visitantes.
La región cuenta con cuatro bienes declarados Patrimonios de la Humanidad: el Monasterio y Real Sitio de San Lorenzo de El Escorial, el Paisaje Cultural de Aranjuez, la Universidad y recinto histórico de Alcalá de Henares y el paseo del Prado y el Buen Retiro, paisaje de las artes y las ciencias.

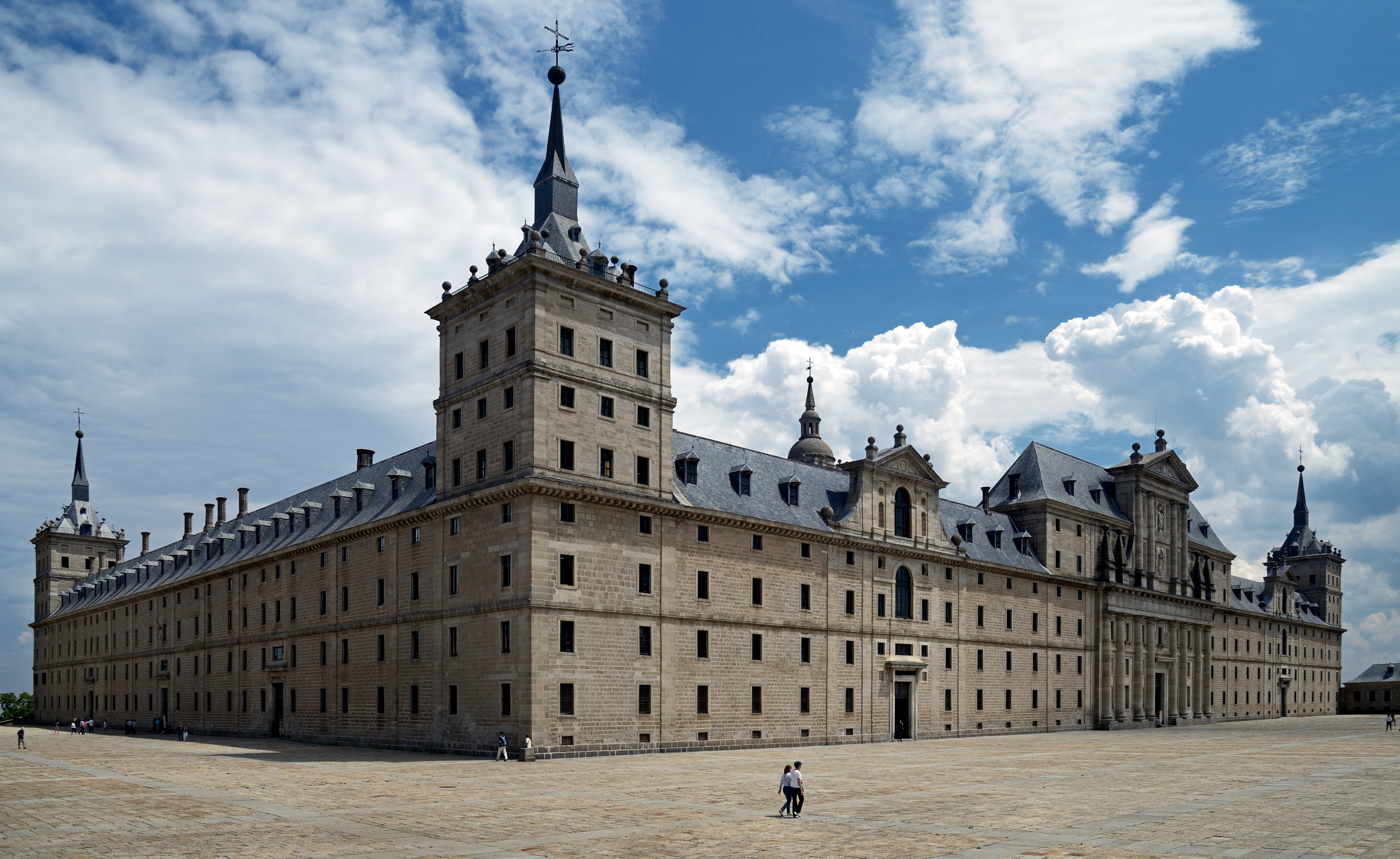
Monasterio y sitio de El Escorial
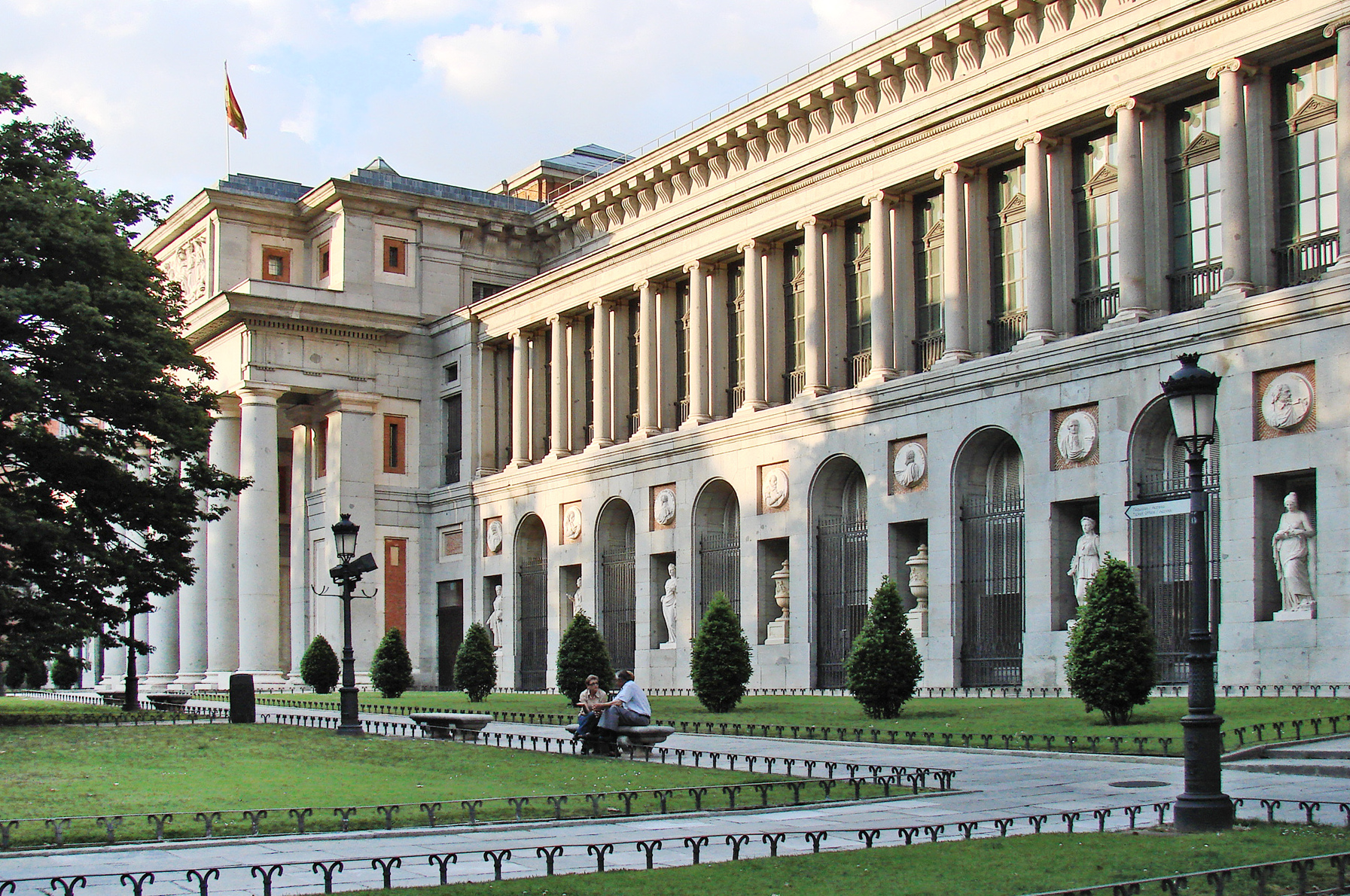
Paseo del Prado y el Buen Retiro
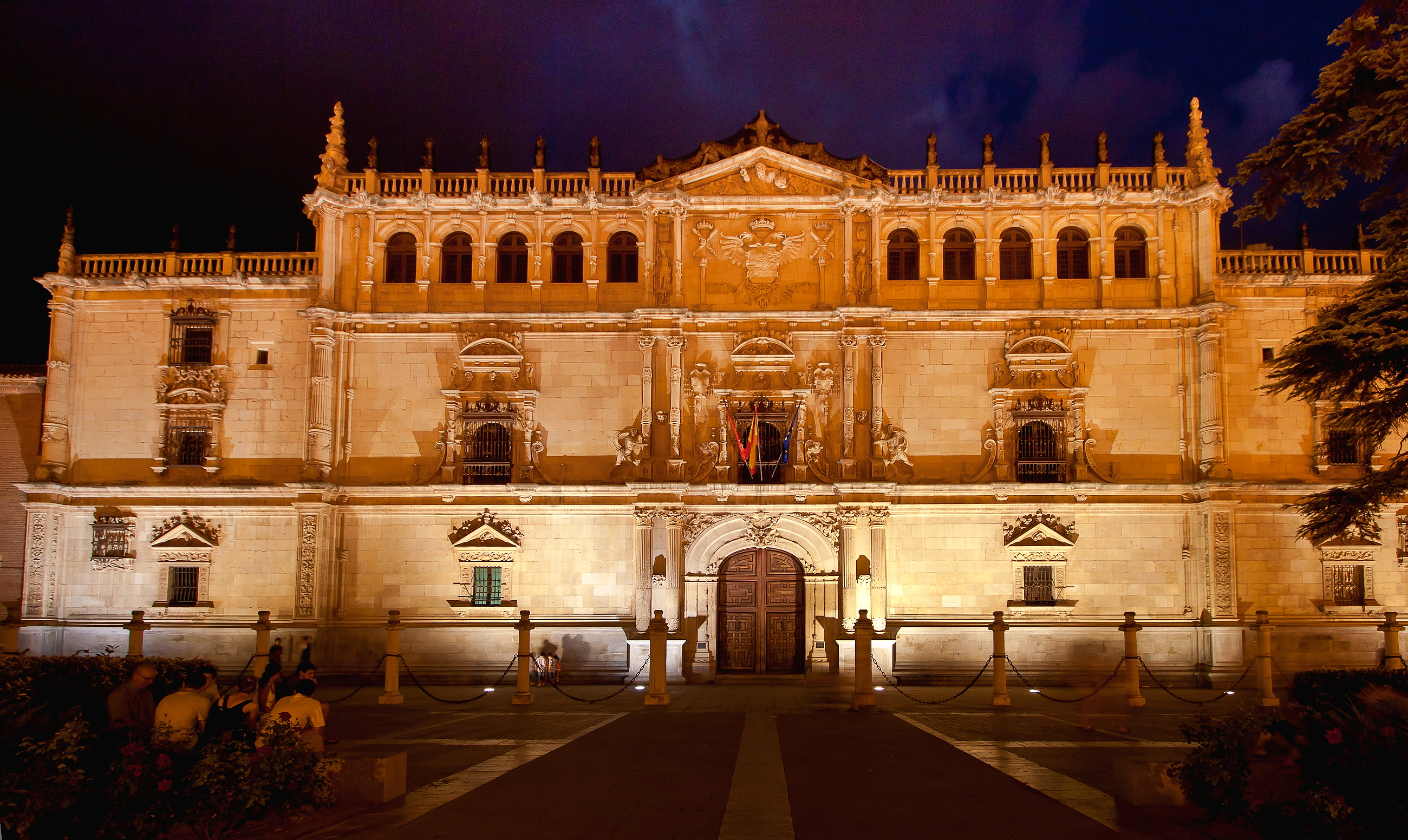
Universidad y recinto histórico de Alcalá de Henares
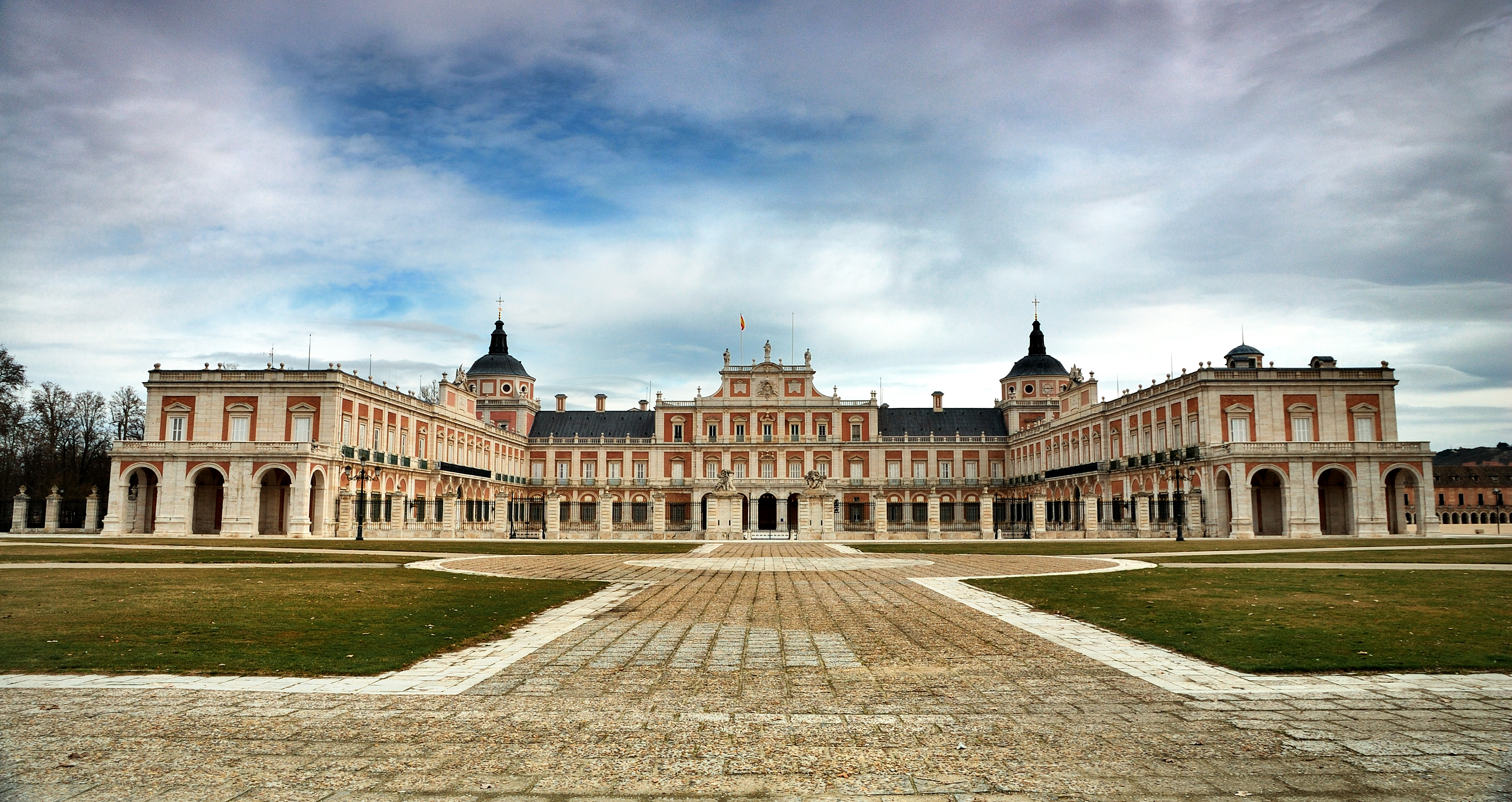
Paisaje cultural de Aranjuez

### Pintura
Algunas de las pinacotecas más famosas del mundo se encuentran en Madrid. Además, en el desarrollo de la pintura, tuvo una especial importancia la Real Academia de San Fernando.
De entre los pintores originarios de Madrid, quizá el más destacado es el Juan Gris.

### Literatura
Muchos de los grandes clásicos de la literatra barroca del Siglo de Oro eran de los territorios de la actual Comunidad de Madrid, como Lope de Vega, Francisco de Quevedo o Miguel de Cervantes.
En el SXIX, destacan los románticos Mariano José de Larra y Ramón de Mesonero Romanos.
De la literatura del SXX y XXI destacan escritores como Ramón Gómez de la Serna, Enrique Jardiel Poncela, José Echegaray, Magda Donato, Gloria Fuertes y Almudena Grandes.

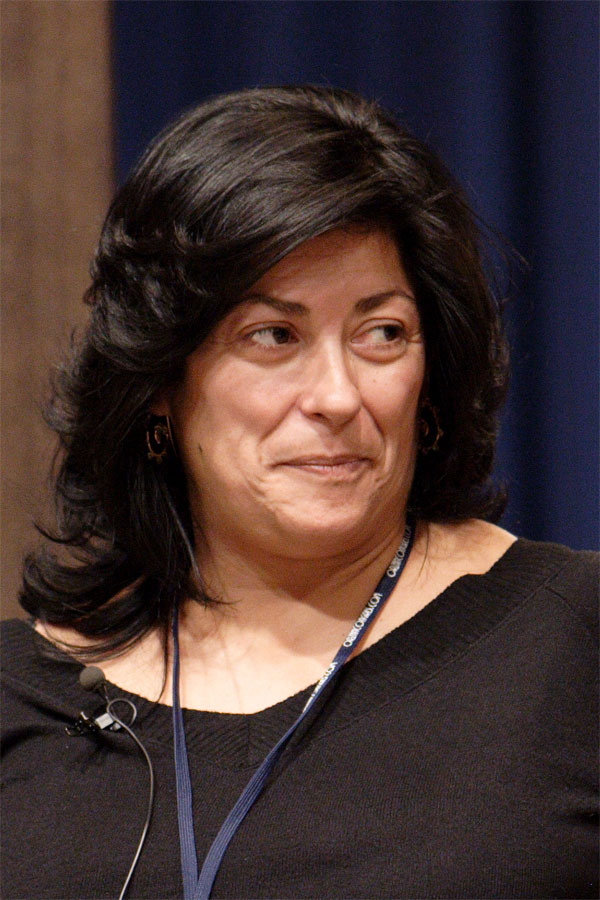
Almudena Grandes
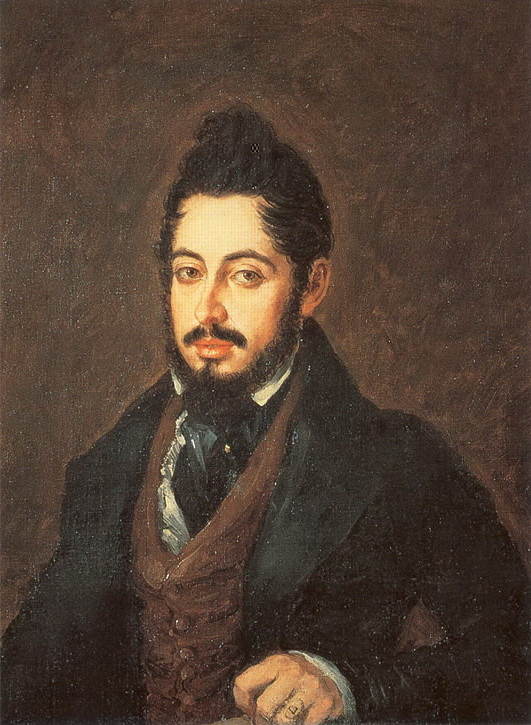
Mariano José de Larra
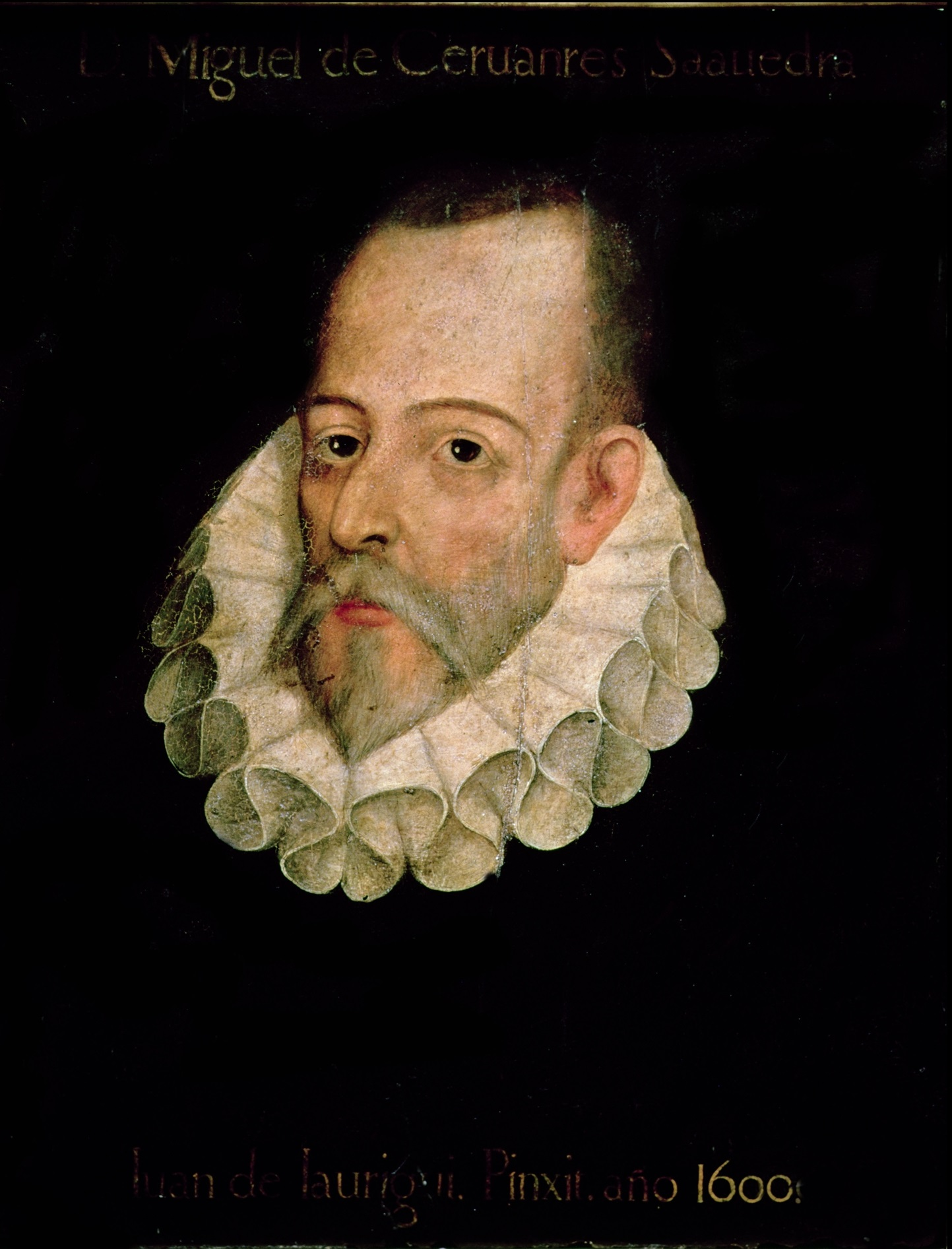
Miguel de Cervantes
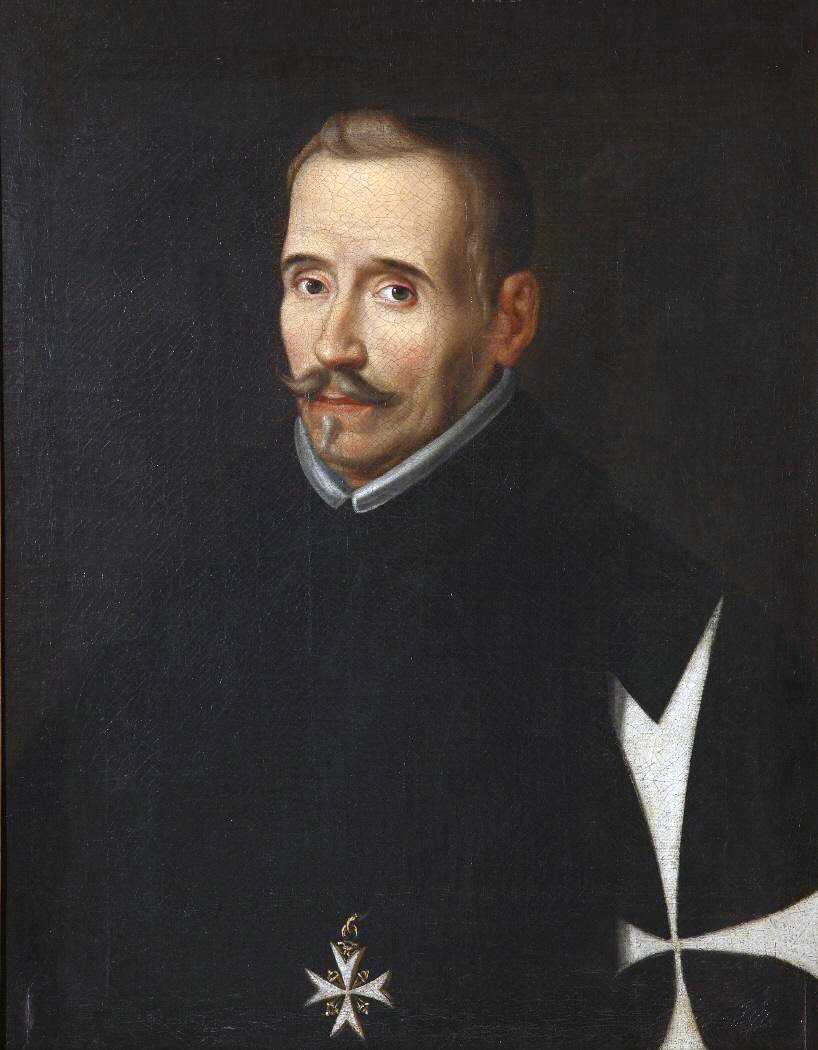
Lope de Vega
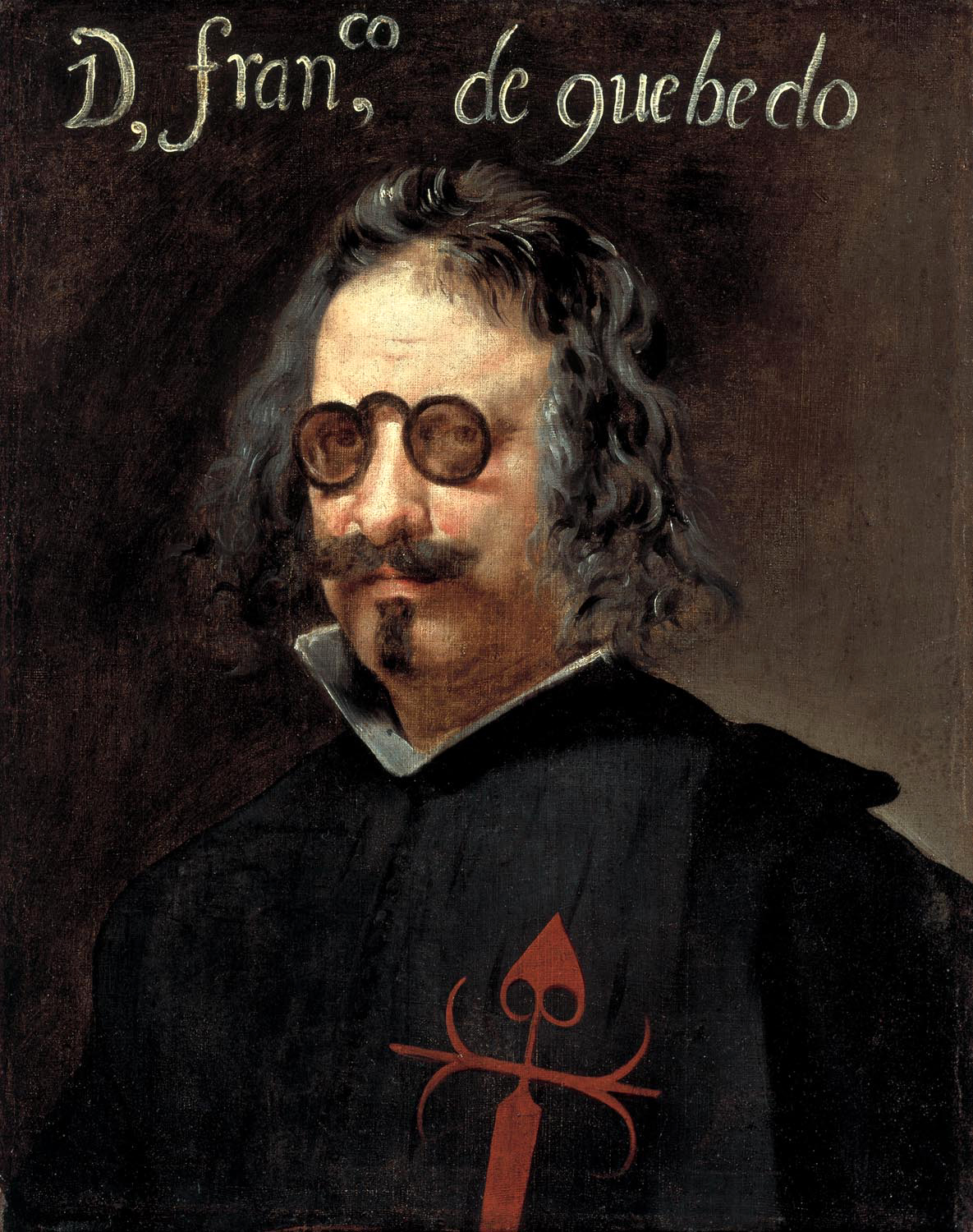
Francisco de Quevedo

### Música

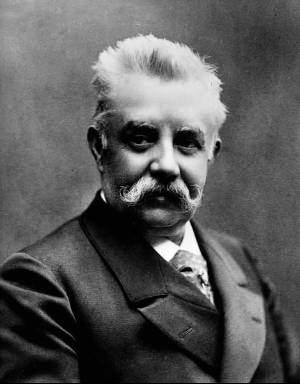
Federico Chueca.

El chotis se puede considerar el género musical popular y folklórico madrileño. La jota castellana y otros géneros caracterísitcos de la meseta castellana también están presentes en la Comunidad de Madrid.
Entre los compositores clásicos, destaca Federico Chueca, uno de los principales autores de zarzuela.
Dentro de la música contemporánea, destaca en los 80 la Movida madrileña con grupos como Danza Invisible, Los Secretos, Nacha Pop, Radio Futura, Kaka de Luxe, Mecano, Gabinete Caligari, Hombres G, Alaska y los Pegamoides o Alaska y Dinarama.
Otros cantantes contemporáneos de la Comunidad son Alejandro Sanz, Julio Iglesias, Malú, C. Tangana, Ana Belén, Leiva o Dani Martín.

### Cine
Los años 80 supusieron un revulsivo cultural en Madrid. El director manchego Pedro Almodóvar reflejó en sus movidas el espíritu del Madrid de la época.
Del mismo periodo, el cine quinqui adquirió gran popularidad, ambientado en muchos casos en los barrios populares de la periferia del sur de Madrid, que habían crecido vertiginosa y desordenadamente en las épocas anteriores. La película La estanquera de Vallecas es uno de los títulos más reconocidos de este género, así como el actor madrileño José Luis Manzano.
Carmen Maura, Marisa Paredes, Maribel Verdú, Penélope Cruz, Chus Lampreave, Lina Morgan, Victoria Abril, Bárbara Lennie o Irene Escolar son algunos de los actores con más recorrido de Madrid.

### Fiestas y tradiciones

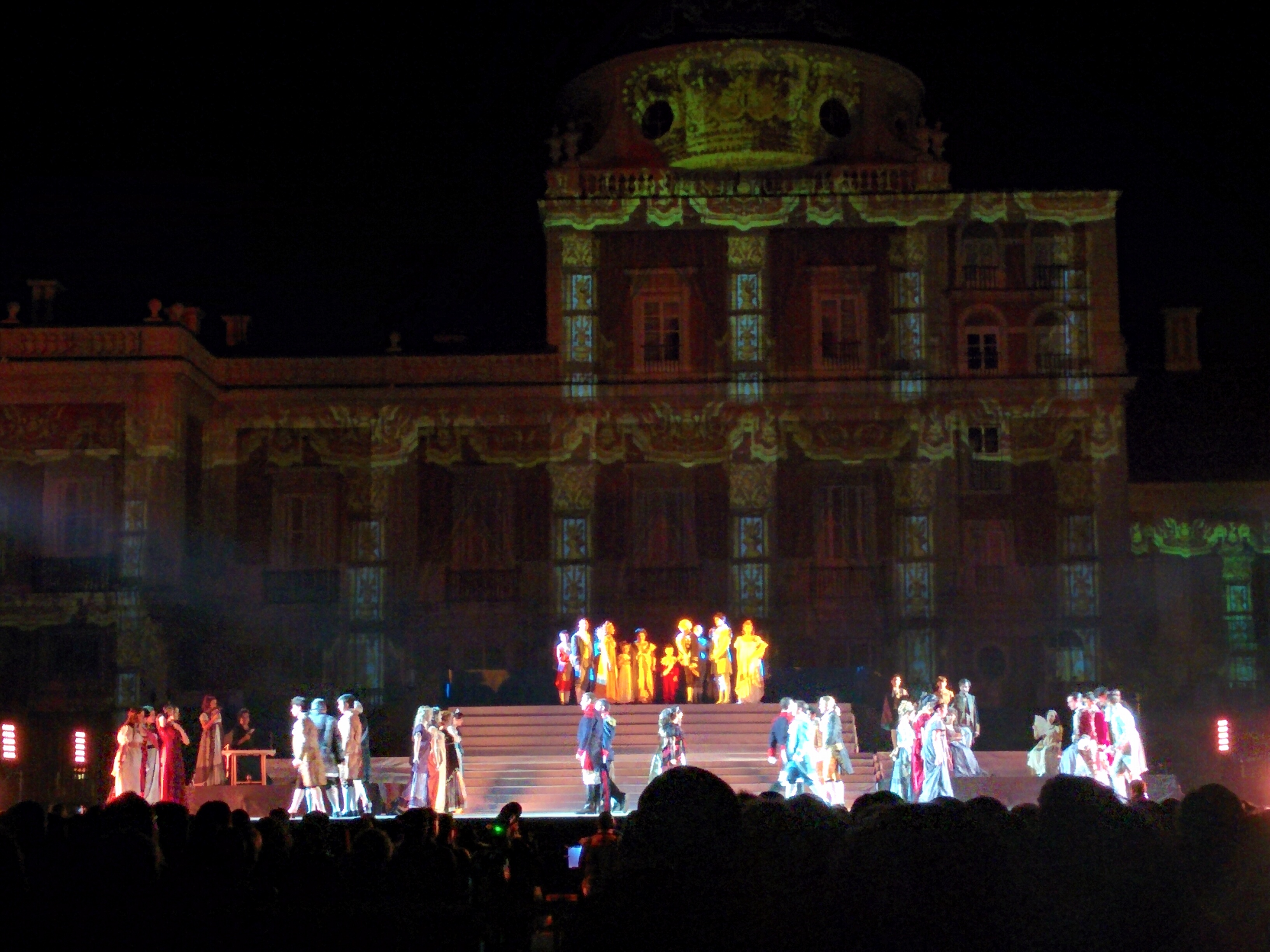
Fiestas del Motín

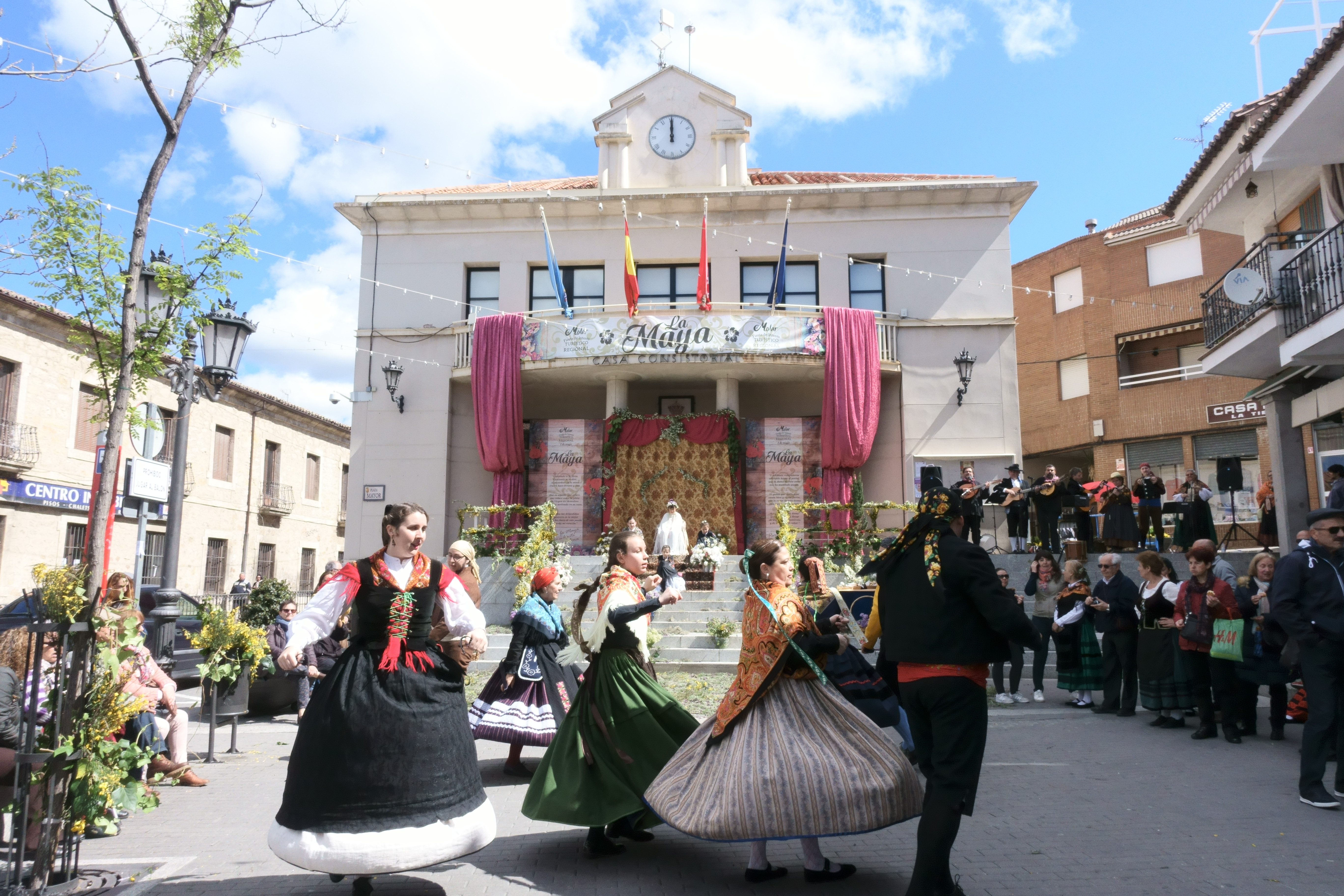
Fiesta de la Maya en El Molar, declarada de interés turístico por el gobierno regional en 2011

La Comunidad de Madrid celebra su festividad el día 2 de mayo, en conmemoración de los actos heroicos que dieron lugar a la Guerra de la Independencia, en 1808. Posee un carácter marcadamante institucional.
Entre los festejos más destacados de la región, destacan los de carácter taurino. La fiesta de los toros en la Comunidad de Madrid está declarada Bien de Interés Cultural. La Feria de San Isidro, que se celebra en mayo en la plaza monumental de Las Ventas, es una de las citas de mayor interés del mundo taurino.

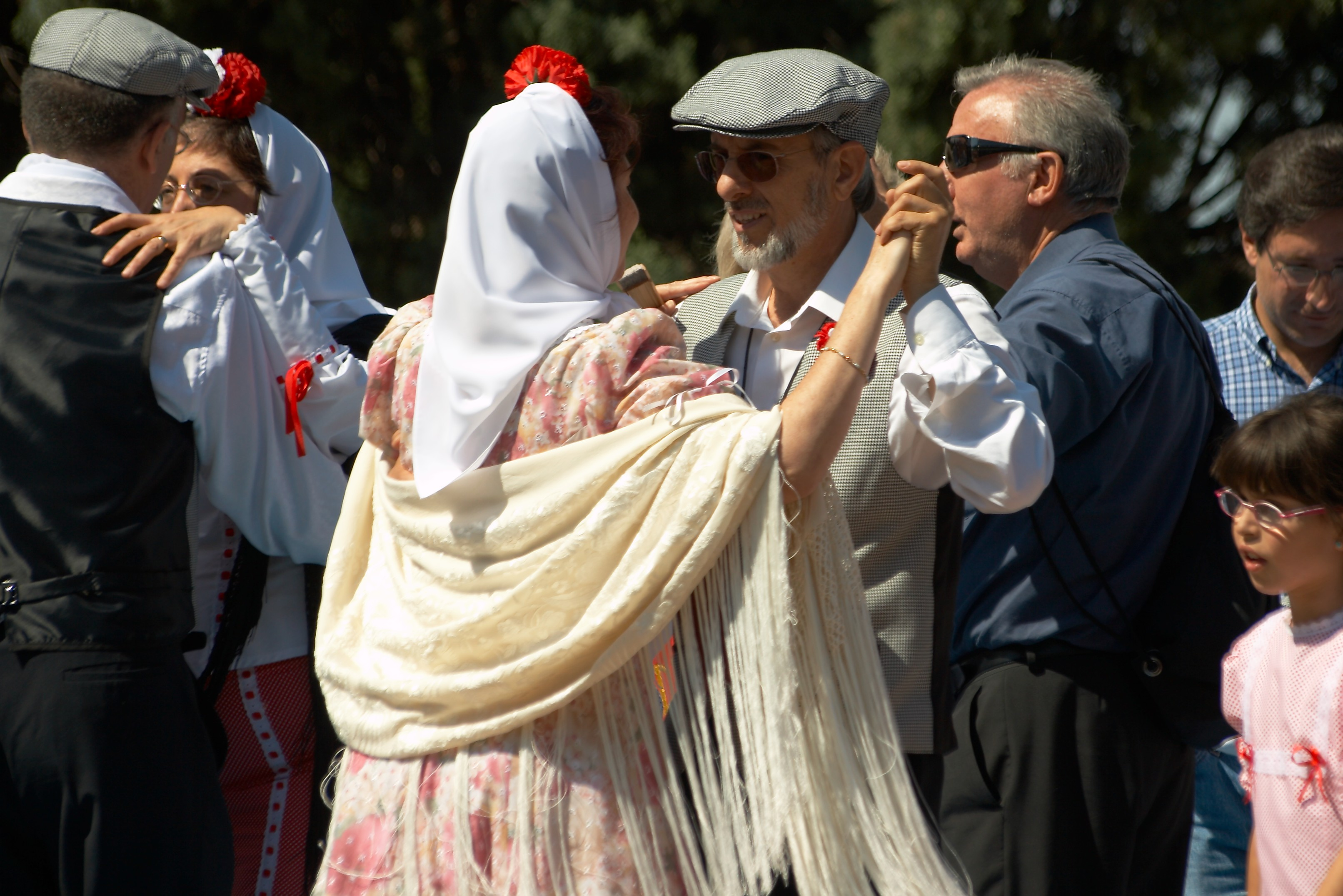
Chulapos bailando un chotis en la Feria de San Isidro.

Por su parte, los encierros de San Sebastián de los Reyes están considerados como los segundos más importantes de España, después de los de San Fermín en Pamplona. Su origen se remonta al siglo XVI.
Alcalá de Henares cuenta con tres fiestas declaradas de Interés Turístico Regional: su Semana Santa, el Don Juan Tenorio y el Octubre Cervantino. Así mismo, cuenta con unas Ferias y Fiestas Populares que se remontan a 1184, las patronales de Los Santos Niños el 5 y 6 de agosto, las patronales de la Virgen del Val el tercer domingo de septiembre, San Antón en enero y Santa Lucía en diciembre. La fiesta de la "Semana Santa" de Alcalá de Henares el 24 de junio de 2019 fue también declarada Fiesta de Interés Turístico Nacional por el Ministerio de Industria, Comercio y Turismo.

### Gastronomía

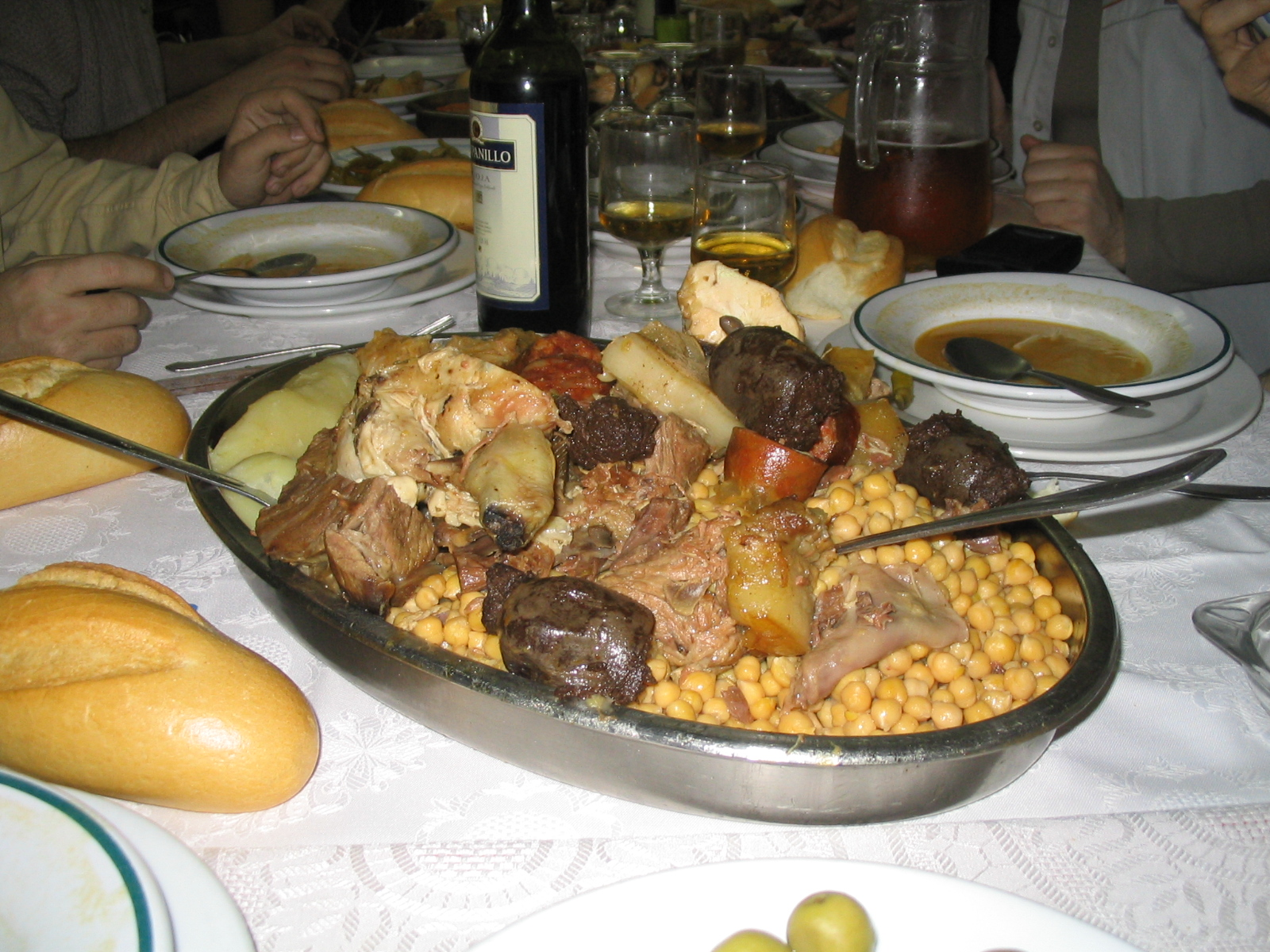
Cocido madrileño, uno de los platos típicos de la región

Las bases de la cocina regional madrileña se sientan en el siglo XVI, cuando el rey Felipe II proclama a Madrid como capital, a partir de dos niveles bien diferenciados: el de la aristocracia y el de las clases populares. Del segundo surge el pastel de liebre, que, pese a su procedencia humilde, se convirtió en uno de los platos más solicitados por la nobleza en los siglos posteriores a la capitalidad.
A partir del siglo XIX, aparecen en la ciudad de Madrid las primeras fondas, casas de comidas y restaurantes modernos (el célebre Lhardy, que aún sigue funcionando, se fundó en 1839), así como cafés y confiterías, que toman el relevo de los antiguos mesones. La apertura de estos establecimientos suaviza las diferencias entre esos dos niveles y empieza a tomar forma lo que hoy en día se entiende como cocina madrileña. De esta época datan platos como el cocido de tres vuelcos (conocido en la actualidad como cocido madrileño), los soldaditos de Pavía, el besugo a la madrileña, el potaje de vigilia o los bartolillos.
En los siglos XX y XXI, la cocina madrileña se suma a las corrientes renovadoras y experimentales de las gastronomías catalana y vasca. En los actuales restaurantes madrileños, conviven los platos más tradicionales y las creaciones más vanguardistas, en diferentes manifestaciones (cocina de autor, cocina de fusión, cocina creativa, etc.), en lo que constituye una de las ofertas restauradoras más cuantiosa, prestigiosa e importante de España. A ello se añaden los bares, tascas y tabernas, que mantienen en pie la cultura de la tapa, de los populares bocadillos de calamares y de las raciones; y la existencia de numerosos restaurantes internacionales y regionales, especializados en otras cocinas de España.

#### Denominaciones de origen

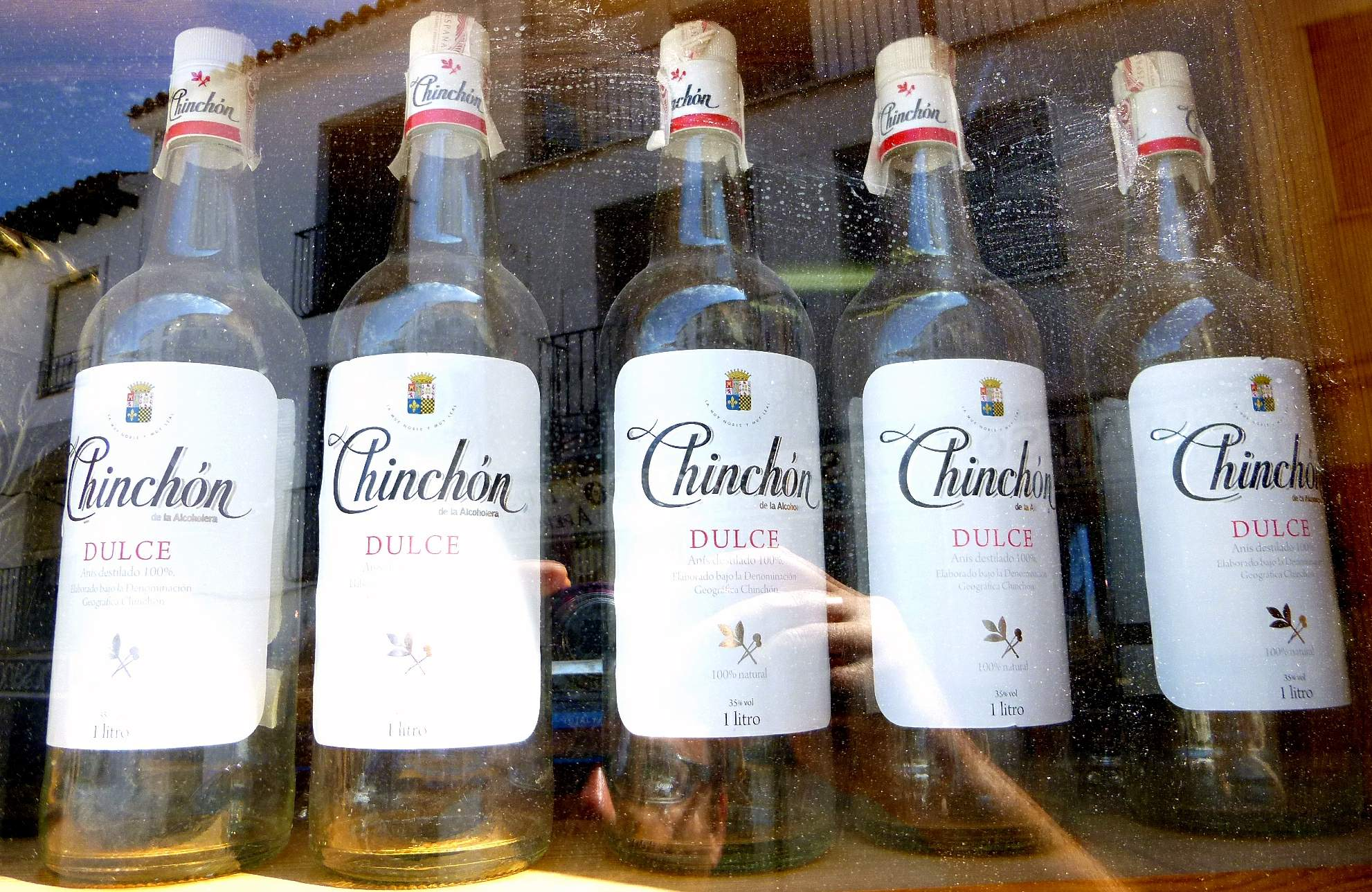
Chinchón da nombre a una denominación de origen que protege su producción de anís

La región madrileña cuenta con una importante oferta agroalimentaria, reconocida legalmente en las siguientes denominaciones de origen:
- Denominación de Origen Vinos de Madrid, articulada a partir de tres cabeceras principales: Arganda del Rey, Navalcarnero y San Martín de Valdeiglesias
- Denominación Geográfica Anís de Chinchón
- Indicación Geográfica Protegida (IGP) Carne de la Sierra de Guadarrama
- Denominación de Calidad Aceitunas de Campo Real
- Denominación de Origen Aceite de Madrid, que se lanza en la temporada 2007/08[86]

A estas denominaciones de origen se añaden otros alimentos que han alcanzado fama nacional, caso del queso de Campo Real, los ajos de Chinchón, el requesón de Miraflores de la Sierra, los melones de Villaconejos, los garbanzos de Navalcarnero, la repostería de los conventos de Alcalá de Henares o los fresones, fresas y espárragos de Aranjuez.

### Religión
Según el Barómetro Autonómico publicado por el CIS (Centro de Investigaciones Sociológicas) de julio de 2019, la afiliación religiosa en Madrid es:
- 60,1 % católicos
- 3,1 % otras religiones
- 6,9 % indiferentes/no creyentes
- 28,5 % ateos o agnósticos

El 20,4 % de la población es practicante.

### Deporte
El fútbol acapara el interés deportivo de los madrileños, al igual que ocurre en el resto de España. De hecho, fue Madrid uno de los primeros lugares en los que se introdujo el fútbol en España, con la constitución en 1879 del Cricket y Foot-ball Club. La Comunidad de Madrid es la organizadora de la Copa Mundial de Clubes Sub-17 a nivel internacional y está representada por una selección autonómica.

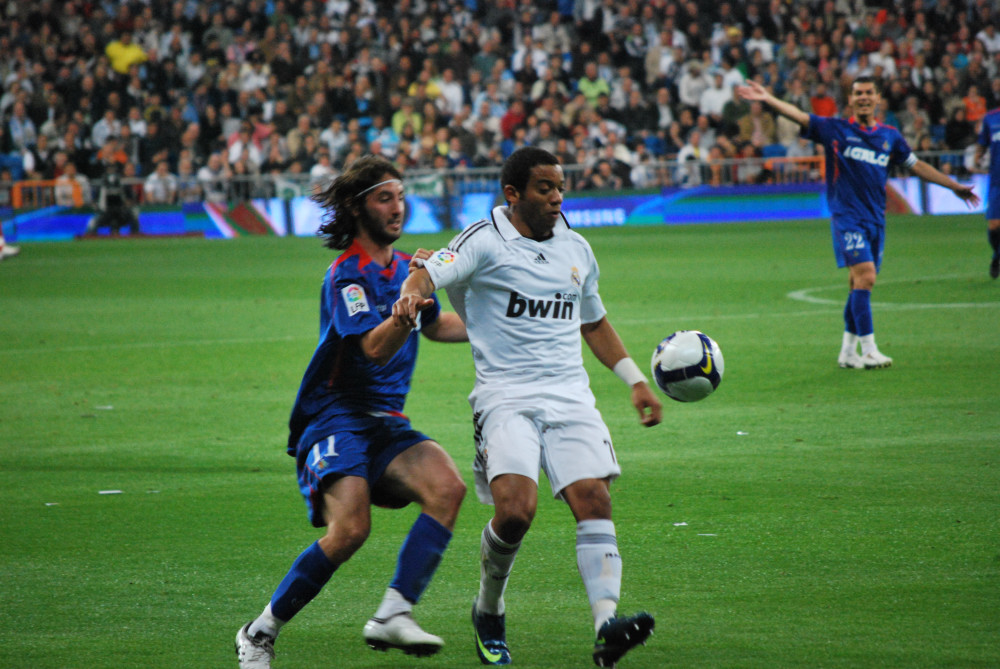
Partido de fútbol entre el Real Madrid y el Getafe

La región cuenta con tres equipos de gran tradición y repercusión global, el Real Madrid (fundado en 1902), el Atlético de Madrid (fundado en 1903) -disputando ambos el derbi madrileño-, y el Rayo Vallecano (fundado en 1924), a los que se les suman el Club Deportivo Leganés, que se fundó en 1928, y el Getafe Club de Fútbol (sucesor del Club Getafe Deportivo, fundado en 1946) -que disputan el derbi del sur de Madrid-. Todos ellos juegan en la Primera División, siendo Madrid la única provincia española que ha contado en una misma temporada con cinco clubes en la máxima división nacional de fútbol. A los anteriores hay que añadir a otros clubes madrileños que militan en la Segunda División del fútbol profesional español: actualmente estos son la Agrupación Deportiva Alcorcón, que se fundó en 1971, y el Rayo Majadahonda, fundado en 1976.
Siempre ha contado la Comunidad con representantes al máximo nivel en el fútbol femenino, desde que el C.D. Oroquieta Villaverde dominara el panorama deportivo nacional en los años 90. Actualmente juegan en la Liga Iberdrola el Club Atlético de Madrid Femenino (vigente campeón y sucesor del Atlético Villa de Madrid), el Rayo Vallecano Femenino y el Madrid CFF.
También goza de raigambre el fútbol sala, siendo la región hogar del Inter FS (que ha jugado en Madrid, Alcobendas, Alcalá de Henares y actualmente en Torrejón de Ardoz), el club más laureado del mundo en este deporte, y del Futsi Atlético de Madrid Navalcarnero, varias veces campeón de Europa en la modalidad femenina.

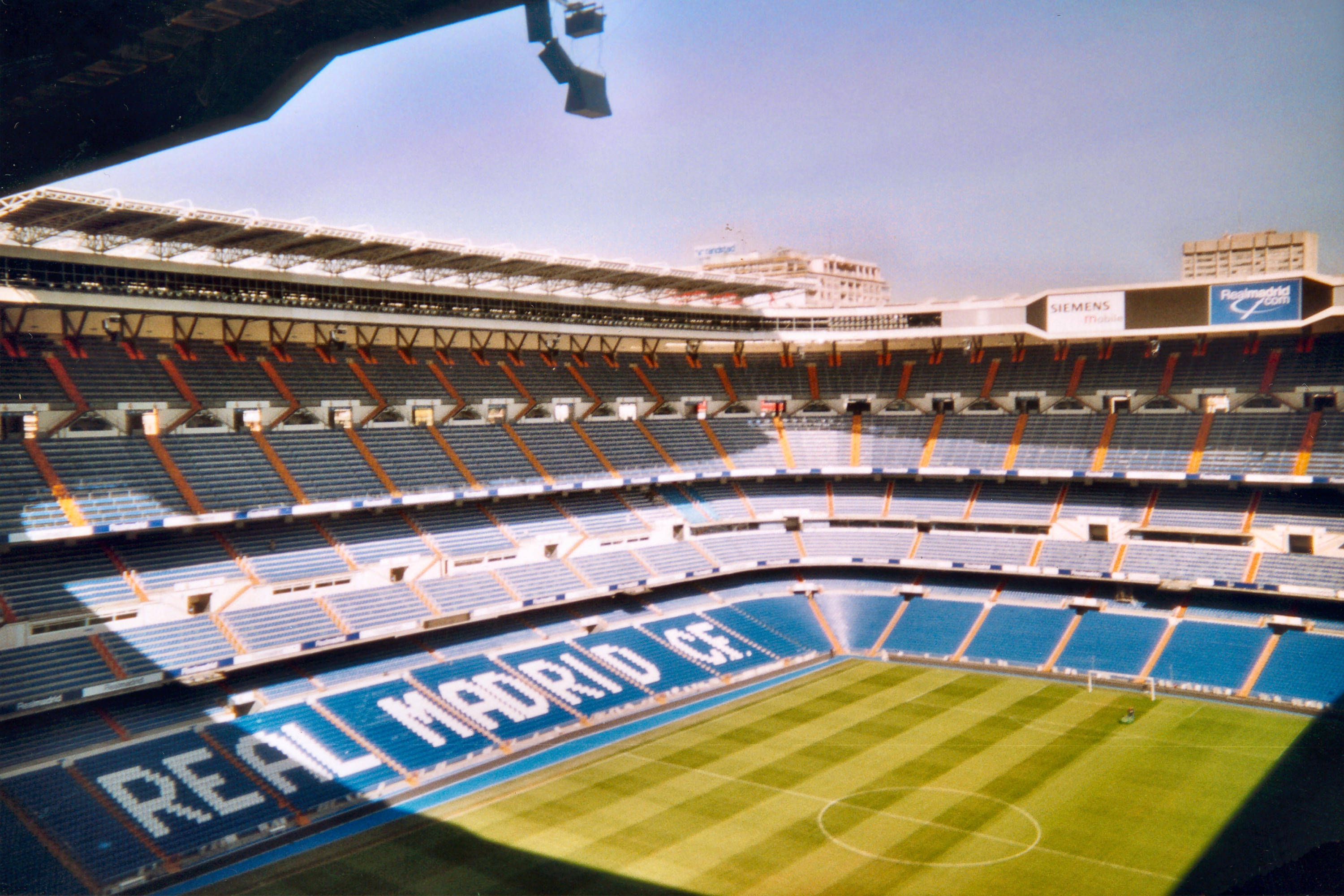
Estadio Santiago Bernabéu (Real Madrid)
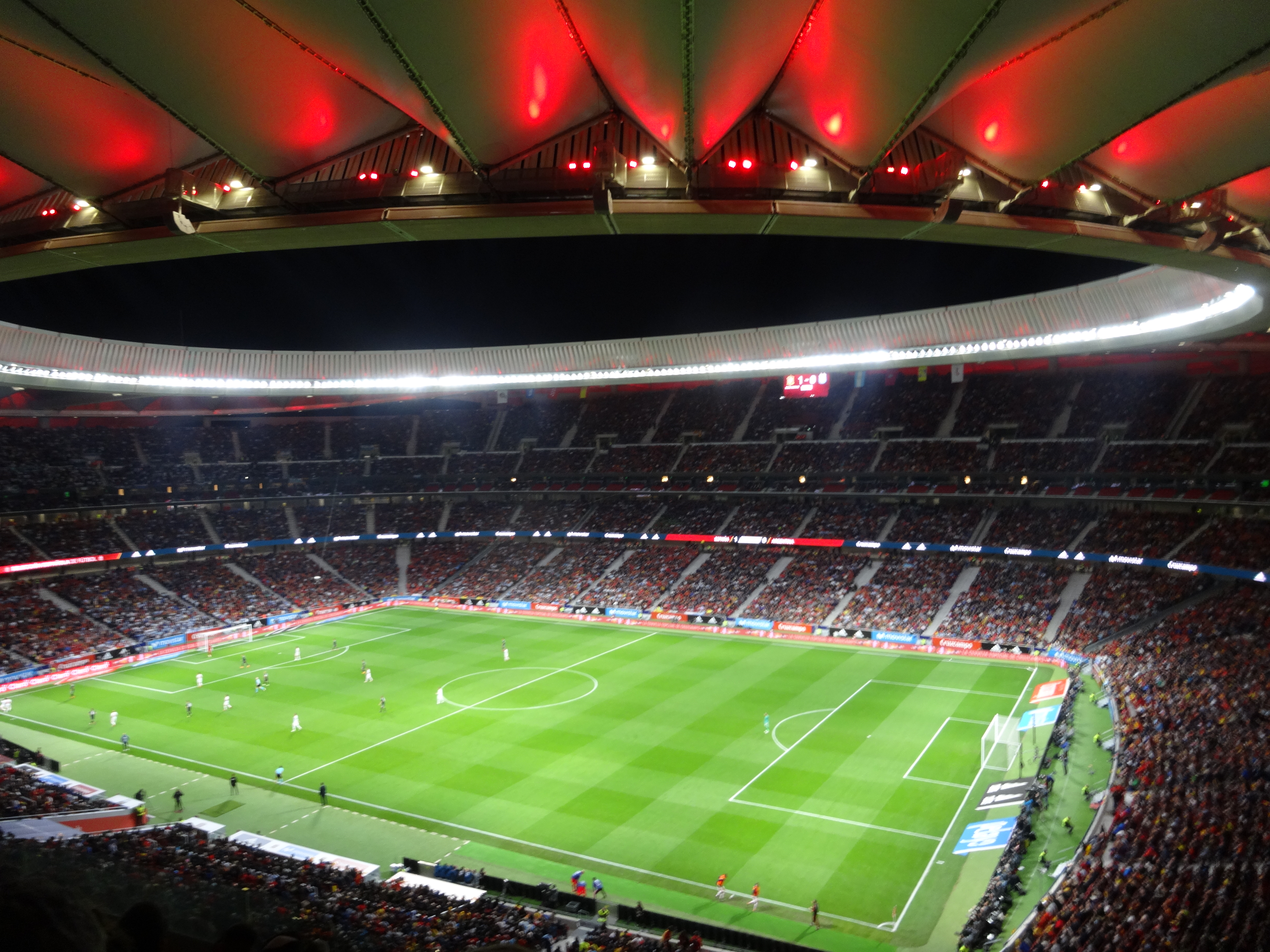
Estadio Metropolitano (Atlético de Madrid)
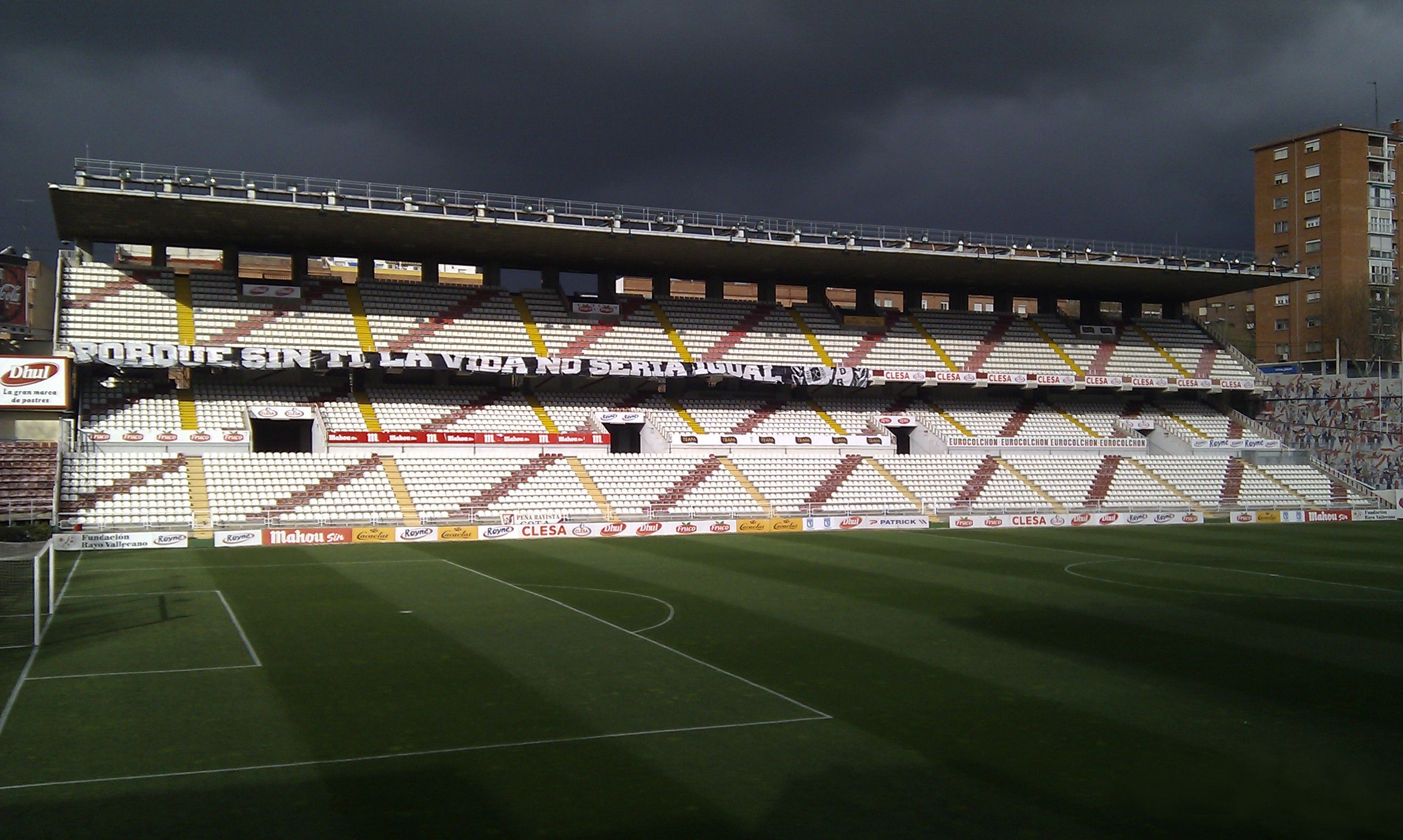
Campo de Fútbol de Vallecas (Rayo Vallecano de Madrid)
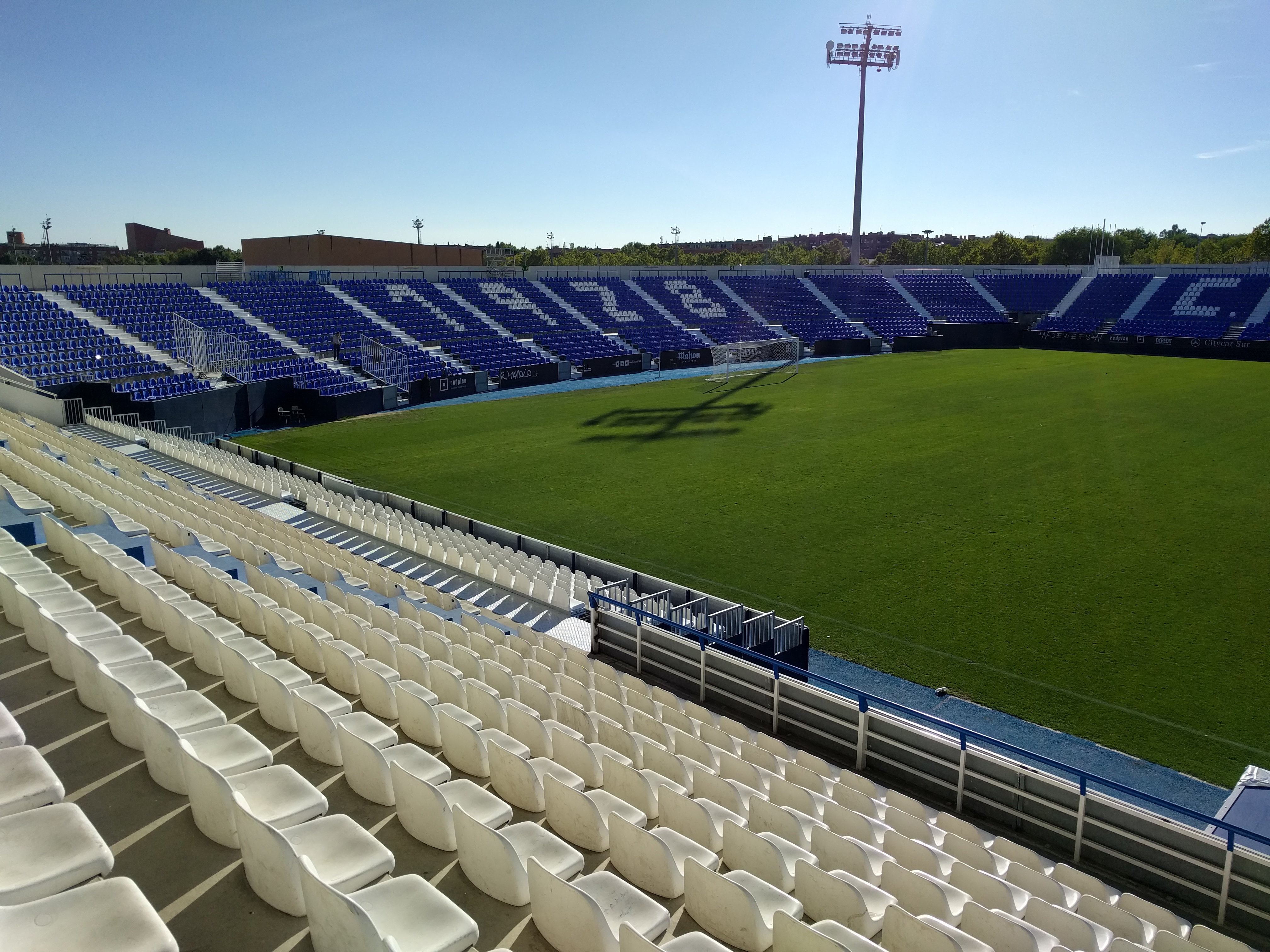
Estadio de Butarque (C.D. Leganés)
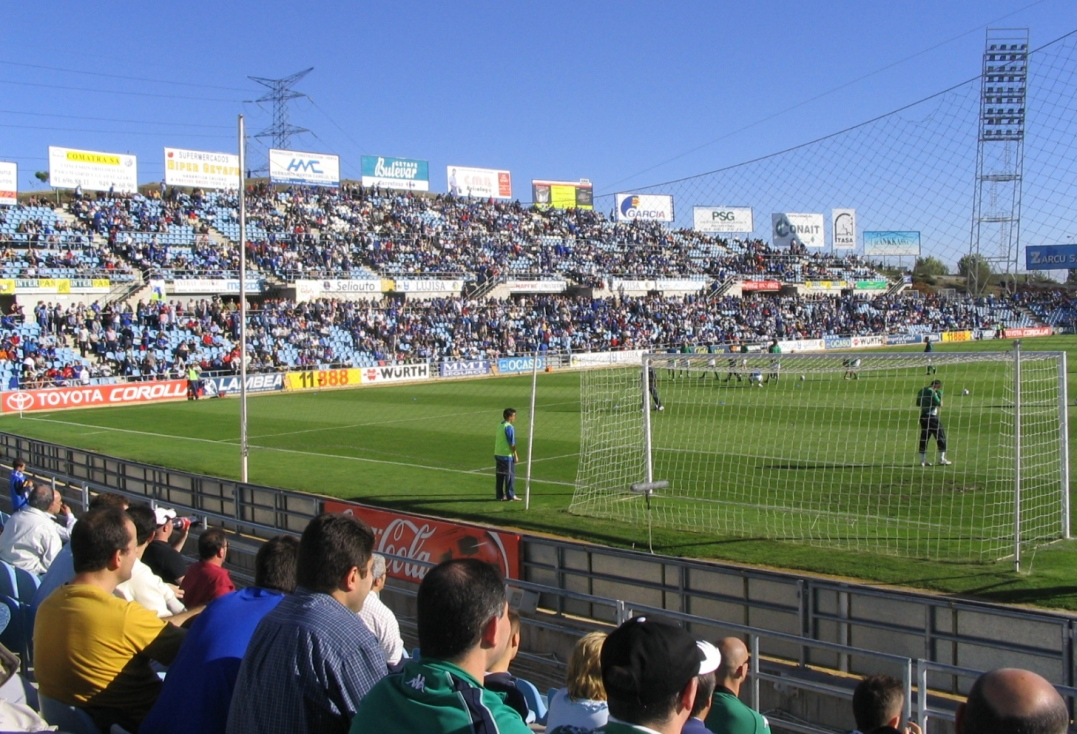
Coliseum de Getafe (Getafe C.F)

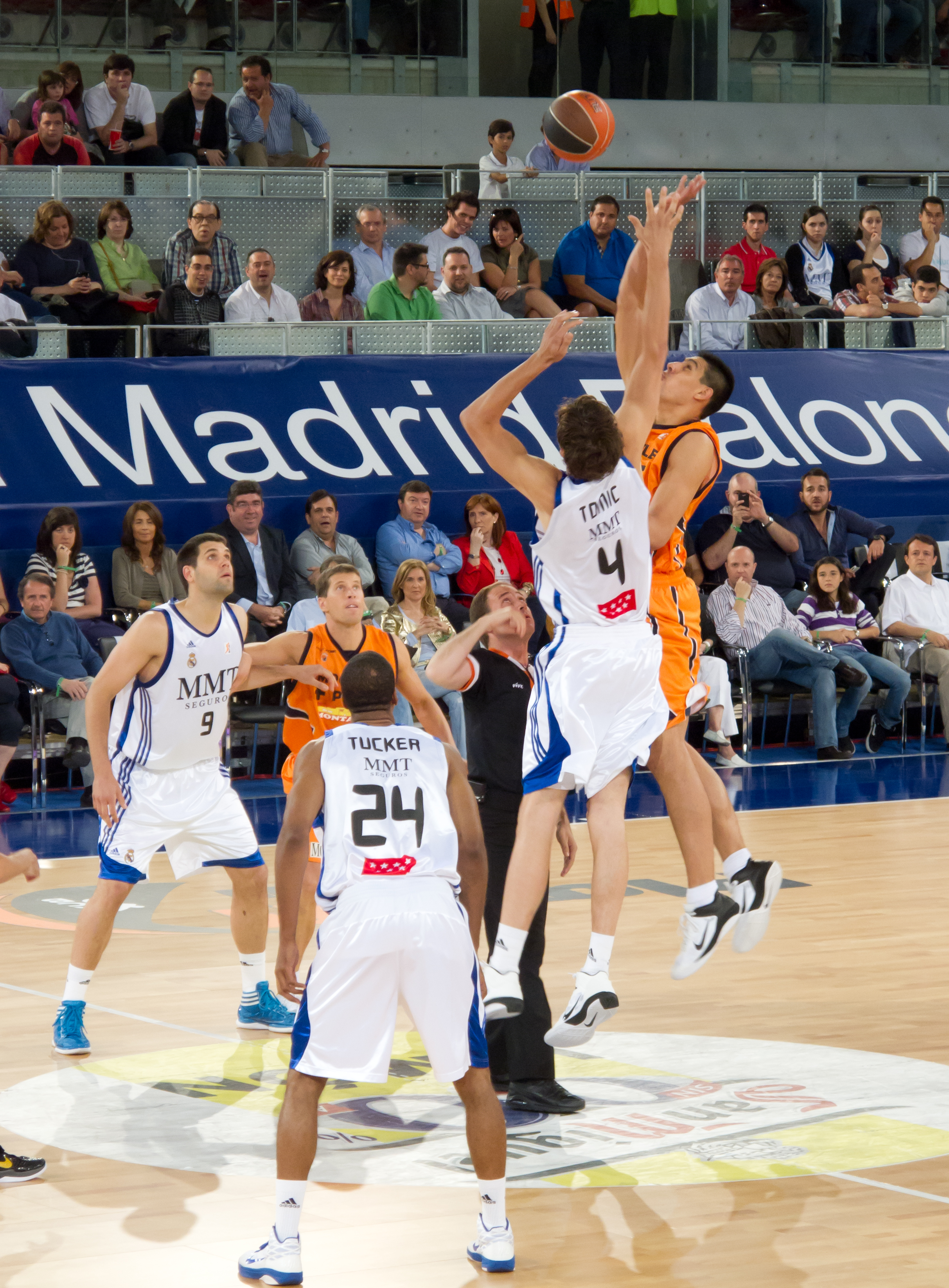
Encuentro de baloncesto entre el Real Madrid y el Fuenlabrada

Otro deporte muy popular en la comunidad autónoma es el baloncesto. Clubes como el Real Madrid, el Estudiantes o el Fuenlabrada se encuentran en la primera línea del baloncesto español.
El ciclismo reúne también a un gran número de aficionados. En la región se disputan tradicionalmente las etapas finales de la Vuelta ciclista a España, que discurre por los pueblos y puertos de montaña de la comunidad hasta su conclusión en el paseo de la Castellana, en la capital.
La sierra de Guadarrama es un punto de referencia para los numerosos clubes ciclistas con los que cuenta la región, a la que se suman los diferentes carriles y circuitos urbanos de uso ciclista y peatonal. En mayo de 2007 se ha puesto en marcha el Anillo verde ciclista, que circunvala el término municipal de Madrid con un trazado de más de 64 km.
El boxeo, la hípica, el golf, el tenis, las artes marciales, el rugby (donde el equipo nacional juega sus partidos como local), la natación y el balonmano (siendo digno de mención el fenecido BM Atlético de Madrid, campeón del mundo y heredero de la histórica sección de balonmano del Atlético de Madrid) se encuentran también entre las preferencias deportivas de los madrileños, como avala la existencia de numerosas escuelas, clubes, asociaciones y federaciones, así como la celebración de distintos campeonatos internacionales (caso del Masters de Madrid, torneo de tenis que se disputa en las canchas del Madrid Arena).

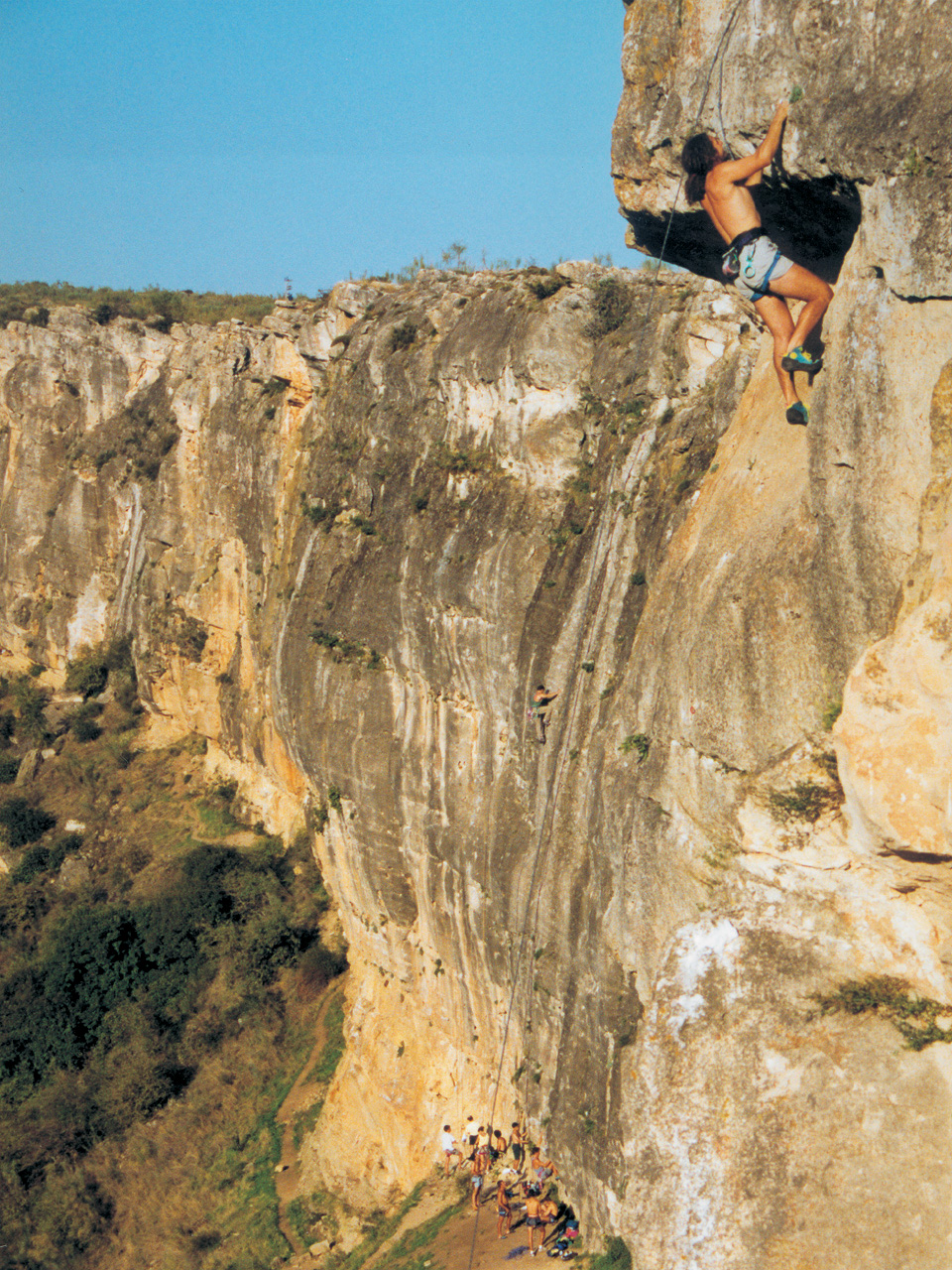
Escalada en el Pontón de la Oliva

Mención aparte merecen los llamados deportes de naturaleza, con un elevado número de aficionados, dadas las idóneas condiciones orográficas de la región. Hay varias escuelas y federaciones de escalada, alpinismo, montañismo y senderismo, entre ellas la Real Sociedad de Alpinismo Peñalara, creada en 1912, una de las más antiguas de España en esta especialidad. La Pedriza, La Maliciosa, las formaciones graníticas de Torrelodones y los rocódromos de la capital se encuentran entre los lugares más frecuentados por los amantes de la escalada.
Por su parte, los embalses, estanques y ríos de la región permiten la práctica de diferentes deportes náuticos. Aquí destacan el embalse de San Juan, en San Martín de Valdeiglesias y Pelayos de la Presa, el lago de la Casa de Campo y la ría del parque Juan Carlos I, ambos en Madrid, así como el río Tajo, a la altura de Aranjuez.
Entre los deportistas más destacados nacidos en la Comunidad de Madrid se pueden señalar a Manuel Santana, Francisco Fernández Ochoa, Carlos Sainz, Blanca Fernández Ochoa, Emilio Butragueño, Jesús Rollán, Pedro García Aguado, Javier Fernández López, Fernando Torres, Raúl González Blanco, Estela Giménez, Iker Casillas o Alberto Contador.

### Instalaciones deportivas
La Consejería de Deportes, creada en junio de 2007, tras las elecciones autonómicas de mayo, planifica y gestiona la política deportiva de la Comunidad de Madrid. De esta entidad administrativa, anteriormente integrada en la Consejería de Cultura y Deportes, dependen algunas de las principales instalaciones deportivas de la región, a las que se añaden los complejos de titularidad municipal y los de carácter privado o asociativo.

### Deportes de motor
La comunidad madrileña alberga diversas disciplinas deportivas de motor, tanto automovilísticas como motociclistas. En primer término cuenta con el circuito del Jarama, que llegó a albergar pruebas de la Fórmula 1 y en el pasado el Circuito de Guadarrama que albergó el primer Gran Premio de España. En la disciplina de rally se han disputado tanto pruebas puntuables para el Campeonato de España de Rally de asfalto como el Rally Shalymar, el Rally Valeo, el Critérium Luis de Baviera, el Rally de Madrid o el Rally Comunidad de Madrid; como para el Campeonato de España de Rally de Tierra caso del Rally de Tierra de Madrid. El Rally RACE de España, prueba que puntuó en el pasado para el Campeonato de Europa de Rally, contó en varias de sus ediciones con tramos por la comunidad de Madrid. Desde 2009 la misma se reconvirtió en un prueba de históricos, también puntuable para la categoría continental.

### Medios de comunicación
Madrid es la comunidad líder de España en el sector de los medios de comunicación, no solo en número de empresas, sino también en volumen de facturación. Concentra los principales grupos de radio y televisión, tanto operadores como productoras, y de prensa. La mayor parte de las agencias de información del país —entre ellas la Agencia EFE— también tienen su sede en la comunidad autónoma.
En la región se encuentra el grupo Prisa, propietario de El País, el diario de mayor difusión nacional y ventas, con 2 182 000 lectores diarios en toda España (octubre de 2006 a mayo de 2007), según el Estudio General de Medios (EGM). Asimismo, Prisa es accionista de la Cadena SER, líder de la radiodifusión española, que alcanza una audiencia acumulada de 4 643 000 oyentes diarios (datos correspondientes a la segunda oleada de 2007 del EGM).
Gestevisión Telecinco, el primer operador de televisión del país en inversión publicitaria y número de espectadores, también radica en la Comunidad de Madrid. Esta sociedad explota la señal de Telecinco, el canal más visto en España entre 2004 (un 22,1 % de share) y 2008 (un 18,1 %), según datos de TNS Audiencia de Medios (antes Sofres). Globomedia, que tiene su sede en el distrito de Fuencarral, es la productora audiovisual líder en horas de emisión en televisión. Asimismo, es la que produce un mayor número de series de ficción y una de las propietarias de la cadena de televisión La Sexta.

#### Prensa
La Comunidad de Madrid alumbró, en el siglo XVII, la Gaceta de Madrid, considerado el primer periódico de la historia de la prensa española. En la actualidad, sirve de soporte al Boletín Oficial del Estado.
Periódicos de difusión regional
A diferencia de otras comunidades autónomas, Madrid carece de prensa regional. Los intentos de lanzar un periódico de actualidad regional han sido tan escasos como fallidos (es el caso del desaparecido Cisneros). La información sobre la región madrileña se sustenta en forma de secciones o separatas incluidas en los diarios de difusión nacional, en algunos periódicos digitales y, sobre todo, en los diarios gratuitos. Madrid es una de las provincias pioneras en este tipo de prensa, que se reparte preferentemente en comercios y a las puertas de las estaciones de metro y tren. 20 minutos, Qué! y ADN son los periódicos gratuitos más relevantes.
Periódicos de difusión local y comarcal
Destacan el Diario de Alcalá, de pago y que también cuenta con una edición digital, y otros comarcales como Sur-Madrid el periódico gratuito con 24 años de historia con cabeceras en las ciudades de Alcorcón, Móstoles, Fuenlabrada, Getafe, Leganés, etc. así como otros como Crónica Norte. El semanario alcalaíno Puerta de Madrid, de venta cada viernes en la ciudad complutense y en algunos municipios de su comarca y de la provincia de Guadalajara, tiene una historia de más de 2150 números y 42 años.[cita requerida]
Periódicos de difusión nacional
En la Comunidad de Madrid se editan los diarios de difusión nacional más importantes de España, tanto los de información general (El País, El Mundo, ABC o La Razón) como los especializados. En este último apartado destacan los deportivos As y Marca, así como los económicos Expansión, Cinco Días y La Gaceta de los Negocios, entre otros. El más antiguo de todos ellos es ABC, fundado el 1 de enero de 1903 por Torcuato Luca de Tena y Álvarez-Ossorio. Todos estos diarios cuentan con ediciones digitales.

#### Radio

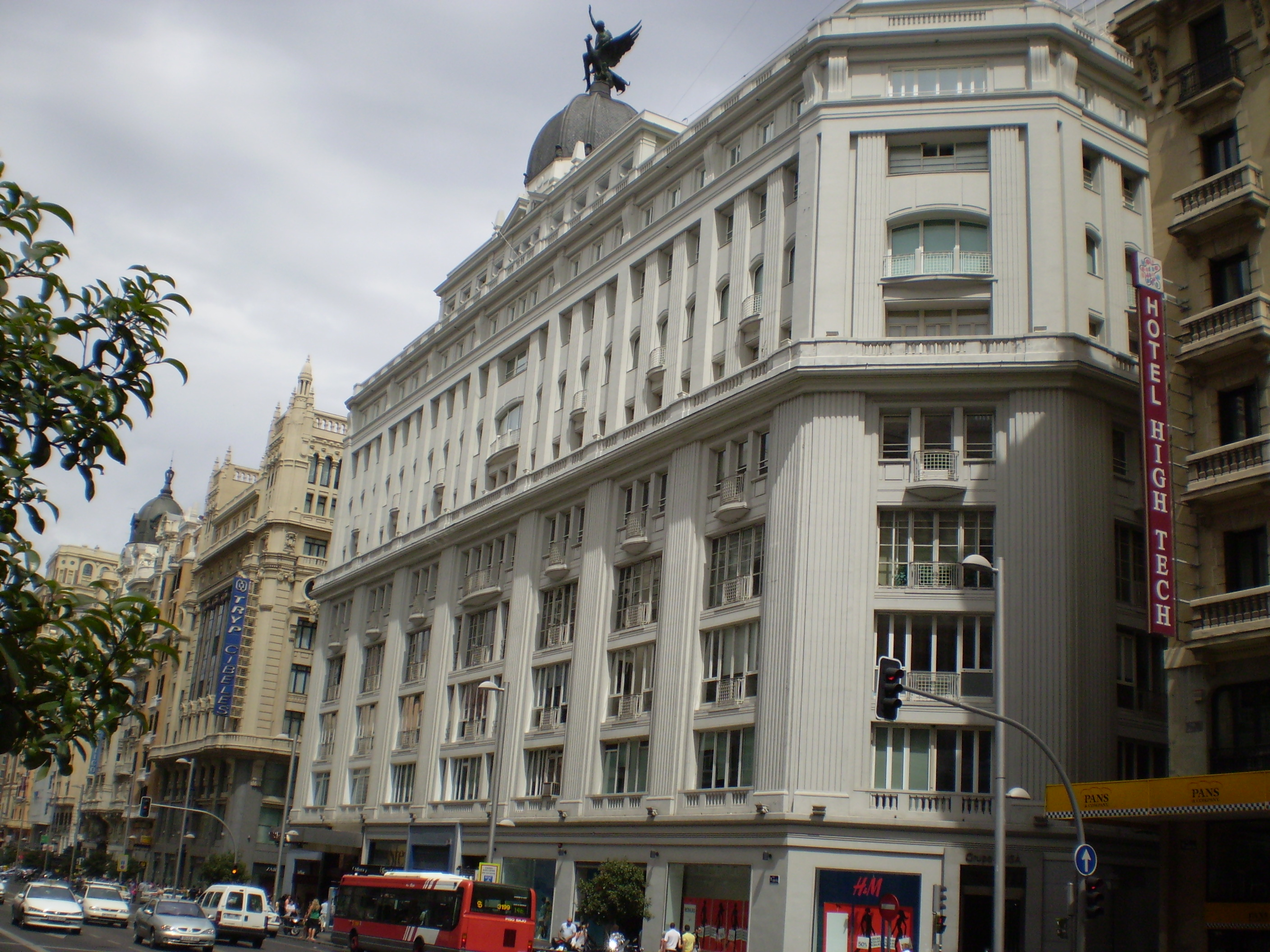
Edificio de Prisa, en la Gran Vía madrileña, sede de la Cadena SER

Radio Ibérica de Madrid fue la primera emisora de radio española en emitir (año 1923), aunque carecía de licencia. Le siguió Radio España de Madrid, desaparecida en 2001, que arrancó el 10 de noviembre de 1924, si bien le fue adjudicada la licencia después que a Radio Barcelona (cuyas emisiones comenzaron el 14 de noviembre del mismo año). Por esta razón, esta última emisora, hoy perteneciente a la SER, es considerada oficialmente como la radio más antigua del país.
Radio Madrid, de la SER, es la emisora más escuchada de España.
Radios de difusión regional
A diferencia de la prensa, la región madrileña sí que cuenta con cadenas radiofónicas de cobertura estrictamente regional. En lo que respecta a la radio generalista, hay dos emisoras regionales: la privada comercial Radio Intercontinental y la pública Onda Madrid, dependiente del ente público Radio Televisión Madrid —que explota, en el terreno de la televisión, los canales Telemadrid y La Otra—. Asimismo, existen varias radios temáticas, con un ámbito de emisión limitado a la Comunidad de Madrid. En los últimos tiempos, han proliferado numerosas radios locales y comarcales, generalmente impulsadas por organismos municipales o supra-municipales, especializadas en temas localistas.
Radios de difusión nacional
En Madrid tienen su sede las principales cadenas de radio generalistas del país, que emiten para toda España, y estrictamente para el territorio madrileño, en determinadas franjas horarias. Aquí se engloban las cadenas privadas comerciales SER, COPE, Onda Cero y Punto Radio, así como la pública Radio Nacional de España, que pertenece al ente RTVE.
La SER tiene emisoras en Madrid (Radio Madrid), Alcalá de Henares (SER Henares), Alcobendas (SER Madrid Norte), Aranjuez (Radio Aranjuez), Móstoles (SER Suroeste) y Parla (SER Madrid Sur). Por su parte, la COPE explota diferentes licencias en Madrid (Radio Popular de Madrid), en Collado Villalba (COPE de la Sierra), en Getafe y en Fuenlabrada (COPE Sur). La programación de Punto Radio se difunde a través de las emisoras que esta cadena tiene en Madrid, Alcalá de Henares y El Escorial.
Madrid también acoge la mayor parte de las cadenas temáticas de difusión nacional del país, que emiten preferentemente a través de la FM. Se trata de radios-fórmula mayoritariamente musicales (Los 40 Principales, M80 Radio, Cadena Dial, Máxima FM, Radiolé, Kiss FM, Hit FM, Top Radio) y, en menor medida, económicas (Radio Intereconomía), deportivas (Radio Marca), informativas (Radio 5 Todo Noticias, del grupo RNE) y religiosas (Radio María). También emiten 18 emisoras en radio digital DAB.
Radios libres y comunitarias
Madrid cuenta con una amplia presencia de emisoras sin ánimo de lucro pertenecientes a organizaciones sociales, las llamadas radios libres y comunitarias, agrupadas en el llamado Tercer Sector de la Comunicación. En la capital, la más conocida es Radio Vallekas, aunque también cuentan con presencia en la villa Radio Enlace, R.K.20, Desencadena Usera, Onda Diamante, Onda Merlín Comunitaria, Radio Almenara, Radio Cigüeña, Radio Jabato, Radio Morata y Radio Paloma. Además, también hay radios del Tercer Sector en Getafe (Radio Ritmo) y Aranjuez (Radio Fuga).
Muchas de ellas están agrupadas en la Unión de Radios Libres y Comunitarias de Madrid que, en 2009, ganó un recurso en el Tribunal Supremo contra la adjudicación de licencias de radio por la Comunidad de Madrid en 2003. La URCM como red, al igual que varias emisoras a título particular, está unida a la Red de Medios Comunitarios.

#### Televisión

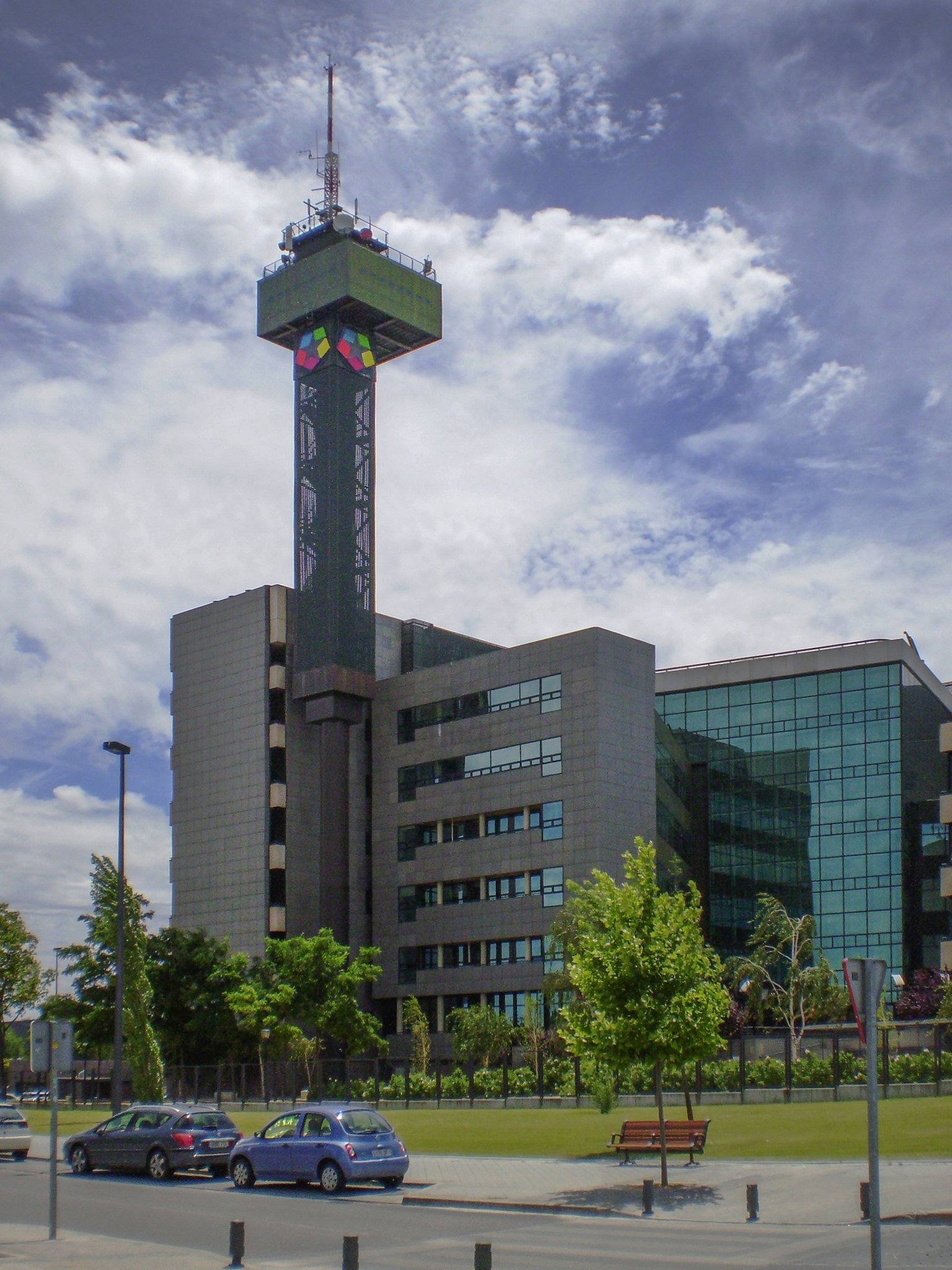
Telemadrid, en la Ciudad de la Imagen, Pozuelo de Alarcón

Al igual que en prensa y radio, la Comunidad de Madrid acogió las primeras emisiones televisivas de España, primero en pruebas (año 1952) y, a partir de 1956, de forma regular, con el arranque de TVE.
La televisión se recibe en la Comunidad de Madrid preferentemente por vía analógica, que representa el 63,3 % del consumo televisivo en 2008. La Televisión Digital Terrestre (TDT) supone un 22,9 %, el cable un 8,4 % y el satélite digital un 4,7 %, según datos de GECA.
La Ciudad de la Imagen concentra numerosas empresas relacionadas con el sector audiovisual. Este polígono, situado en el término municipal de Pozuelo de Alarcón, fue promovido por la propia Comunidad de Madrid con el fin de dotar a la región de un parque tecnológico en el terreno de la televisión y el cine. En él tiene su sede Telemadrid, varios canales temáticos, diferentes productoras audiovisuales (entre ellas, Videomedia y la delegación madrileña de la empresa catalana Mediapro), parte del archivo de la Filmoteca Española, la Escuela de Cinematografía y del Audiovisual de la Comunidad de Madrid (ECAM) y la Entidad de Derechos de los Productores Auidovisuales (EGEDA), entre otras muchas empresas y entidades audiovisuales. Alrededor de la Ciudad de la Imagen, se ha desarrollado un área comercial y de ocio, en el que destacan los megacines Kinépolis, que albergan la sala de cine más grande del mundo, según figura en el Libro Guinness de los Récords.
Televisiones públicas de cobertura autonómica

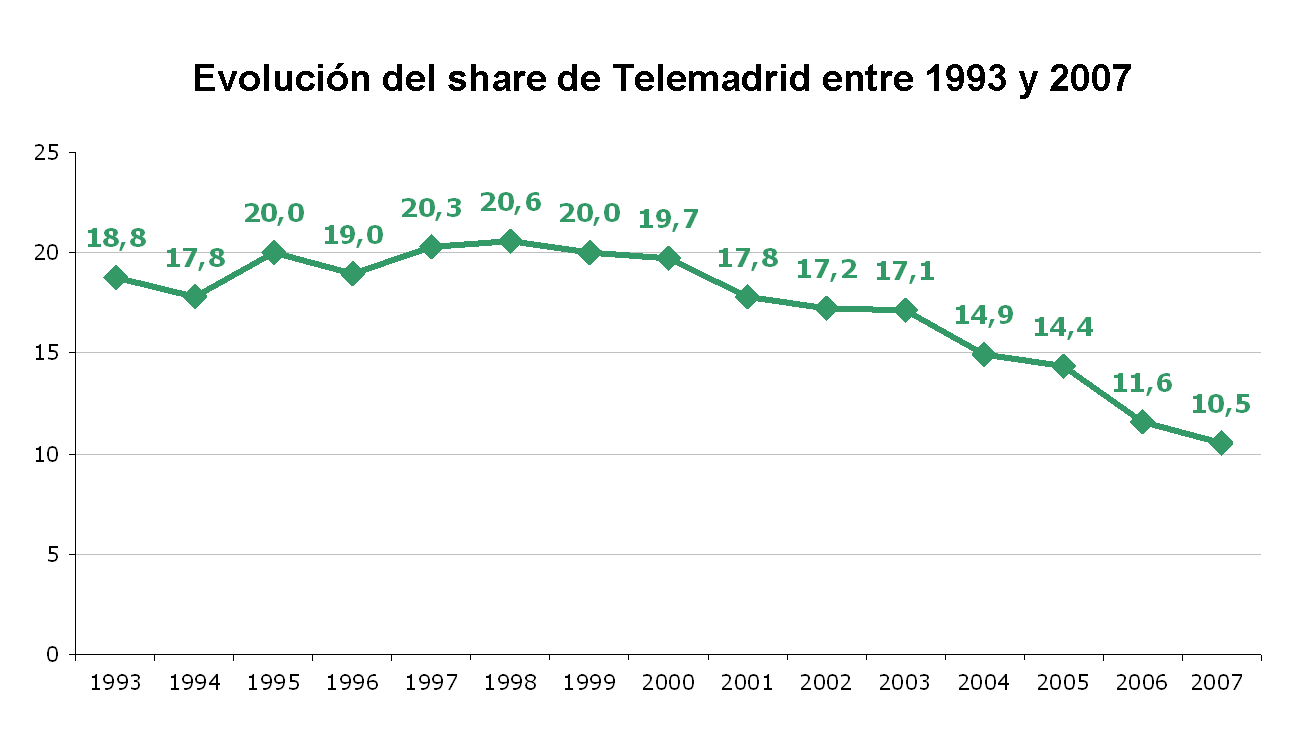
Fuente: TNS Audiencia de Medios

La región cuenta con dos canales autonómicos públicos, que dependen del ente Radio Televisión Madrid, integrado en la Federación de Organismos de Radio y Televisión Autonómicos (FORTA). Telemadrid inició sus emisiones en 1989 y en 2005 arrancó La Otra. A finales de la década de 1990, Telemadrid, junto con la catalana TV3, llegó a ser la televisión autonómica de mayor audiencia del país, con shares superiores al 20 %. Tras una severa pérdida de audiencia, su cuota de pantalla en 2008 se situaba en un 10,5 %, a más de nueve puntos de Telecinco (un 19,7 % en el mismo año), líder en la Comunidad de Madrid. En el último mes de 2008, Telemadrid alcanzó un 10,7 % de share, mientras que laOtra se instaló en un 0,3 % —datos de TNS Audiencia de Medios (antes Sofres)—. En 2009 la audiencia de Telemadrid bajó a 9,7 %, en 2010 a 8 % y en 2011 a 6,4 %.
Televisiones privadas de cobertura autonómica
Además de los tres canales de Radio Televisión Madrid, existen canales privados de cobertura autonómica, aunque su audiencia es inferior a la obtenida por los medios públicos. Entre otros se encuentran 8madrid, canal de cine perteneciente al empresario Enrique Cerezo; Kiss TV, emisora musical del Grupo Kiss; Business TV, controlado por Intereconomía TV, y otros canales como 13TV Madrid (antigua Popular TV), Libertad Digital TV, Ver-T Madrid y Aprende Inglés TV. Dentro de las televisiones locales, se encuentran canales como Canal 33 Madrid y Tele K, televisión comunitaria de Vallecas.
Anteriormente, la Comunidad de Madrid ha contado con otros canales privados. El primero fue Onda 6, perteneciente al grupo Vocento (antes Grupo Correo), que explota una licencia en TDT y también contó con licencia analógica. Sin embargo, el canal desapareció cuando La 10 se convirtió en una televisión con cobertura nacional. Madrid contó también con una versión local de Localia TV, gestionado por Grupo Prisa, que no obtuvo licencia para emitir en TDT y desapareció en 2009.
Televisiones de cobertura local
El nuevo marco legal introducido por la TDT ha multiplicado la oferta de televisión local en la región madrileña. A lo largo de 2007 y 2008 se han puesto en marcha canales que, como 8madrid, Libertad Digital TV y es.madrid.tv, explotan una licencia digital de TDT, concedida por el gobierno autonómico.
Junto a estos nuevos canales, aún continúan emitiendo vía analógica cadenas que, como Canal 7, carecen de licencia. Localia Madrid también se encontraba en esta situación de alegalidad, hasta diciembre de 2008, cuando anunció el cierre de sus actividades.
Tras la polémica adjudicación de licencias de TV, la televisión comunitaria Tele K corrió riesgo de desaparición, pero el 4 de diciembre de 2007, el Senado reconoció a Tele K, como emisora local de proximidad, la posibilidad de obtener licencias locales para la TDT, al margen del concurso de la comunidad autónoma, dentro del marco de la Ley de Impulso a la Sociedad de la Información. Por lo tanto, la cadena vallecana recuperó su legalidad y pudo optar a una concesión local de Televisión Digital Terrestre.
Televisiones de cobertura nacional
Como sucede con la prensa y la radio, los operadores nacionales de televisión tienen su sede en la Comunidad de Madrid. Las instalaciones de TVE están en Torrespaña, en la ciudad de Madrid, y en Prado del Rey, en Pozuelo de Alarcón. En esta última localidad también se encuentran las dependencias de La Sexta, en concreto en la Ciudad de la Imagen. Las de Antena 3 están en San Sebastián de los Reyes y las de Telecinco en Madrid, en el distrito de Fuencarral. Cuatro y Digital+ emiten desde Tres Cantos. En la Comunidad de Madrid también radican Net TV y Veo TV, dos operadores de cobertura nacional que difunden sus canales a través de la TDT. Con la excepción de TVE -entre cuyos canales se encuentran La Primera, La 2, 24 Horas y Teledeporte—, todas estas cadenas son de titularidad privada comercial.

#### Publicidad ymarketing
En la Comunidad de Madrid se encuentran ubicadas algunas de las empresas más relevantes del país dentro del sector de la publicidad y del marketing.
El gasto que la Comunidad de Madrid realiza en campañas publicitarias ronda los 160 millones de euros, según datos correspondientes al año 2007.